# Cannes
Pour les articles homonymes, voir Cannes (homonymie).
Cannes (/kan/  ou localement /ˈkanə/) est une commune française de la communauté d'agglomération Cannes Pays de Lérins située dans le département des Alpes-Maritimes, en région Provence-Alpes-Côte d'Azur, sur la Côte d'Azur dont elle est une ville phare. Ses habitants sont appelés les Cannois.
Village de pêcheurs ligure pendant l’Antiquité, liée aux légendes de saint Honorat et de l’homme au masque de fer sur les îles de Lérins au large de la baie de Cannes, station climatique et balnéaire de la Côte d'Azur au XIXe siècle, la ville prend son essor avec la construction de résidences de villégiature par les aristocrates anglais et russes puis, dès le début du XXe siècle, d'hôtels de luxe destinés aux touristes fortunés, constituant son patrimoine architectural.
Dotée d'une industrie de pointe, d’un petit aéroport d'affaires, de plusieurs ports et d’un Palais des festivals et des congrès, ancrée dans la baie de Cannes, bordée par le massif de l'Esterel à l'ouest, le golfe Juan à l'est et la mer Méditerranée, Cannes est une station balnéaire mondialement connue pour son festival du film ou encore celui de la plaisance et pour sa Croisette bordée de palaces. Elle laisse aussi place à la préservation de la biodiversité notamment aux îles de Lérins, ainsi l'écomusée sous-marin de Cannes allie culture et considérations environnementales. La ville est en outre labellisée Destination Innovante Durable.

## Géographie

### Situation
Cannes est située dans la communauté d'agglomération Cannes Pays de Lérins, à l’ouest du département des Alpes-Maritimes sur la Côte d'Azur dans la région Provence-Alpes-Côte d'Azur (PACA), sur la rive est de la plaine alluviale de la Siagne, en bordure de la mer Méditerranée dans ce qui est couramment appelé la baie de Cannes ou golfe de La Napoule. Le territoire communal s’inscrit dans un croissant orienté vers le sud, long de 9 kilomètres d’ouest en est et large de 5 kilomètres du nord au sud, occupant une superficie totale de 1 962 hectares. L’Institut national de l'information géographique et forestière attribue les coordonnées géographiques 43° 33' 29" nord et 07° 01' 04" est au point central de ce territoire. La commune est irriguée par le ruisseau du Béal et la rivière la Grande Frayère, sa géographie est caractérisée par une relative disparité des élévations, avec une bande côtière et des collines et pitons comme le Suquet, la Croix-des-Gardes ou le Bois-de-la-Maure où se trouve le point culminant de la commune à 260 m d’altitude.

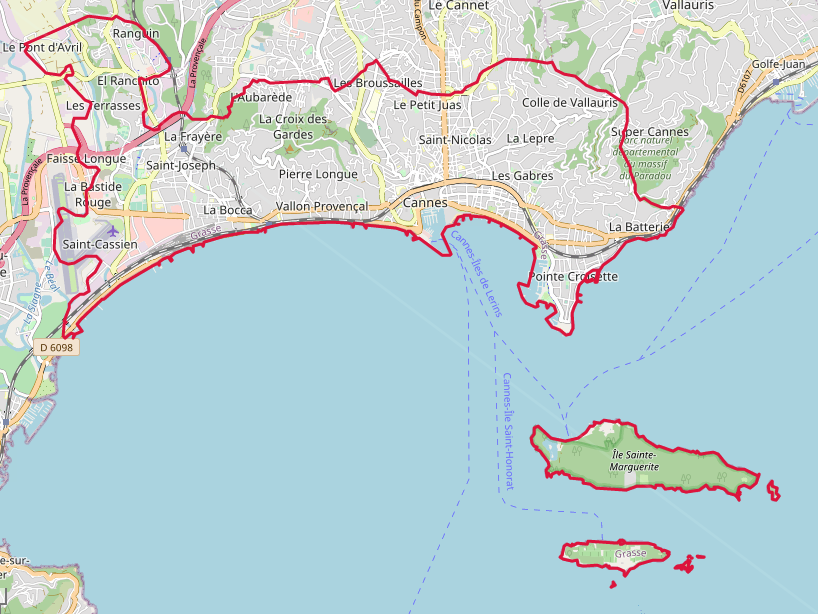
Carte de Cannes.

Elle est traversée par l’autoroute A8 qui dispose de deux échangeurs et par les voies ferroviaires des lignes Marseille-Saint-Charles - Vintimille et Cannes-la-Bocca - Grasse comprenant les gares de Cannes-la-Bocca, du Bosquet, de La Frayère et de Ranguin. Elle accueille la majeure partie des installations de l’aéroport de Cannes - Mandelieu et l’héliport du Suquet. Plusieurs autres axes routiers importants sillonnent son territoire comme la route du bord de mer, la route Napoléon et l’ancienne route nationale 7. Divisée en nombreux quartiers, elle est l’une des rares communes à disposer d’un quartier insulaire avec les îles de Lérins, aussi célèbres que le quartier du Suquet, ville historique de Cannes ou ceux de Californie - Pezou ou La Bocca. Cannes est située à 690 km au sud-est de Paris, 300 km au sud-est de Montpellier, 136 km au nord-est de Marseille, 27 km au sud-ouest de Nice, 14 km au sud-est de Grasse, 38 km au sud-ouest de Monaco, 43 km au nord-est de Saint-Tropez et 49 km au sud-ouest de la frontière franco-italienne.

### Communes limitrophes
Toute la partie sud et sud-est du territoire municipal est bordée par la mer Méditerranée avec au large de la baie de Cannes les îles de Lérins. Au sud-ouest et à l’ouest se trouve la commune voisine de Mandelieu-la-Napoule, frontière pour partie matérialisée par l’avenue Gaston-de-Fontmichel, l’allée Hélène-Boucher et l’avenue Jean-Mermoz. Au nord-ouest se trouvent le village de La Roquette-sur-Siagne, séparé par le chemin de Poursel et la commune de Mougins séparée par la voie de chemin de fer Cannes-Grasse. Au nord, la commune est limitrophe de la commune du Cannet, séparée par le boulevard Jean-Moulin, l’avenue Michel-Jourdan, le chemin de la Frayère, le boulevard du Périer, le chemin de la Merlette, l’avenue des Broussailles, les rues de Lille et de Dunkerque, l’avenue de Lyon. Au nord-est et à l’est se trouve Vallauris, avec une frontière matérialisée par l’ancienne via Julia Augusta jusqu’à la côte.

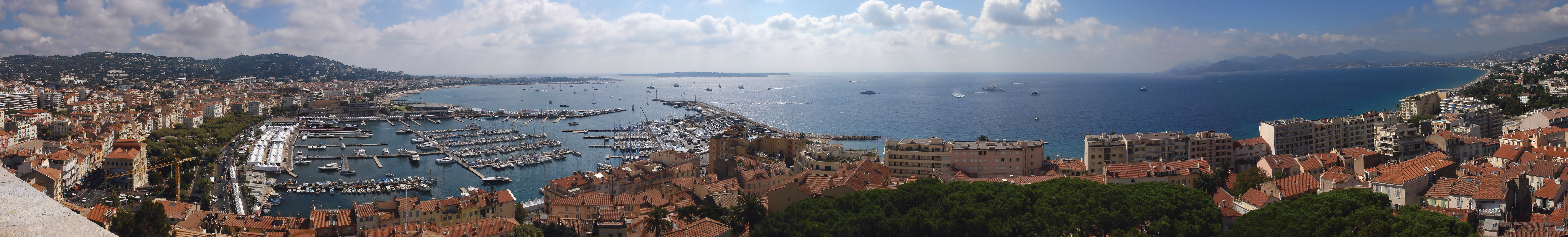
Vue panoramique de Cannes le long de la baie depuis le Suquet.

| La Roquette-sur-Siagne | Mougins Le Cannet | Vallauris        |
| Mandelieu-la-Napoule   | Cannes            |                  |
| Mer Méditerranée       | Mer Méditerranée  | Mer Méditerranée |

Les communes limitrophes sont Le Cannet, Mandelieu-la-Napoule, Mougins, La Roquette-sur-Siagne et Vallauris.

### Relief et géologie
Relativement étendue, la commune de Cannes présente un relief varié, mêlant large plaine alluviale à l’ouest, dans le delta de la Siagne et de la Grande Frayère, et relief escarpé à l’est, dans le massif de la Maure, et au centre, dans le massif de la Croix-des-Gardes. L’altitude minimale est ainsi fixée à zéro mètre sur tout le littoral. L’altitude maximale, fixée à 260 m, est atteinte à proximité du col Saint-Antoine dans le massif de la Maure surplombant le vallon de Mauvarre. La Croix-des-Gardes culmine à 164 m. L’hôtel de ville est à une altitude de deux mètres et le château du Suquet, site de peuplement originel culmine à 66 m. Un repère géodésique a été placé sur le fort de l’île Sainte-Marguerite, point culminant de l’archipel des îles de Lérins à 106 m.

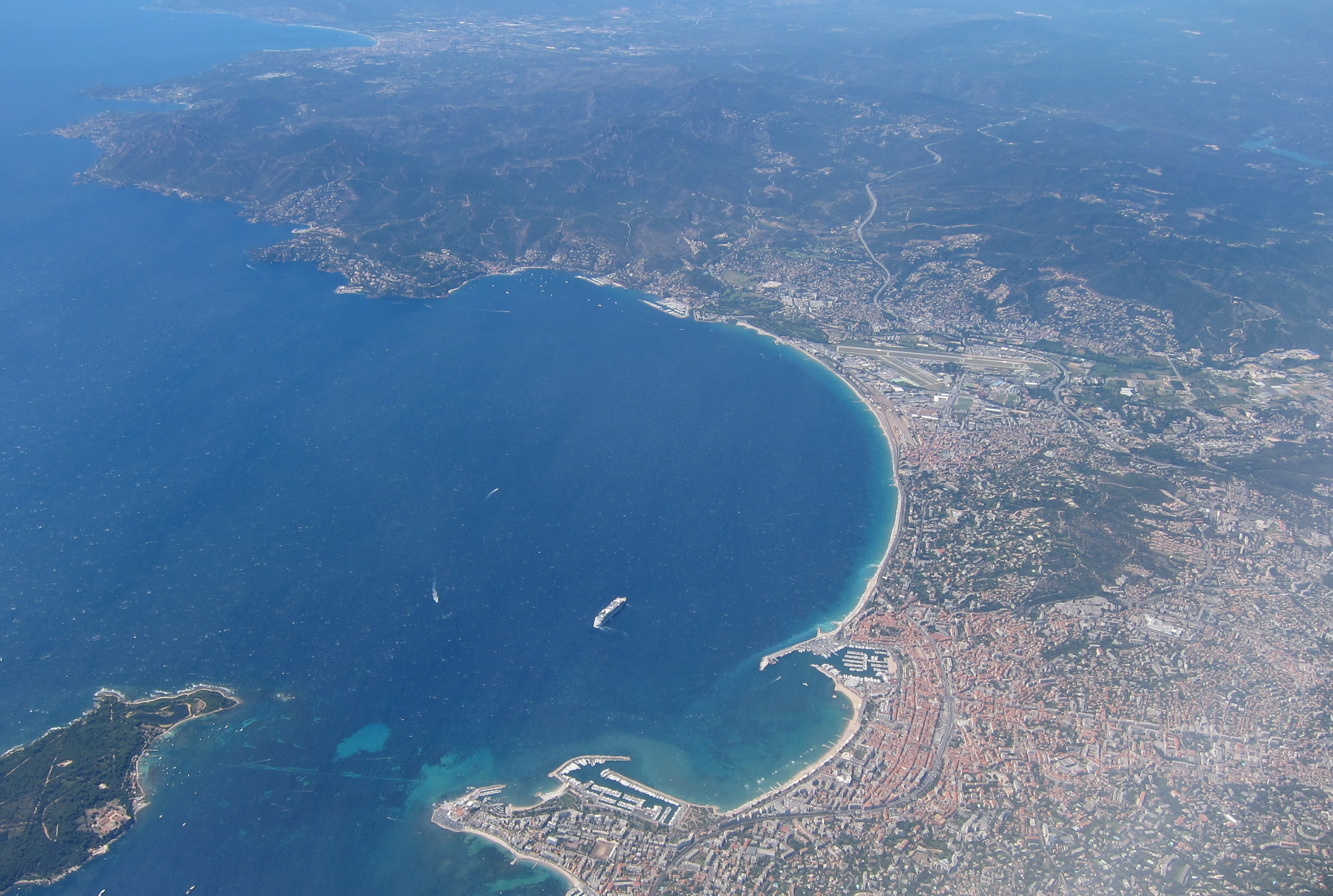
Vue aérienne de Cannes et du massif de l'Esterel plongeant dans la baie.
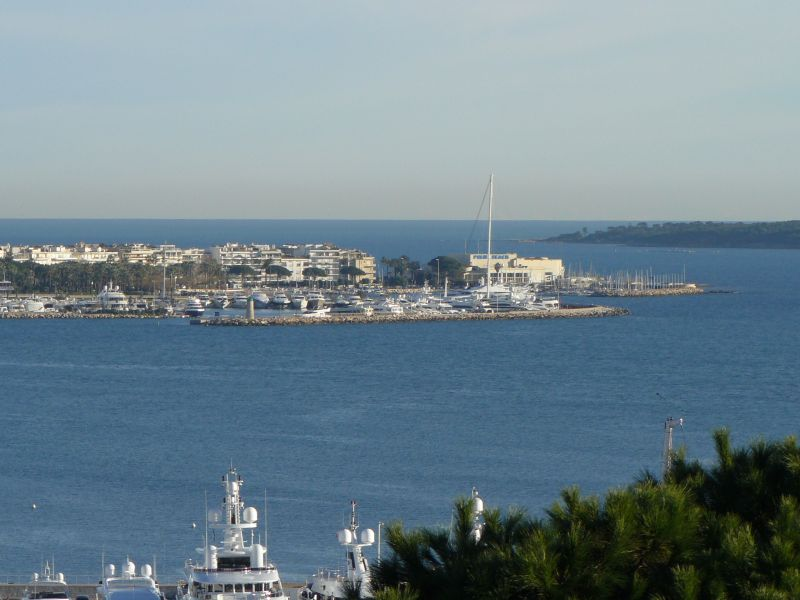
La pointe de la Croisette à Cannes, vue de la tour de la Castre. Au fond à droite, les îles de Lérins.
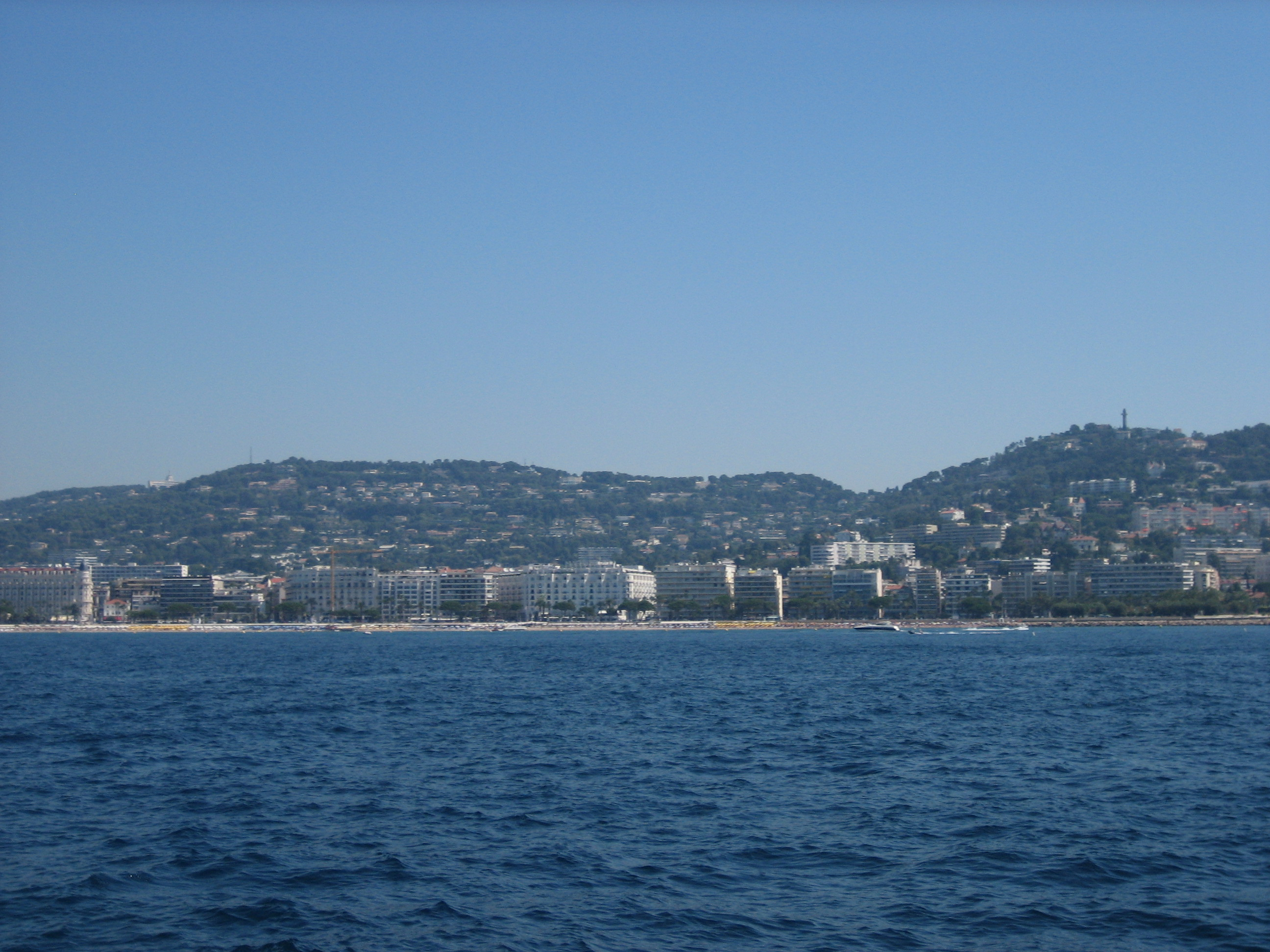
Vue du littoral cannois : au premier plan la Croisette, au second plan sur la gauche les hauteurs du Cannet et à droite la Californie avec l'observatoire de Super-Cannes.

### Hydrographie
Plusieurs cours d'eau traversent le territoire communal.
- À l’extrême ouest, le ruisseau du Béal dont un bras vient grossir la Siagne et un autre se jette dans la mer au niveau du port du Béal, la rivière la Grande Frayère, qui entre au nord depuis Le Cannet et se jette dans la mer à proximité de l’aéroport de Cannes - Mandelieu et qui voit son débit augmenté par une multitude de petits ruisseaux dévalant depuis le rocher de Roquebillière.
- Le Riou trouve son embouchure au niveau du Square Frédéric-Mistral, boulevard du Midi-Jean-Hibert.
- En plein centre-ville, le Poussiat se jette dans le Vieux-Port, et la Foux, en grande partie souterraine, qui se jette à deux pas du Palais des festivals et des congrès de Cannes et de la plage adjacente à celui-ci.
- À l’est, subsiste encore l’ancien canal de la Siagne suivant le vallon de la Mauvarre[9].

Les crues des ruisseaux déjà cités, et de quelques autres pourtant mineurs, sont à l’origine des graves inondations subies par la ville lors des inondations du 3 octobre 2015.
Sur l’île Sainte-Marguerite se trouve un vaste étang, l’étang du Batéguier à l’ouest dans la pointe qui porte son nom.
Commune littorale de la mer Méditerranée, elle dispose d’un front de mer continental long d’environ douze kilomètres entre le port du Béal à l’ouest et la pointe Fourcade à l’est, auquel s’ajoutent les côtes des îles de Lérins.

### Climat
Cannes est située sur la Côte d'Azur et bénéficie d’un climat méditerranéen aux étés chauds et secs et aux hivers doux et plus humides. Elle peut être exposée au levant ou au sirocco qui surviennent rarement. En moyenne annuelle, la température s’établit à 14,6 °C avec une moyenne maximale de 19,2 °C et une minimale de 9,9 °C. Les températures nominales maximales et minimales relevées sont de 26,9 °C en août et 3,2 °C en janvier, valeurs douces grâce à la présence de la Méditerranée. Si les températures maximales sont sensiblement identiques à celles que l’on enregistre à Nice, les minimales sont toute l’année environ 2 °C plus basses. L’ensoleillement record s’établit à 2 748 heures par an avec une pointe à 355 heures en août. Autre paramètre important, caractéristique du climat méditerranéen, les précipitations totalisent 857 mm sur l’année, très inéquitablement réparties avec moins de 20 mm en juillet et plus de 120 mm en octobre.
| Mois                                             | jan.           | fév.            | mars            | avril           | mai            | juin           | jui.            | août            | sep.           | oct.            | nov.            | déc.            | année     |
| ------------------------------------------------ | -------------- | --------------- | --------------- | --------------- | -------------- | -------------- | --------------- | --------------- | -------------- | --------------- | --------------- | --------------- | --------- |
| Température minimale moyenne (°C)                | 3,3            | 3,7             | 5,9             | 8,4             | 12,5           | 16             | 18,5            | 18,6            | 15,3           | 12,1            | 7,5             | 4,3             | 10,5      |
| Température moyenne (°C)                         | 8,2            | 8,6             | 10,7            | 12,9            | 16,8           | 20,3           | 23,1            | 23,3            | 20,1           | 16,6            | 12,1            | 9,1             | 15,2      |
| Température maximale moyenne (°C)                | 13,2           | 13,5            | 15,5            | 17,4            | 21,2           | 24,6           | 27,7            | 27,9            | 24,9           | 21,1            | 16,8            | 13,9            | 19,8      |
| Record de froid (°C) date du record              | −12 09.01.1985 | −5,2 10.02.1986 | −5,9 07.03.1971 | −0,5 03.04.1970 | 2,3 01.05.1960 | 7,4 07.06.1969 | 8,8 08.07.1954  | 10,5 27.08.1954 | 5,3 30.09.1974 | 0,9 31.10.1974  | −0,4 22.11.1998 | −2,6 29.12.1968 | −12 1985  |
| Record de chaleur (°C) date du record            | 22,9 04.01.18  | 26 21.02.1967   | 27,9 31.03.15   | 27,6 24.04.1977 | 31,7 29.05.06  | 37,3 25.06.17  | 39,2 19.07.2023 | 38,3 06.08.17   | 35 03.09.09    | 31,4 10.10.1997 | 25,8 04.11.04   | 23,4 05.12.1988 | 39,2 2023 |
| Ensoleillement (h)                               | 150,6          | 173,4           | 220,8           | 224,2           | 270,9          | 310,1          | 347,9           | 315,2           | 253,9          | 192,9           | 147,6           | 132,4           | 2 739,6   |
| Précipitations (mm)                              | 77,7           | 44,1            | 47,5            | 75,8            | 50,6           | 31             | 16,3            | 24,8            | 85,4           | 130,9           | 110             | 100,7           | 794,8     |
| dont nombre de jours avec précipitations ≥ 1 mm  | 5,9            | 4,9             | 5,3             | 6,7             | 5,3            | 3,8            | 1,9             | 2,7             | 4,8            | 7,4             | 7,3             | 6,7             | 62,7      |
| dont nombre de jours avec précipitations ≥ 5 mm  | 3,5            | 2,8             | 2,5             | 4,3             | 2,8            | 1,6            | 0,8             | 1,3             | 3,1            | 5               | 4,9             | 3,9             | 36,7      |
| dont nombre de jours avec précipitations ≥ 10 mm | 2,3            | 1,5             | 1,7             | 2,7             | 1,8            | 0,8            | 0,5             | 0,9             | 2,1            | 3,8             | 3,4             | 2,7             | 24,2      |

### Voies de communication

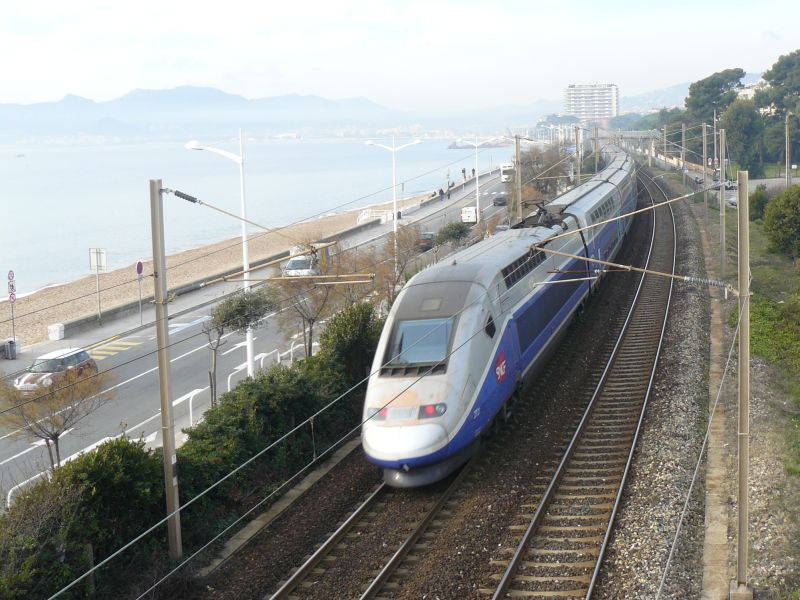
Le TGV sur la ligne de Marseille-Saint-Charles à Vintimille (frontière) le long de la route du bord de mer.

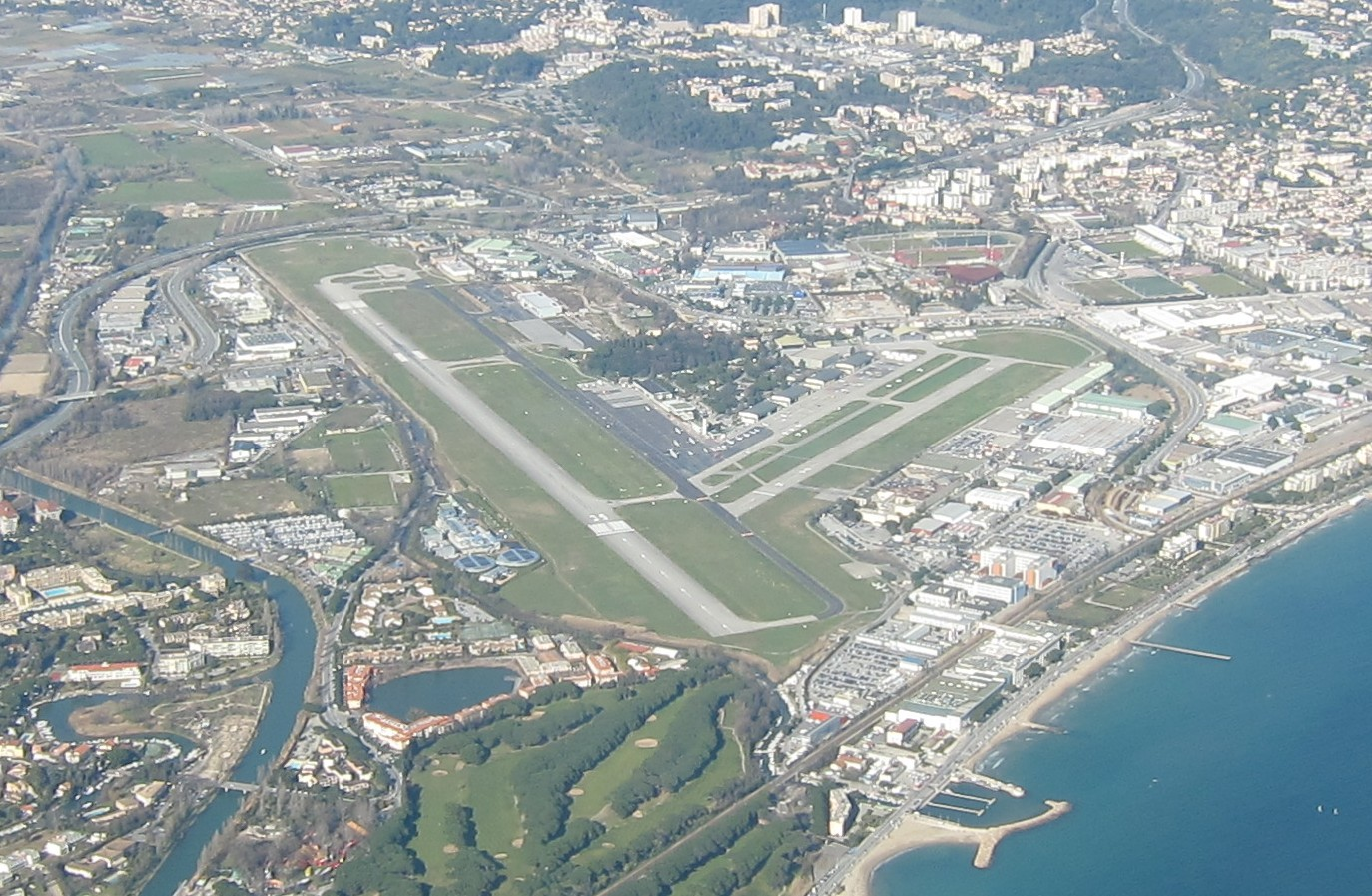
Vue aérienne de l'aéroport de Cannes - Mandelieu.

L’ouest du territoire est traversé par l’autoroute A8, accessible par la sortie 41 La Bocca et la sortie 42, située sur la commune voisine de Mougins, donnant un accès direct au centre-ville. L’intégralité de la commune est traversée par l’ancienne route nationale 7, devenue la route départementale 6007 qui se fond pour partie avec la route du bord de mer ou route départementale 6098. Le centre-ville est le point de départ de la route Napoléon qui remonte vers Grenoble. Depuis La Bocca part la route départementale 9 menant à Grasse et ses itinéraires bis 409 et 909 menant à Mougins et Mouans-Sartoux et, depuis le centre-ville, la route départementale 3 en direction des Alpes.

### Transports
À l’extrême ouest du territoire se trouve l’aéroport de Cannes - Mandelieu réservé à l’aviation de tourisme et d’affaires. L'hélistation du Suquet le complète, installé à l’extrémité de la jetée du Vieux-Port. La commune est située à moins de 20 km de l’aéroport de Nice-Côte d'Azur.
Suivant le littoral, la ligne Marseille – Vintimille dessert la gare de Cannes située en centre-ville, reliée au réseau TGV, Téoz, Lunéa et TER Provence-Alpes-Côte d'Azur. Elle est rejointe au niveau de la gare de Cannes-la-Bocca par la ligne Cannes-la Bocca - Grasse desservie par le seul TER.
Dans le Vieux-Port, géré par la chambre de commerce et d'industrie de Nice-Côte d'Azur, subsiste une gare maritime avec des liaisons régulières vers les îles de Lérins et Saint-Tropez et, en saison estivale, des escales de navires de croisière. En 2009, le Vieux-Port a accueilli près de 289 000 passagers de croisière et 333 500 passagers de navette côtière. Il est complété par les ports de plaisance du Béal, Canto et du Mouré Rouge.
En association avec ses voisines, la commune dispose du réseau de transport en commun Palm Bus, dont la plupart des véhicules rejoignent la gare routière à proximité du port. Ils sont complétés par le réseau départemental Lignes d'azur.
Dans le passé, le funiculaire de Super-Cannes permettait un accès rapide au quartier de la Californie jusqu’en 1966 et un tramway sillonnait le territoire jusqu’en 1933.

## Urbanisme

### Typologie
Au 1er janvier 2024, Cannes est catégorisée grand centre urbain, selon la nouvelle grille communale de densité à 7 niveaux définie par l'Insee en 2022.
Elle appartient à l'unité urbaine de Nice, une agglomération intra-départementale dont elle est une commune de la banlieue,. Par ailleurs la commune fait partie de l'aire d'attraction de Cannes - Antibes, dont elle est la commune-centre,. Cette aire, qui regroupe 24 communes, est catégorisée dans les aires de 200 000 à moins de 700 000 habitants,.
La commune, bordée par la mer Méditerranée, est également une commune littorale au sens de la loi du 3 janvier 1986, dite loi littoral. Des dispositions spécifiques d’urbanisme s’y appliquent dès lors afin de préserver les espaces naturels, les sites, les paysages et l’équilibre écologique du littoral, tel le principe d'inconstructibilité, en dehors des espaces urbanisés, sur la bande littorale des 100 mètres, ou plus si le plan local d’urbanisme le prévoit.

### Occupation des sols
L'occupation des sols de la commune, telle qu'elle ressort de la base de données européenne d’occupation biophysique des sols Corine Land Cover (CLC), est marquée par l'importance des territoires artificialisés (77,8 % en 2018), en augmentation par rapport à 1990 (73,4 %). La répartition détaillée en 2018 est la suivante : zones urbanisées (63,1 %), zones industrielles ou commerciales et réseaux de communication (11,3 %), forêts (9,3 %), zones agricoles hétérogènes (4,5 %), espaces verts artificialisés, non agricoles (3,4 %), terres arables (3 %), milieux à végétation arbustive et/ou herbacée (2,9 %), eaux maritimes (2,5 %).
L'évolution de l’occupation des sols de la commune et de ses infrastructures peut être observée sur les différentes représentations cartographiques du territoire : la carte de Cassini (XVIIIe siècle), la carte d'état-major (1820-1866) et les cartes ou photos aériennes de l'IGN pour la période actuelle (1950 à aujourd'hui).

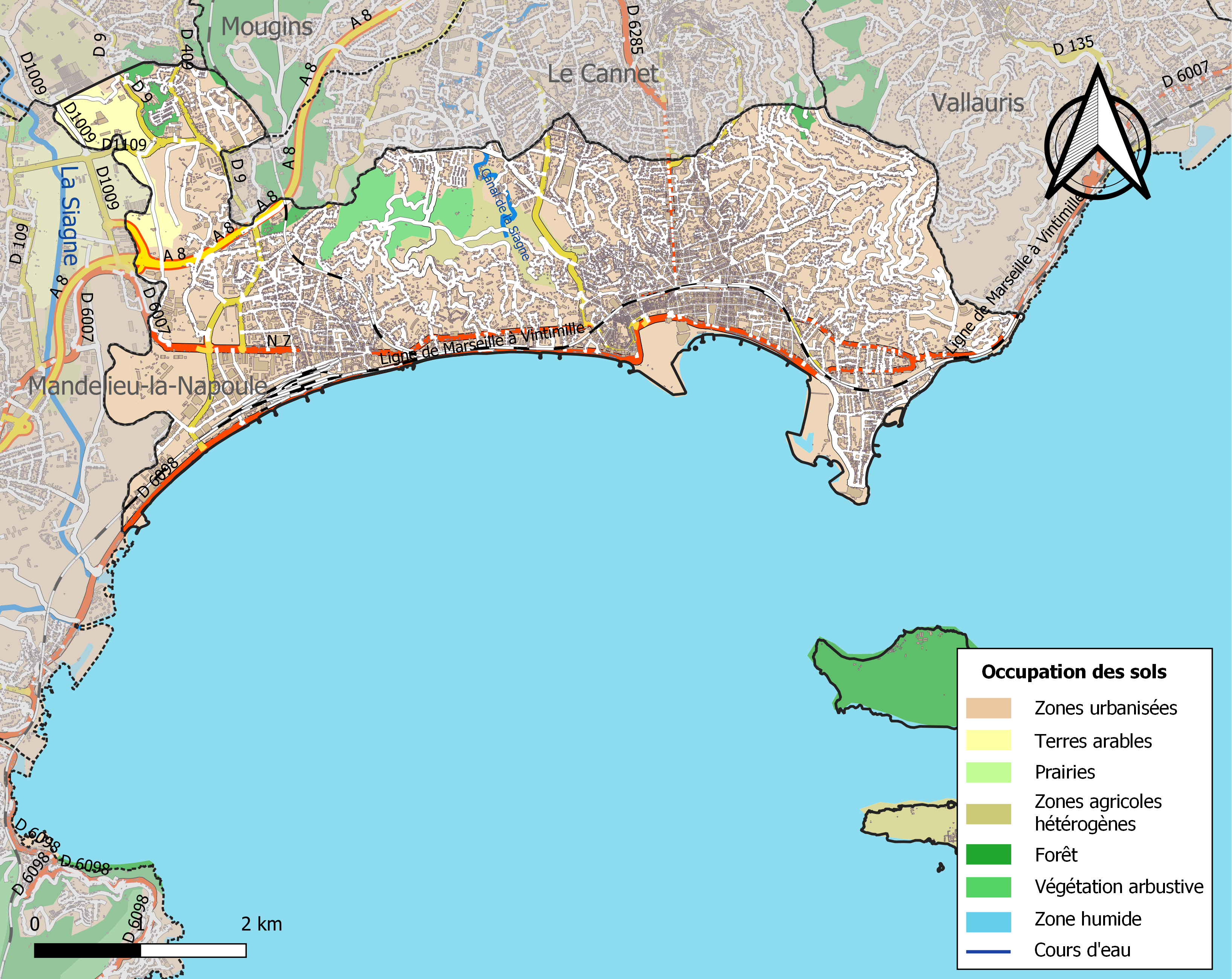
Carte de l'occupation des sols de la commune en 2018 (CLC).

### Territoire communal et espaces urbains
Le territoire communal est très largement urbanisé en bordure du littoral et conserve des espaces vierges au nord dans la plaine agricole, sur le massif de la Croix-des-Gardes, préservés au sein du parc naturel forestier du même nom, et sur les îles de Lérins. La commune est intégrée à l’espace urbain Nice-Côte-d'Azur et à l’aire urbaine de Nice.

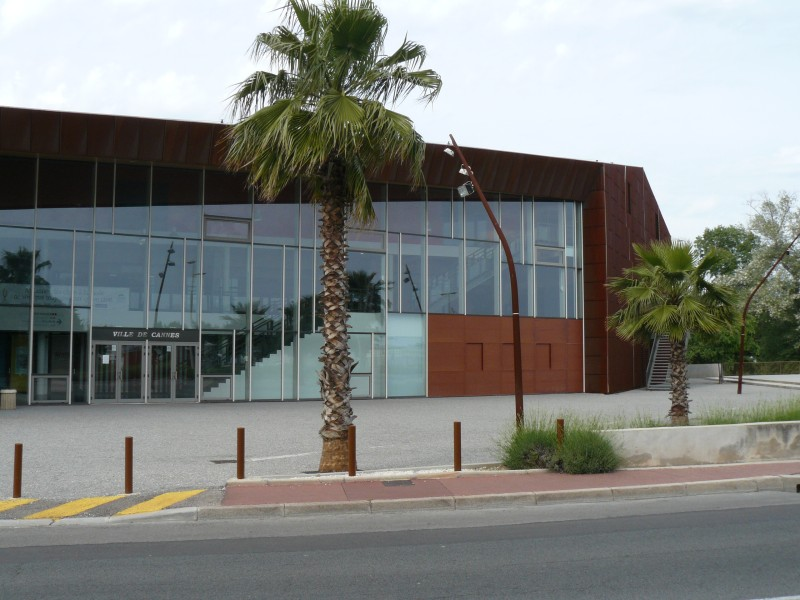
Le palais des Victoires de La Bocca.
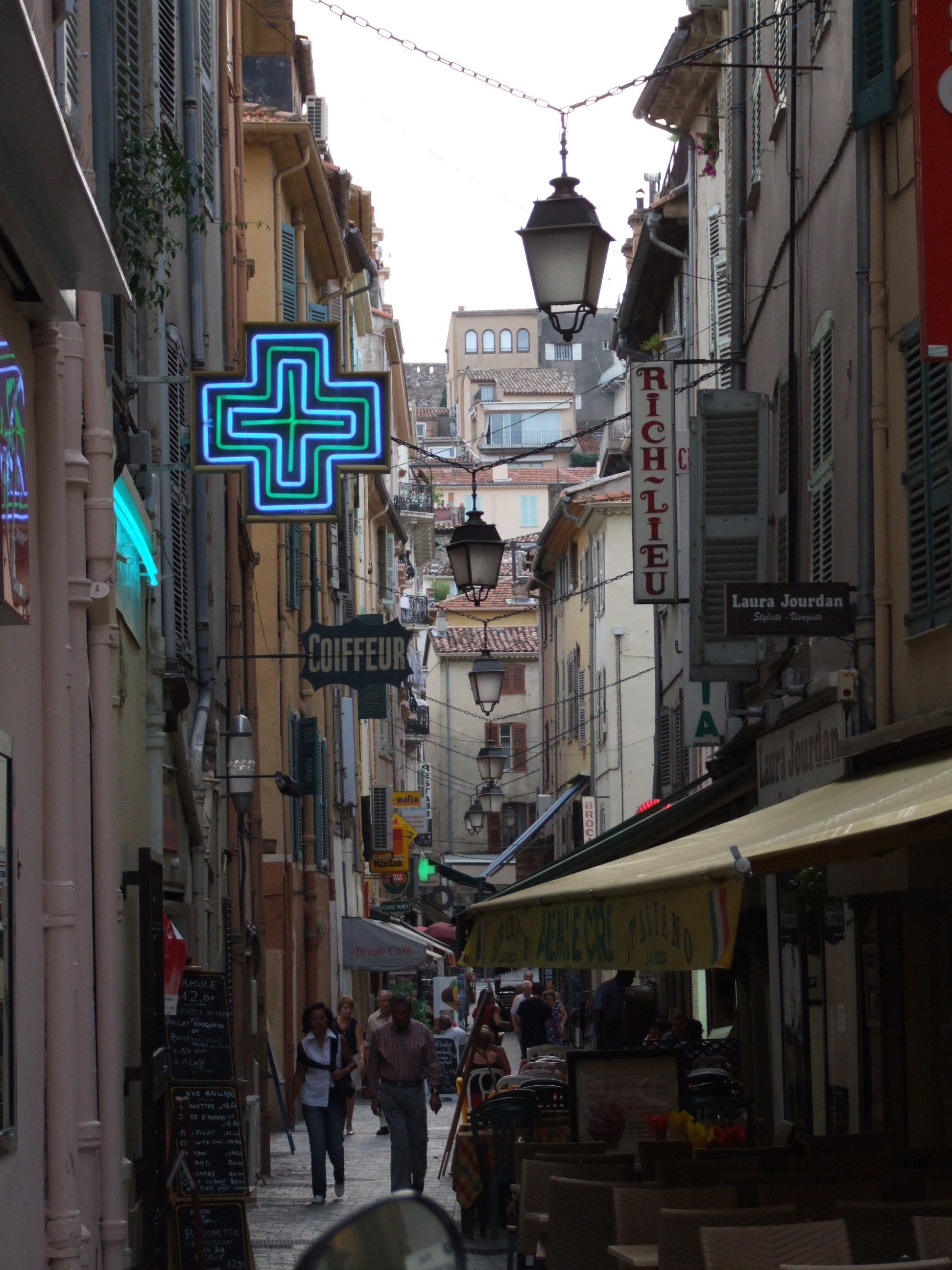
La rue Meynadier dans sa partie du Suquet.
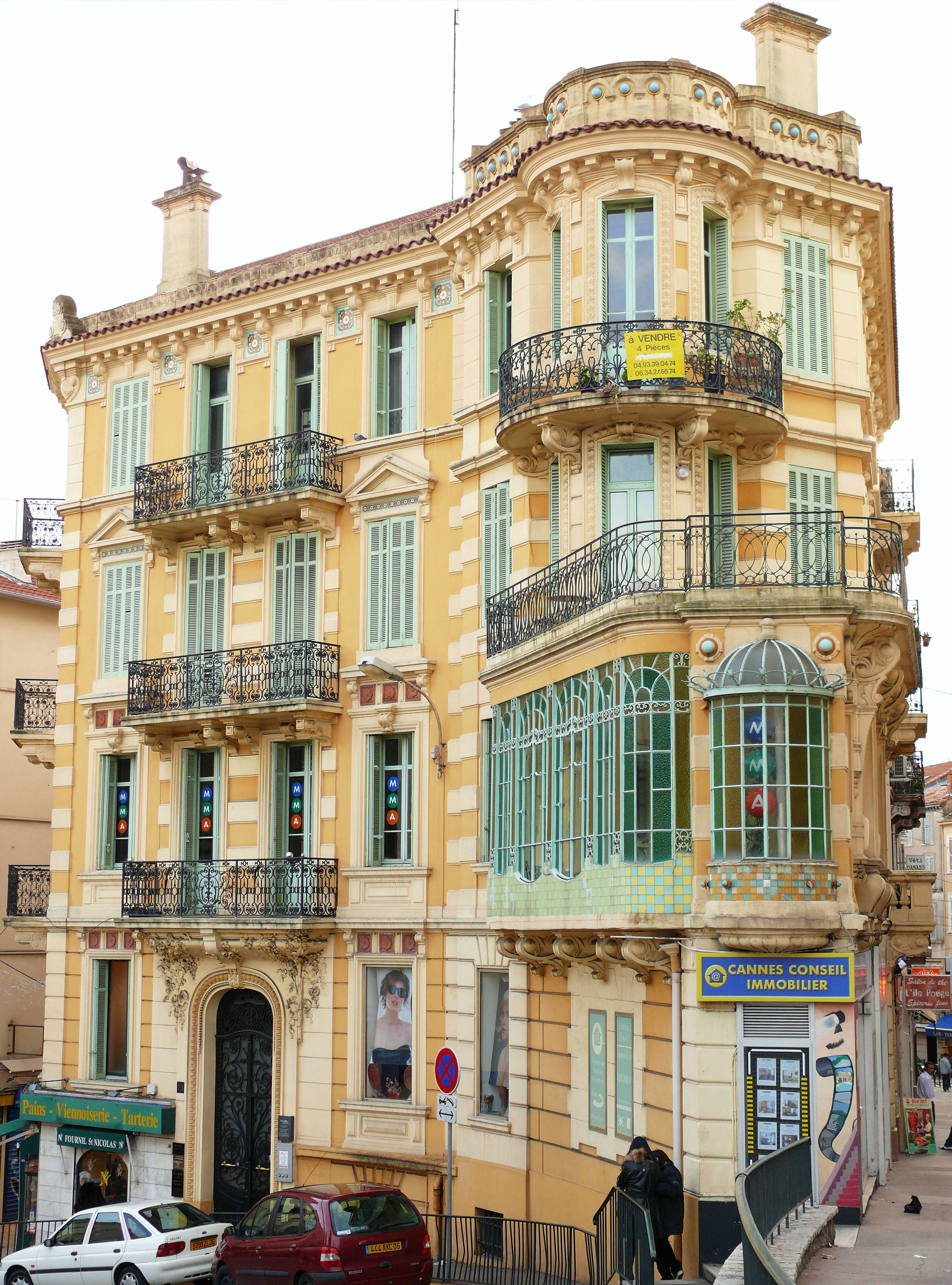
Immeuble de la rue du Maréchal-Joffre dans le centre-ville.
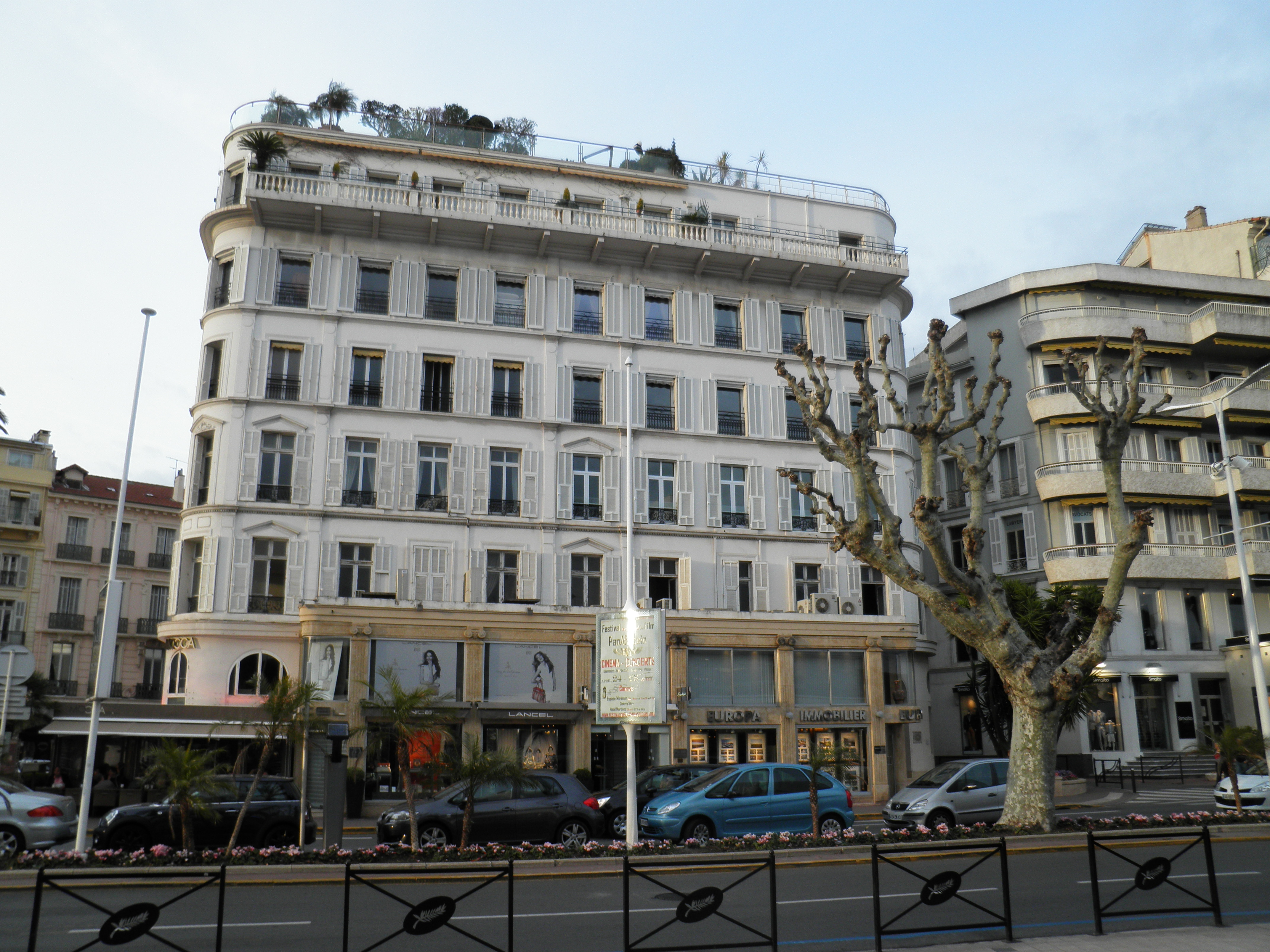
Boulevard de la Croisette.

### Lieux-dits, écarts et quartiers

Localisation des dix quartiers de Cannes (cliquer sur la carte pour voir la légende).

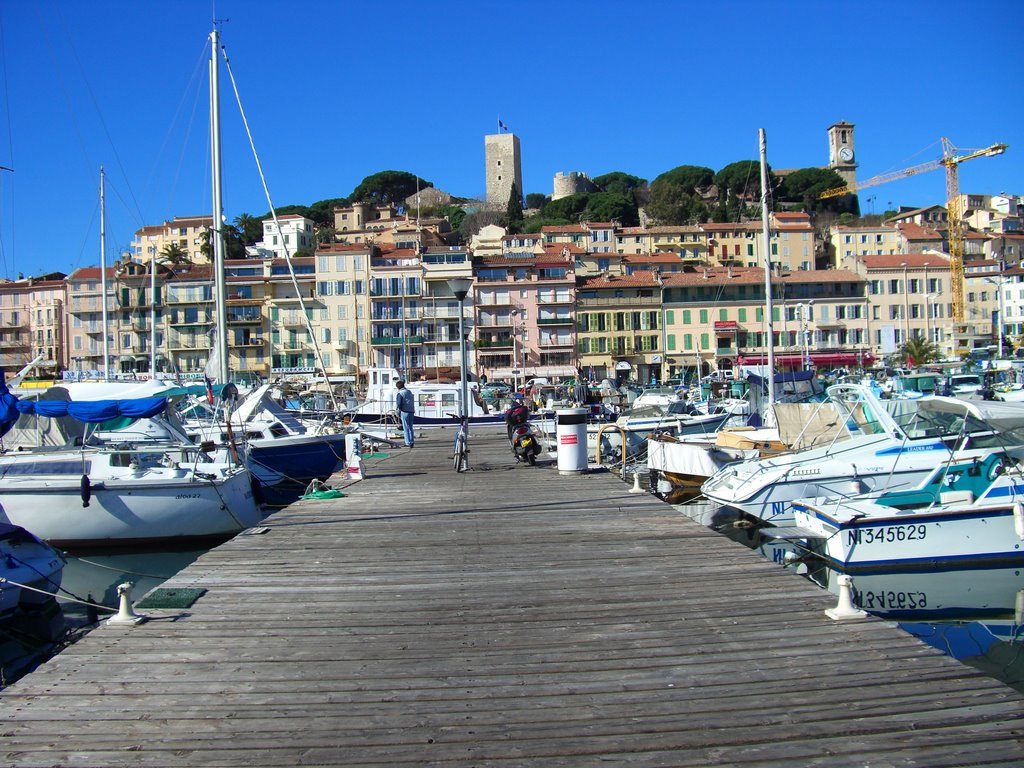
Le Vieux-Port et le quai Saint-Pierre au pied de la colline du Suquet.

Urbanisée au fil des temps, la commune est aujourd’hui composée de dix quartiers, dont certains très anciens.
À l’ouest, coincé entre la Croix-des-Gardes et la mer, se trouvent le Vallon Provençal, Pierre-Longue et Font-de-Veyre, limitrophes du second grand ensemble de la commune, La Bocca. Cet ensemble est lui-même composé de la Frayère et Estérel-Côte d'Azur au nord, Saint-Joseph au centre, Saint-Cassien à l’ouest et les zones d’activités de la Roubine, du Béal, des Tourrades et de la Frayère. À l’extrême nord-ouest sont partagés avec Le Cannet et La Roquette-sur-Siagne les quartiers de Ranguin et l’Abadie.
Au pied du Suquet, site de peuplement originel, se sont développés le centre-ville et le quartier de la Croisette avec son alignement de palaces, ses ports de plaisance et le palais des festivals.
Vers le nord furent créés les quartiers de Saint-Nicolas, du Petit-Juas, de la Peyrière et des Vallergues, majoritairement résidentiels. À l’est, se trouve le vaste ensemble de la Californie avec ses subdivisions des Gabres, du château Saint-Michel, de Palm Beach et de Super-Cannes partagé avec Vallauris au nord-est.
Au large, les îles de Lérins constituent l’un des rares quartiers insulaires de France.
Administrativement, la commune est découpée en dix grands quartiers, sans rapport avec le découpage historique, et localisés sur la carte ci-contre : Bocca Nord (1) et Bocca Sud (2), La Croix-des-Gardes (3), Riou - Petit Juas - Av. de Grasse (4), Carnot (5), Prado - République (6), Californie - Pezou (7), Pointe Croisette (8), Centre - Croisette (9) et Suquet - Îles de Lérins (10).

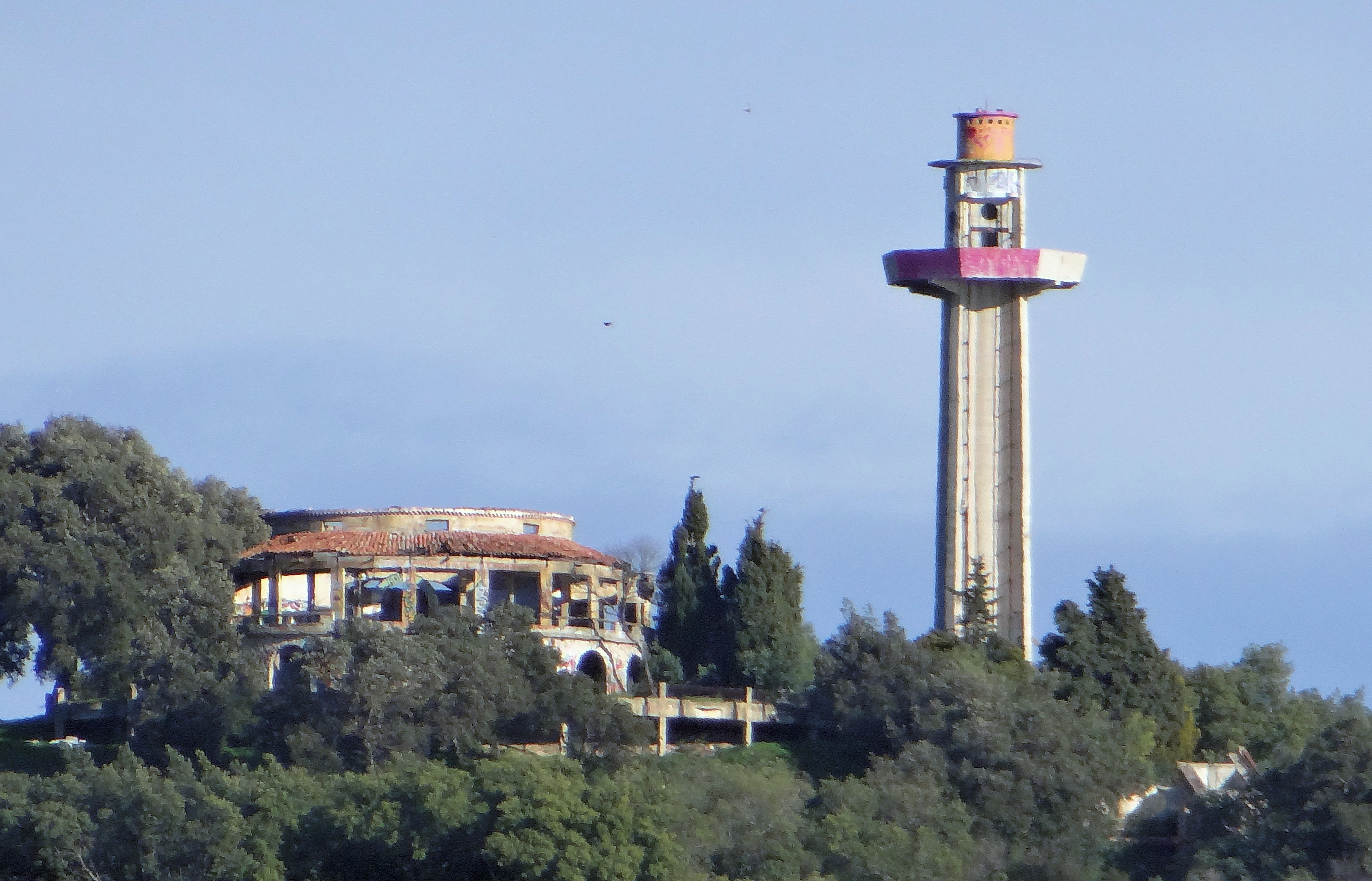
L'observatoire et le bâtiment du restaurant, à l'abandon, de Super-Cannes.

Même si l'appellation est conservée de nos jours pour désigner les hauteurs de Cannes, « Super-Cannes » n'est pas un quartier mais un lieu-dit implanté dans le quartier de la Californie. Le projet d'un vaste domaine résidentiel, éponyme, élaboré en 1924, situé en partie sur la commune de Cannes et sur celle de Vallauris, n'a pu aboutir en raison de difficultés financières et d'imbroglios qui ont eu raison de la création d'un lotissement accompagné d'infrastructures destinées à promouvoir le site. Il ne reste à ce jour que quelques vestiges à l'abandon, dont l'observatoire et le château d 'eau, visibles depuis le littoral cannois.

### Projets d'aménagement
Dans le cadre de la politique de la ville, les grands ensembles de la Colline des Puits et du Prado-République et Carnot sont prioritaires au titre des programmes de rénovation urbaine.

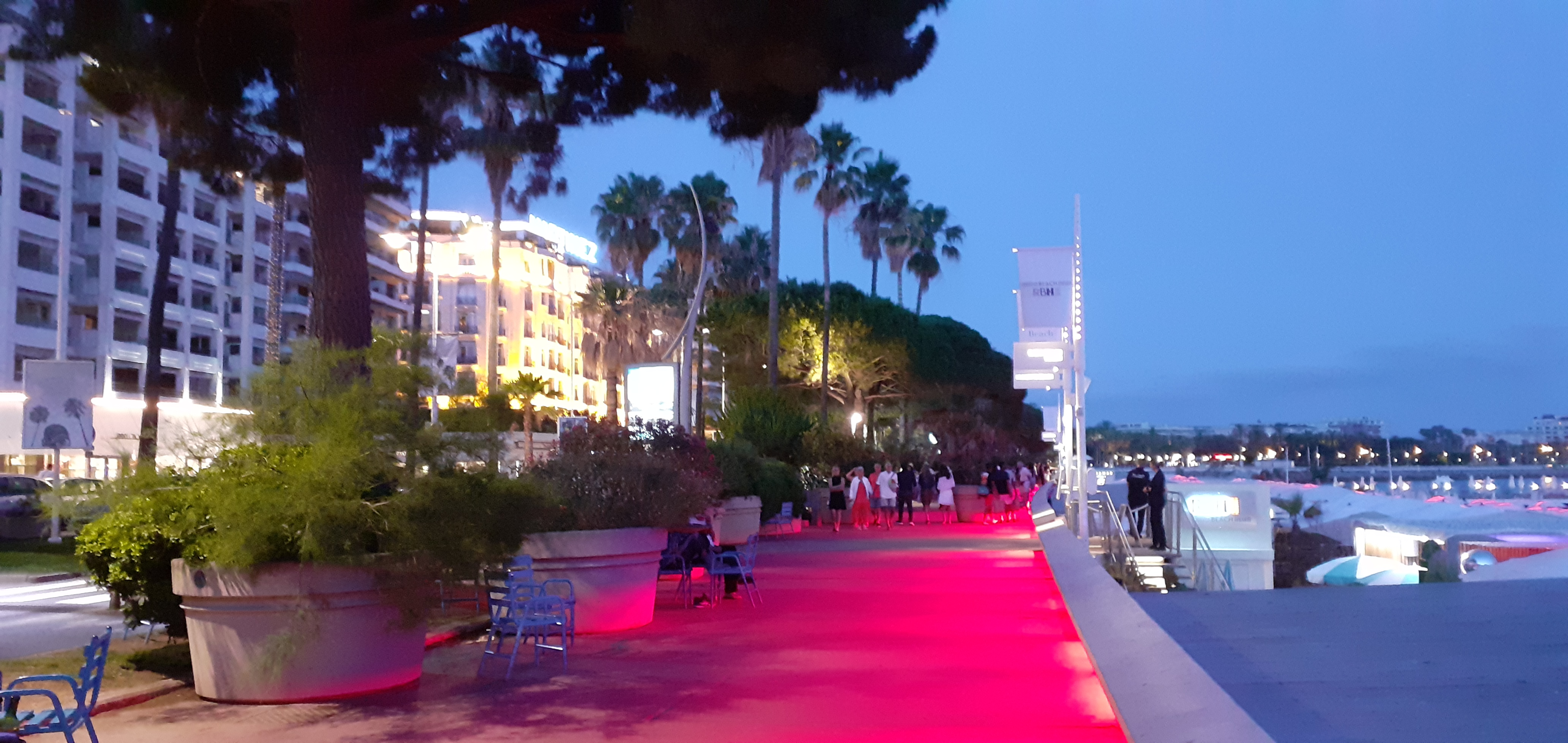
La promenade de la Croisette à la tombée de la nuit.

Dans le cadre du projet « La Croisette réinvente sa légende », de grands travaux d'agrandissement des plages ont été entrepris en 2018 afin de gagner une bande de 40 mètres de large sur la mer sans impact négatif sur le littoral. La superficie totale de la plage est ainsi passée de 6 000 à 12 000 m2. Par ailleurs, des travaux de mise en valeur du boulevard de la Croisette, en plusieurs phases, ont été entrepris entre le Palais des Festivals et l'hôtel Martinez : renouveau des établissements privés, harmonisation de la physionomie de la plage, rénovation des trottoirs, création d'une piste cyclable, notamment. Ces travaux devraient s'achever en décembre 2025.

### Plages
Le littoral cannois, d'une longueur totale de 15 kilomètres, compte 7,6 kilomètres de plages dont 13 plages publiques, 1 en régie et 33 en concession. De l'Ouest vers l'Est (nom et quartier) :
- plages de la Bocca (La Bocca) ;
- plages du boulevard du Midi (Le Suquet) ;
- plage du palais des Festivals (Centre - Croisette) ;
- plages de la Croisette (Centre - Croisette) avec les plages publiques Macé et Zamenhof (dite aussi « plage des Gabres ») et les plages privées des grands hôtels ;
- Bijou-plage (Pointe Croisette) ;
- plage de la pointe Croisette (pointe Croisette) ;
- les plages des îles de Lérins, à quelques encablures de Cannes (Suquet - Lérins) ;
- plage de Gazagnaire, qui s'étend du parking de la pointe de la Croisette (pointe Croisette) jusqu'à la digue en enrochements où se trouve, en période estivale, le poste des sauveteurs ;
- plage du Moure Rouge[Note 2] (pointe Croisette). Elle commence à la digue en enrochements et s'étend jusqu'au port éponyme.

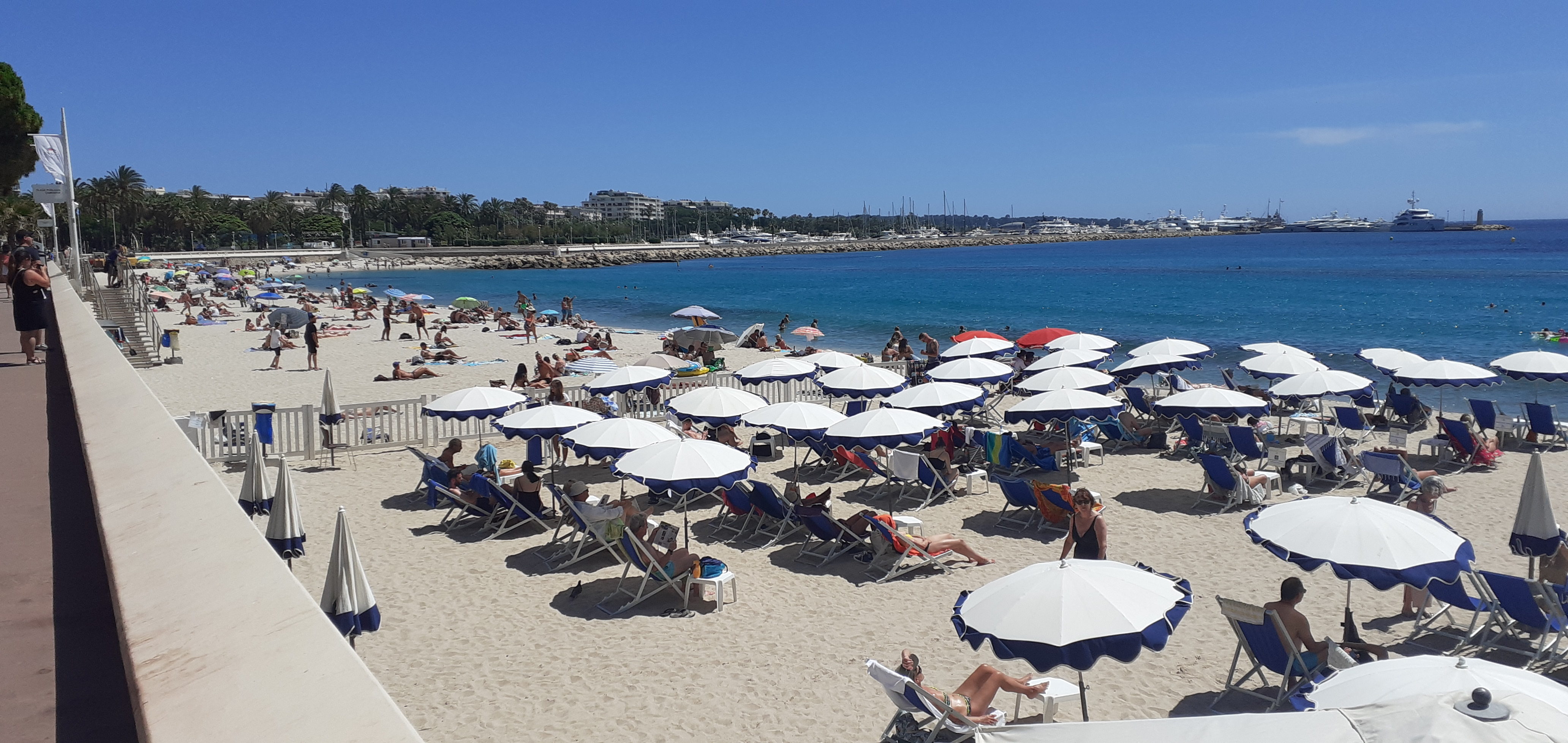
Vue sur la plage publique Zamenhof (dite aussi « plage des Gabres ») sur la Croisette.
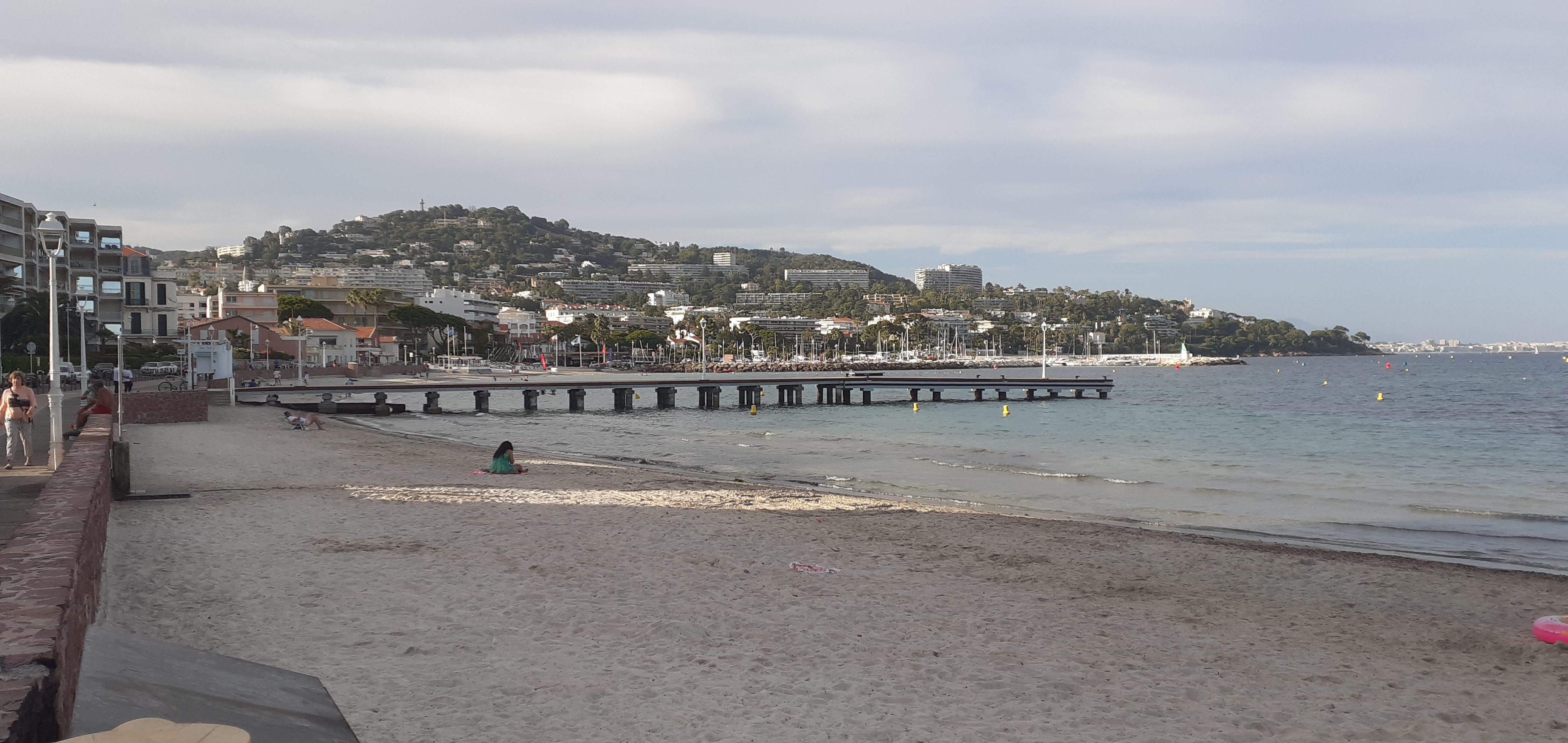
Vue sur la plage du Moure Rouge et son ponton sur la pointe Croisette. En arrière-plan, le quartier de la Californie.
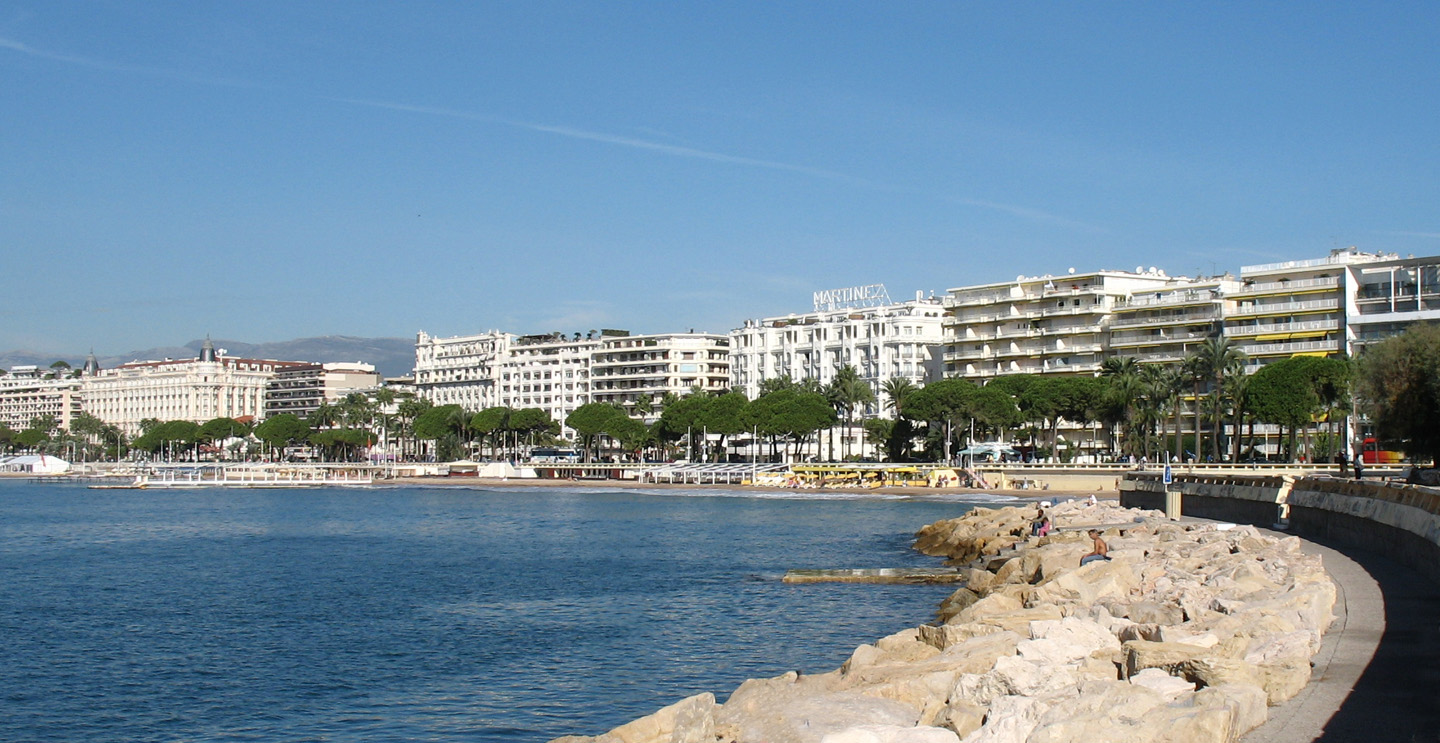
Vue partielle de la Croisette.
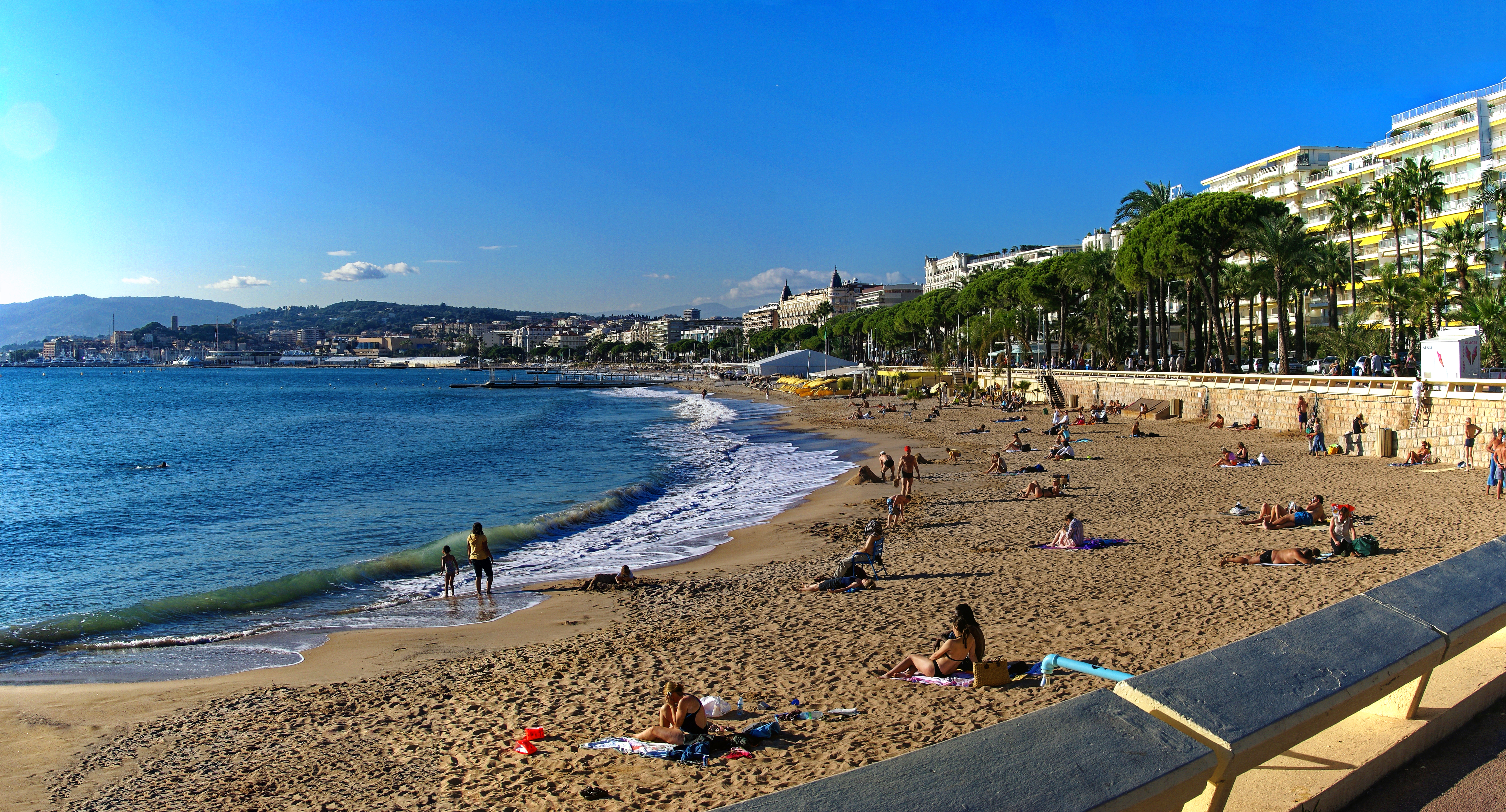
Plage publique de la Croisette Est.
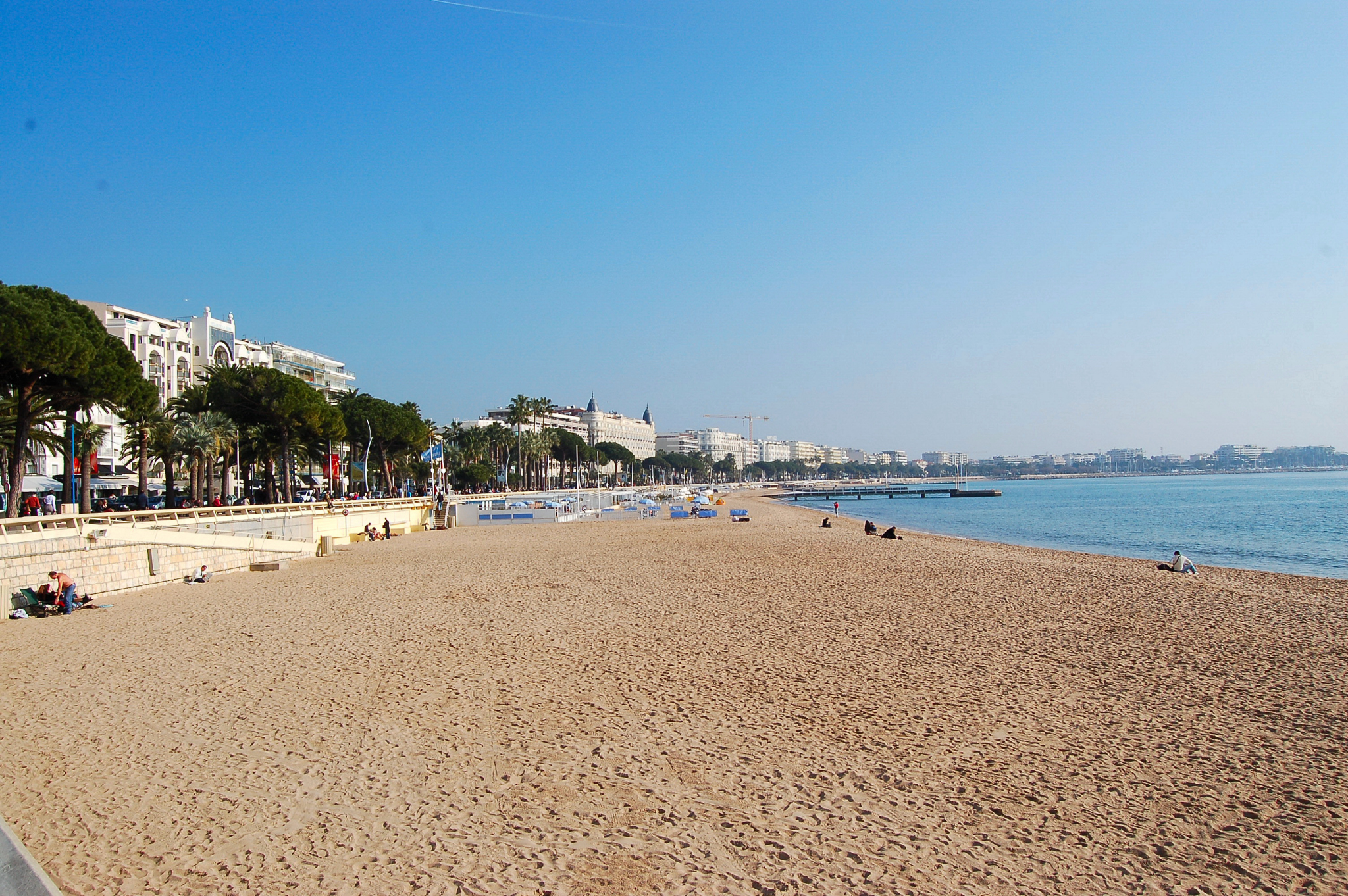
La plage publique Macé sur la Croisette Ouest.

## Toponymie

### Nom de la commune
Le nom de la commune provient du mot ligure Canoa signifiant « hauteur » ou « piton » et se rapportant au lieu antique d’occupation humaine sur la colline du Suquet. Il évolua vers Canoas et Canua, devenu Canoïs en 990 et fut cité en 1030 dans l’acte de donation des terres à l’abbaye de Lérins sous la désignation Portu Canue et devint Canna en latin. La commune fut créée en 1793 sous son nom actuel. En provençal la commune est appelée Canas selon la norme classique ou Cano selon la norme mistralienne prononcée dans les deux cas [ˈkanɔ], en provençal médiéval le nom de la commune s'écrit Canoas.
Sa devise est « Qui li ven, li vieu », qui signifie « Qui y vient, y vit ».

### Gentilé
Ses habitants sont appelés les Cannois.
En provençal les habitants sont les canenc et canenca. L'écriture mistralienne (phonétique) écrit canen et canenco car la majorité des consonnes finales sont très souvent muettes en bas-provençal et le -a final du féminin produit un son proche du -o de "sort". Toutefois le dialecte maritime (ou marseillais) est ici influencé par le niçois et l'alpin, ce qui permet la conservation de certaines prononciations, dont le -c, que le bas provençal a rendu muet. Même si elle n'est pas inscrite dans le dictionnaire provençal (toute la langue d'oc)-français de Frédéric Mistral, la prononciation locale se fait avec un -c non muet.

## Histoire

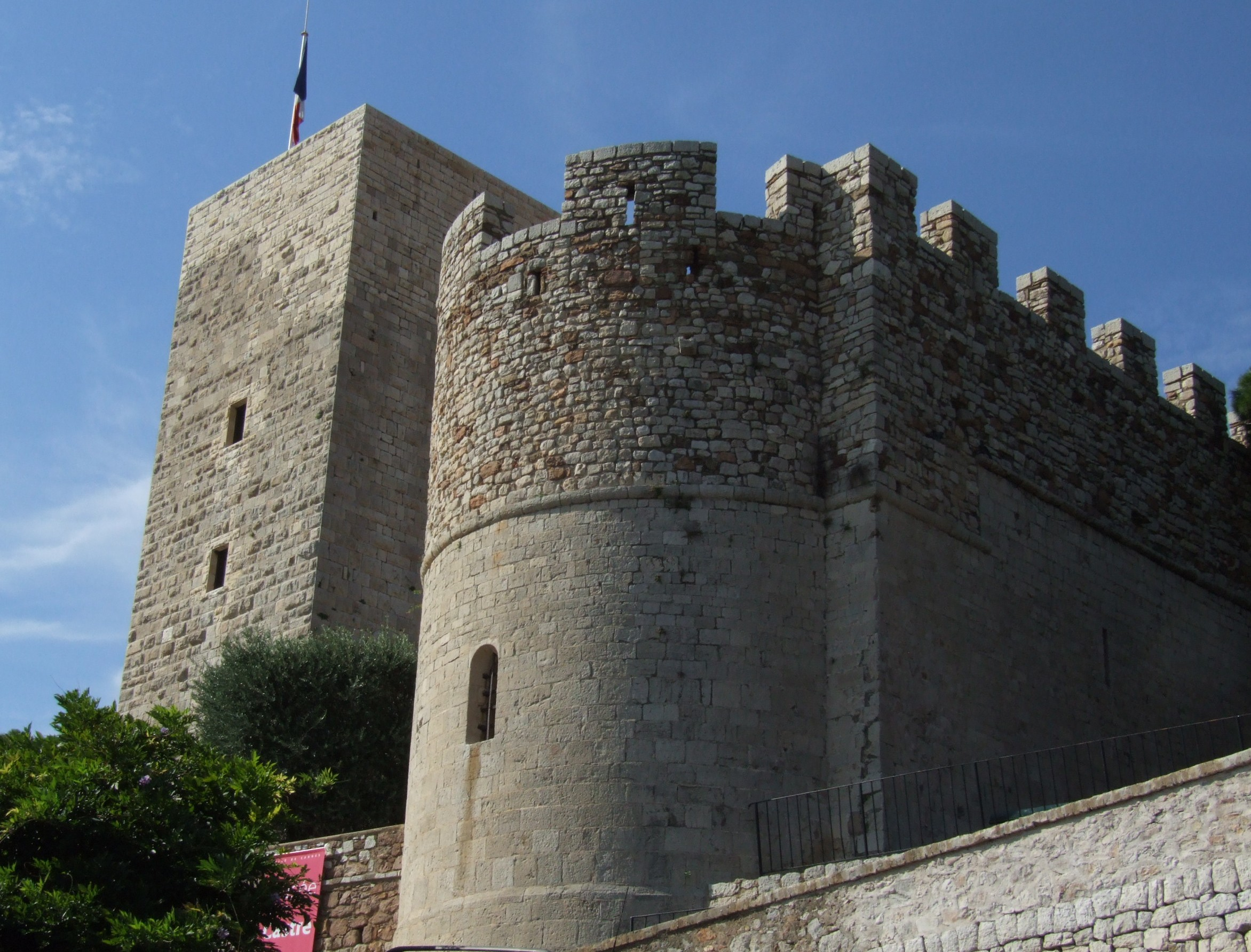
La « tour de l'abbé » et le château du Suquet, vestiges du Moyen Âge.

À l’origine modeste village provençal méditerranéen de pêcheurs et de moines, Cannes a une histoire indissociable de celles des îles Sainte-Marguerite et Saint-Honorat qui sont à quelques encablures du continent. Aussi, il est impossible de parler de l’histoire de Cannes sans évoquer celle des îles de Lérins.

### Préhistoire et antiquité
Bourg de pêcheurs Ligures renommé par les Romains Horrea ou Ad Horrea (ce qui signifie « greniers »), parce-que le lieu était doté de greniers où s'emmagasinaient les céréales.

### Moyen Âge
La moitié de l'épiscopatus, le temporel, de l'évêché d'Antibes est donné vers 960 par le comte de Provence à Rodoard qui a participé à la reconquête de la Provence orientale sur les Sarrasins. Le site de Cannes est devenu un fief de l'abbaye de Lérins à la suite de plusieurs donations des descendants de cette famille.
Au Moyen Âge la bourgade reste modeste et est témoin des luttes franco-anglaises et franco-espagnoles qui s’exercent essentiellement sur les îles de Lérins.

### Temps modernes
Durant l'Ancien Régime, Cannes continue de souffrir des conflits entre les puissances monarchiques et impériales européennes : guerres entre François Ier et Charles Quint, le duc de Savoie lors de la guerre de Trente Ans, le prince Eugène et le roi Victor-Amédée II de Sardaigne au XVIIe siècle, la guerre de Succession d’Autriche au XVIIIe siècle, le maréchal Brown et ses Croates. Les Anglais en profitent pour occuper les îles mais ils y restent peu de temps : le chevalier de Belle-Isle rétablit l'ordre en les chassant. La ville est également exposée aux rafles des pirates et corsaires de toutes nationalités qui vendent leurs prises sur les marchés aux esclaves. En 1635, les Espagnols prennent possession des îles de Lérins. Ils y édifient une fortification et s'y installent. Une bataille éclate sur les îles entre Français et Espagnols et la flotte française chasse les occupants par la force des canons. À cette occasion on emploie, pour la première fois, des bateaux à fond plat capables de transporter les chevaux. Ce sont les ancêtres des barges de débarquement. Vauban fait fortifier l'île Sainte-Marguerite grâce à son système de défense moderne et efficace. Le fort devient une prison d’État utilisée par tous les régimes. Plusieurs « illustres » prisonniers y séjourneront :
- en 1687, le mystérieux masque de fer ;
- en 1689, six pasteurs protestants y meurent ;
- en 1772, on y enferme Jouffroy d’Abbans, l’inventeur du bateau à roues à aubes ;
- en 1758, le comte de Monteil qui au bout de 32 ans refusa sa libération en prétextant qu'il s’y trouvait bien.

### Époque contemporaine
En 1790, à la création des départements français, Cannes se trouve dans le département du Var.
Ce n’est qu’au XIXe siècle que le bourg prend de l'importance, grâce notamment à Lord Henry Brougham and Vaux, grand Chancelier d’Angleterre, qui s’y installe et y attire l’aristocratie anglaise et européenne qui édifie de magnifiques demeures secondaires pour l’hiver. Ces investissements privés sur un littoral souvent rocheux et réalisés au XIXe pour une clientèle aisée sont typiques du développement de la Côte d'Azur, ce qui le distingue du développement du Languedoc marqué par un littoral sableux et développé dans les années 1960 sur initiative étatique pour capter les flux d'un tourisme de masse. Le développement économique de Cannes est marqué dès cette époque par une économie tertiaire entraînée par des flux touristiques et une logique spatiale tournée vers le front de mer.
En 1860, l'acquisition française du Comté de Nice amène la fondation du nouveau département des Alpes-Maritimes formé du comté et de l'Est du Var, à l'inclusion de ce cours d'eau. Avec l'arrondissement de Grasse, Cannes est rattachée au nouveau département des Alpes-Maritimes.
Pendant la répression de janvier et février 1894, la police y effectue des perquisitions visant les anarchistes qui y résident, sans réel succès,,. 

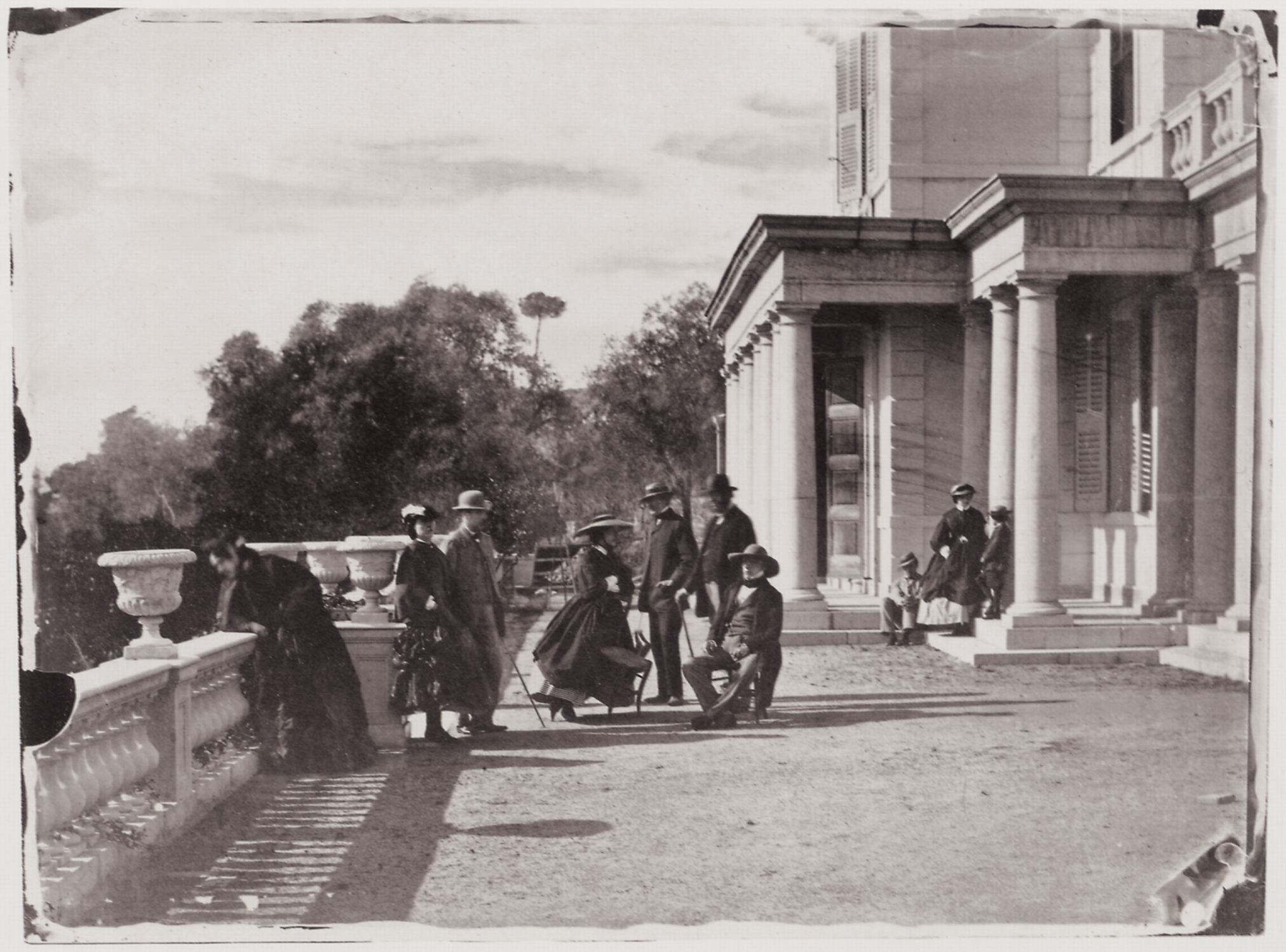
Lord Brougham et sa famille à la villa Éléonore-Louise.

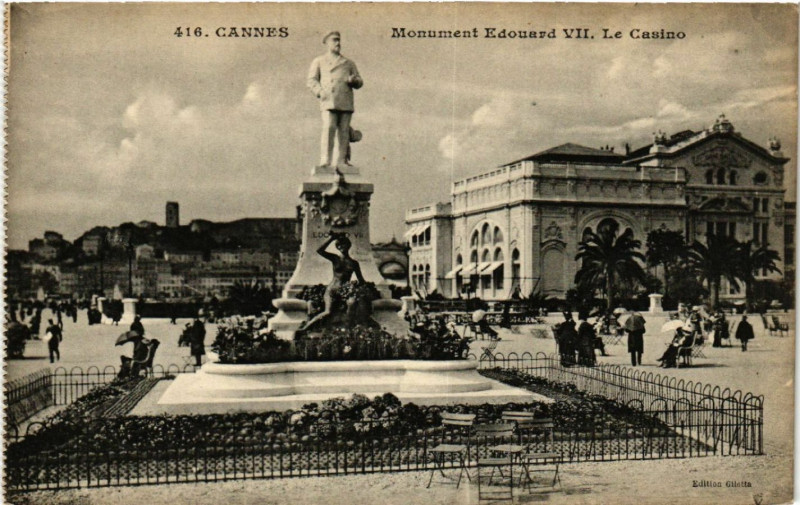
Monument à Édouard VII et le Casino municipal au début du XX.

### Seconde Guerre mondiale

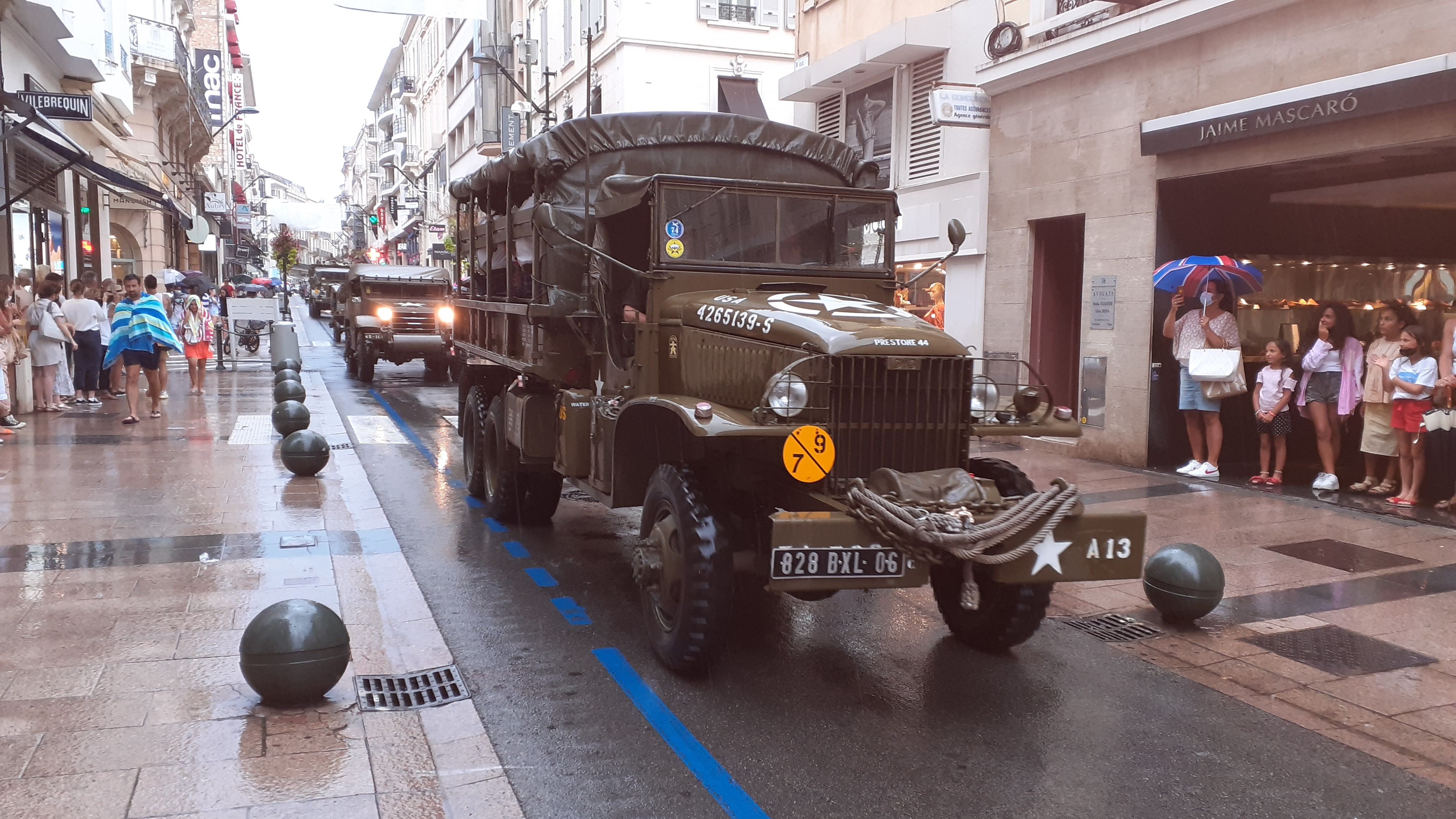
Défilé de véhicules historiques américains en ville pour commémorer la libération de Cannes.

La ville de Cannes est libérée le 24 août 1944 par les troupes américaines. Pour commémorer cet événement, un défilé historique de véhicules militaires est organisé chaque année dans les rues de la ville le 24 août.
La renommée internationale de la commune n’est acquise qu’au milieu du XXe siècle grâce au Festival du film.

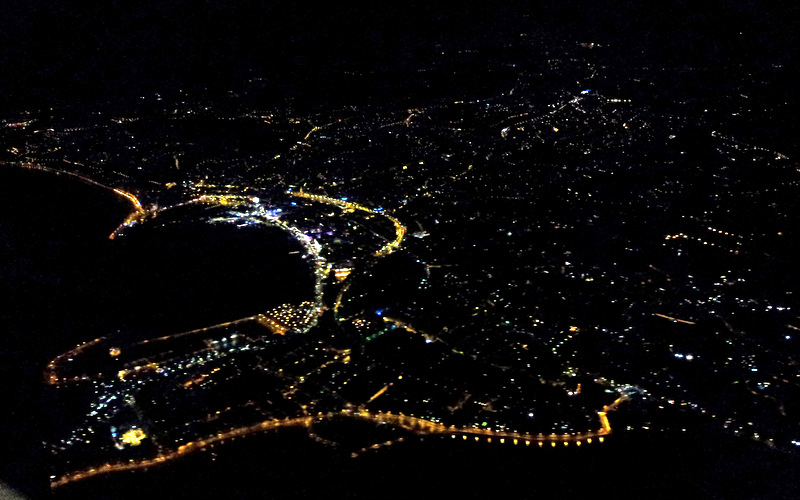
Cannes la nuit en 2013.

## Politique et administration
Les personnalités exerçant une fonction élective dont le mandat est en cours et en lien direct avec le territoire de Cannes sont les suivantes :
| Élection        | Territoire                                   | Titre                              | Nom                                                                                   | Tendance politique        | - | Début de mandat                                                                                 | Fin de mandat |
| --------------- | -------------------------------------------- | ---------------------------------- | ------------------------------------------------------------------------------------- | ------------------------- | - | ----------------------------------------------------------------------------------------------- | ------------- |
| Municipales     | Cannes                                       | Maire de Cannes                    | David Lisnard                                                                         | LR                        |   | mars 2014                                                                                       | 2026          |
| Départementales | Conseil départemental des Alpes-Maritimes    | Conseillers départementaux         | Joëlle Arini et Frank Chikli (Cannes 1), Alexandra Martin et David Lisnard (Cannes 2) | LR                        |   | mars 2015 (sauf pour Alexandra Martin élue en 2021 en remplacement de Chantal Azemar Morandini) | 2028          |
| Départementales | Conseil départemental des Alpes-Maritimes    | Président du conseil départemental | Charles Ange Ginésy                                                                   | LR                        |   | 2017                                                                                            | 2028          |
| Législatives    | Huitième circonscription des Alpes-Maritimes | Députée                            | Alexandra Martin                                                                      | LR                        |   | 19 juin 2022 (Réélue en 2024 )                                                                  | 2029          |
| Régionales      | Provence-Alpes-Côte d'Azur                   | Président du conseil régional      | Renaud Muselier                                                                       | Renaissance (depuis 2022) |   | 2017                                                                                            | mars 2028     |

### Tendances politiques et résultats

Localisation de Cannes, en rouge, parmi les communes des Alpes-Maritimes. L'arrondissement de Grasse est en rose et celui de Nice en beige.

Localisation des trois cantons de Cannes : canton de Mandelieu-Cannes-Ouest (1), canton de Cannes-Centre (2) et canton de Cannes-Est (3).

Au regard des résultats électoraux, Cannes apparaît comme une ville politiquement ancrée à droite, comme le reste de la région Provence-Alpes-Côte d'Azur et du département des Alpes-Maritimes avec une forte propension au vote d’extrême droite. Ainsi, en 2002 le candidat à la présidence de la République Jean-Marie Le Pen (FN) obtint dans la commune plus de 30 % des suffrages et lors de l’élection législative la même année, un autre candidat frontiste obtint plus de 28 % au second tour.
En 2004, contrairement au reste du territoire national, c’est la candidate UMP Françoise Grossetête qui arriva en tête avec 26,26 % et lors de l’élection cantonale, c’est encore un candidat frontiste qui fut opposé au second tour au candidat de l’UMP Henri Leroy, obtenant respectivement 31,14 % et 68,86 % des voix.
En 2005, les électeurs cannois approuvèrent à une courte majorité le traité de Rome, alors qu’ils avaient rejeté en 1992 le traité de Maastricht à 54,29 %.
En 2007, le candidat UMP à la présidence de la République Nicolas Sarkozy obtint dans la commune 71,79 % et le député sortant Bernard Brochand (UMP) fut réélu avec 60,27 % des voix malgré une candidature dissidente. En 2008, cette bataille intestine de la droite locale se renouvela avec la présence au second tour des élections municipales et cantonales de candidats de l’UMP et Divers droite dissidents, obtenant chacun des scores proches avec 40,70 % pour le maire sortant Bernard Brochand (UMP) contre 37,12 pour son adversaire Philippe Tabarot (DVD), ce dernier étiqueté UMP remporta le canton de Cannes-Centre avec 56,19 % des voix tandis que le second adjoint au maire, dissident donc divers droite David Lisnard emportait le canton de Cannes-Est avec 52,58 % des suffrages.
En 2009, Françoise Grossetête obtint dans la commune une large victoire avec 42,35 % des voix contre seulement 14,43 % à son opposante la plus proche.
En 2010 et contrairement au reste de la région, c’est le candidat UMP Thierry Mariani qui obtint le plus fort résultat avec 44,09 % des suffrages. La commune accueille en outre la fédération départementale de l’Union pour un mouvement populaire et des fédérations locales du Parti socialiste, du Parti communiste français et du Front national.
Élections présidentielles, résultats des deuxièmes tours
- Élection présidentielle de 2002[43] : 69,76 % pour Jacques Chirac (RPR), 30,24 % pour Jean-Marie Le Pen (FN), 78,41 % de participation.
- Élection présidentielle de 2007[44] : 71,79 % pour Nicolas Sarkozy (UMP), 28,21 % pour Ségolène Royal (PS), 83,74 % de participation.
- Élection présidentielle de 2012[45] : 68,80 % pour Nicolas Sarkozy (UMP), 31,20 % pour François Hollande (PS), 78,94 % de participation.

Élections législatives, résultats des deuxièmes tours
- Élections législatives de 2002[46] : 71,88 % pour Bernard Brochand (UMP), 28,12 % pour Jean-Pierre Malen (FN), 54,76 % de participation.
- Élections législatives de 2007[47] : 60,27 % pour Bernard Brochand (UMP), 39,73 % pour Henri Leroy (DVD), 50,74 % de participation.
- Élections législatives de 2012[48] : 63,13 % pour Bernard Brochand (UMP), 33,87 % pour Adrien Grosjean (FN), 46,94 % de participation.

Élections européennes, résultats des deux meilleurs scores
- Élections européennes de 2004[49] : 26,26 % pour Françoise Grossetête (UMP), 22,54 % pour Michel Rocard (PS), 38,21 % de participation.
- Élections européennes de 2009[50] : 42,35 % pour Françoise Grossetête (UMP), 14,43 % pour Michèle Rivasi (EÉ), 37,95 % de participation.

Élections régionales, résultats des deux meilleurs scores
- Élections régionales de 2004[51] : 44,37 % pour Renaud Muselier (UMP), 33,54 % pour Michel Vauzelle (PS), 60,41 % de participation.

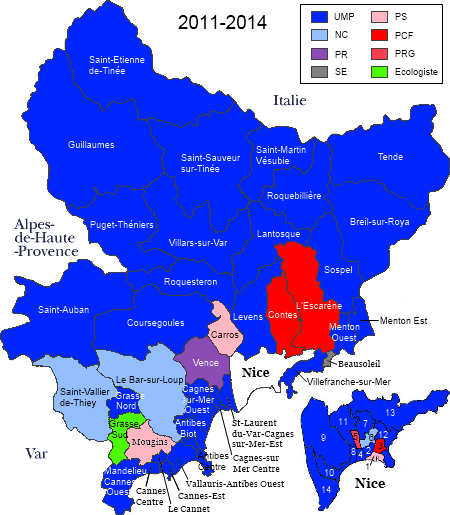
Étiquettes politiques des conseillers généraux des Alpes-Maritimes par canton.

- Élections régionales de 2010[52] : 44,09 % pour Thierry Mariani (UMP), 32,34 % pour Michel Vauzelle (PS), 48,19 % de participation.

Élections cantonales, résultats des deuxièmes tours (Canton de Mandelieu-Cannes-Ouest)
- Élections cantonales de 2004[53] : 68,86 % pour Henri Leroy (UMP), 31,14 % pour Jean Passel (FN), 62,53 % de participation.

Élections cantonales, résultats des deuxièmes tours (Canton de Cannes-Est)
- Élections cantonales de 2008[54] : 52,58 % pour David Lisnard (DVD), 47,42 % pour Jacqueline Héricord (UMP), 57,85 % de participation.

Élections cantonales, résultats des deuxièmes tours (Canton de Cannes-Centre)
- Élections cantonales de 2008[55] : 56,19 % pour Philippe Tabarot (UMP), 43,81 % pour Christophe Santelli-Estrany (DVD), 58,86 % de participation.

Élections cantonales, résultats des deuxièmes tours (Canton de Mandelieu-Cannes-Ouest)
- Élections cantonales de 2011[56] : 58,53 % pour Henri Leroy (UMP), 41,47 % pour Adrien Grosjean (FN), 43,39 % de participation.

Élections municipales, résultats des deuxièmes tours
- Élections municipales de 2001 : données manquantes.
- Élections municipales de 2008[57] : 40,70 % pour Bernard Brochand (UMP), 37,12 % pour Philippe Tabarot (DVD), 59,96 % de participation.

Élections référendaires
- Référendum de 2000 relatif au quinquennat présidentiel[58] : 67,81 % pour le Oui, 32,19 % pour le Non, 30,05 % de participation.
- Référendum de 2005 relatif au traité établissant une Constitution pour l’Europe[59] : 51,03 % pour le Oui, 48,97 % pour le Non, 65,55 % de participation.

### Récapitulatif de résultats électoraux récents
| Scrutin             | 1er tour | 1er tour | 1er tour | 1er tour | 1er tour | 1er tour | 1er tour | 1er tour | 1er tour | 1er tour | 1er tour | 1er tour | 2d tour     | 2d tour     | 2d tour     | 2d tour     | 2d tour     | 2d tour     | 2d tour     | 2d tour     | 2d tour     |
| Scrutin             | 1er      | 1er      | %        | 2e       | 2e       | %        | 3e       | 3e       | %        | 4e       | 4e       | %        | 1er         | 1er         | %           | 2e          | 2e          | %           | 3e          | 3e          | %           |
| ------------------- | -------- | -------- | -------- | -------- | -------- | -------- | -------- | -------- | -------- | -------- | -------- | -------- | ----------- | ----------- | ----------- | ----------- | ----------- | ----------- | ----------- | ----------- | ----------- |
| Municipales 2014    |          | UMP      | 48,80    |          | UMP      | 26,72    |          | FN       | 14,77    |          | PS       | 6,24     |             | UMP         | 58,97       |             | UMP         | 26,08       |             | FN          | 14,94       |
| Européennes 2014    |          | FN       | 33,94    |          | UMP      | 31,14    |          | PS       | 8,12     |          | UDI      | 7,96     | Tour unique | Tour unique | Tour unique | Tour unique | Tour unique | Tour unique | Tour unique | Tour unique | Tour unique |
| Régionales 2015     |          | UMP      | 41,94    |          | FN       | 38,46    |          | PS       | 10,20    |          | AEI      | 3,23     |             | UMP         | 59,01       |             | FN          | 40,99       | Pas de 3e   | Pas de 3e   | Pas de 3e   |
| Présidentielle 2017 |          | LR       | 34,81    |          | FN       | 25,11    |          | EM       | 18,07    |          | LFI      | 12,97    |             | LREM        | 57,80       |             | FN          | 42,20       | Pas de 3e   | Pas de 3e   | Pas de 3e   |
| Législatives 2017   |          | LR       | 32,98    |          | EM       | 30,03    |          | FN       | 19,29    |          | FI       | 6,13     |             | LR          | 58,83       |             | LREM        | 41,17       | Pas de 3e   | Pas de 3e   | Pas de 3e   |
| Européennes 2019    |          | RN       | 30,13    |          | LREM     | 25,04    |          | LR       | 13,95    |          | EELV     | 8,92     | Tour unique | Tour unique | Tour unique | Tour unique | Tour unique | Tour unique | Tour unique | Tour unique | Tour unique |
| Municipales 2020    |          | LR       | 88,08    |          | EELV     | 4,22     |          | PCF      | 4,12     |          | DD       | 2,06     | Tour unique | Tour unique | Tour unique | Tour unique | Tour unique | Tour unique | Tour unique | Tour unique | Tour unique |
| Régionales 2021     |          | RN       | 39,83    |          | LR       | 38,60    |          | UGE      | 8,36     |          | ECO      | 4,94     |             | LR          | 57,91       |             | RN          | 42,09       | Pas de 3e   | Pas de 3e   | Pas de 3e   |
| Présidentielle 2022 |          | LREM     | 26,19    |          | RN       | 24,44    |          | REC      | 17,31    |          | LFI      | 15,71    |             | LREM        | 52,63       |             | RN          | 47,37       | Pas de 3e   | Pas de 3e   | Pas de 3e   |
| Législatives 2022   |          | LR       | 36,22    |          | ENS      | 18,98    |          | RN       | 16,71    |          | NUPES    | 12,11    |             | LR          | 70,13       |             | ENS         | 29,87       | Pas de 3e   | Pas de 3e   | Pas de 3e   |

### Administration municipale

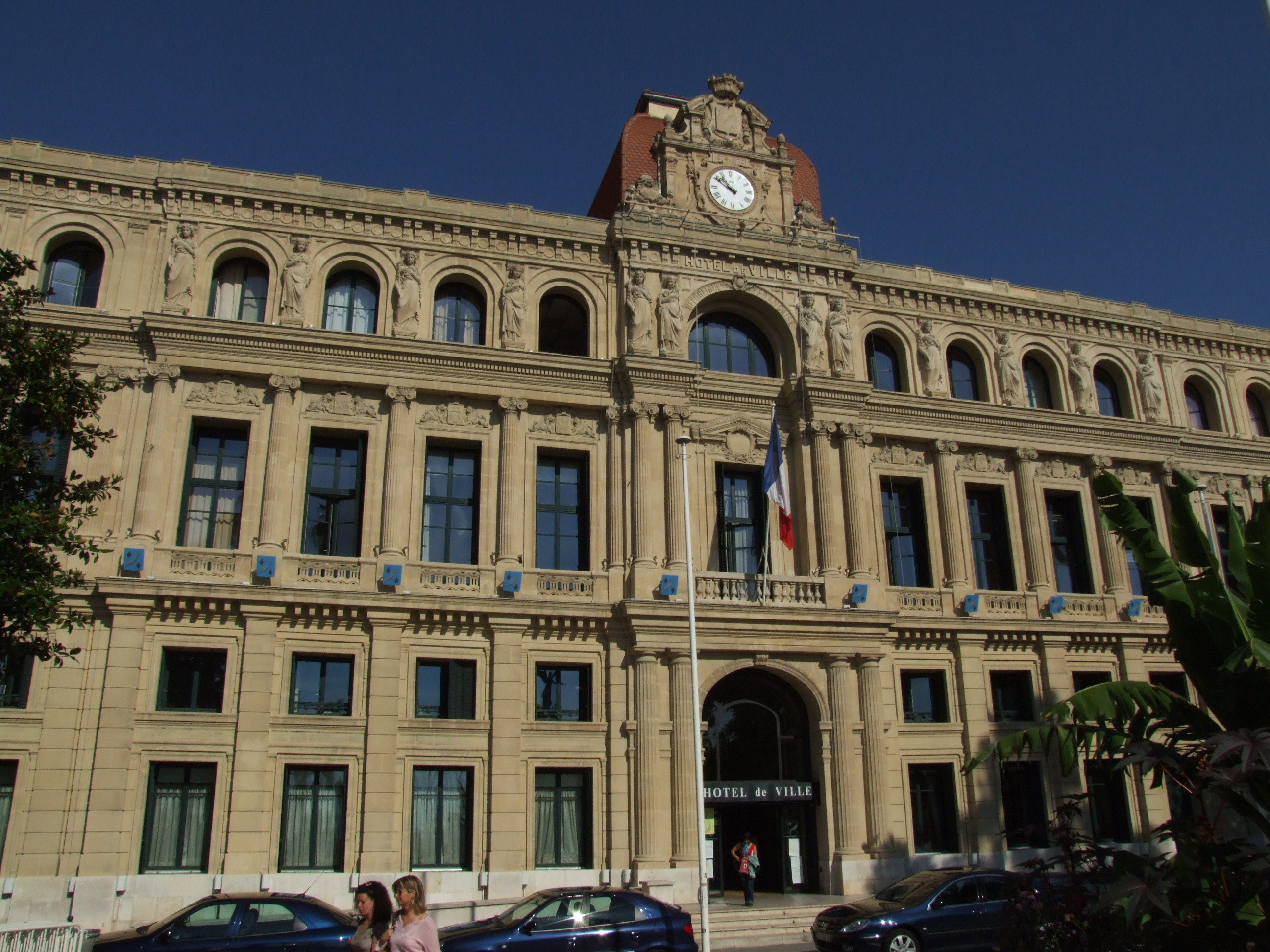
L'hôtel de ville de Cannes.

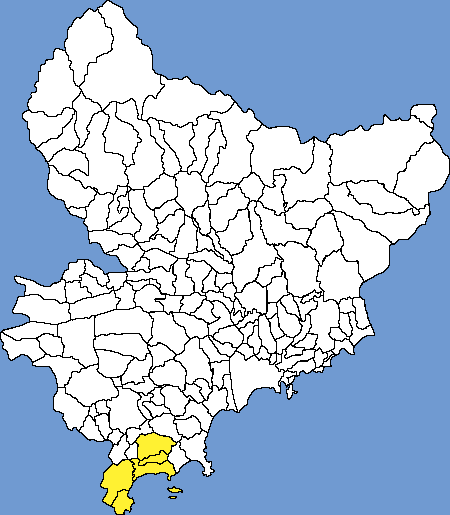
Carte de la communauté d'agglomération des Pays de Lérins à cinq communes : Mougins, Le Cannet (sous réserve), Cannes, Mandelieu-la-Napoule et Théoule-sur-Mer.

Cannes est le chef-lieu du canton de Cannes-Centre, du canton de Cannes-Est et comporte une part du territoire du canton de Mandelieu-Cannes-Ouest. Ils sont tous intégrés à l’arrondissement de Grasse et à la huitième circonscription des Alpes-Maritimes. Le canton de Cannes-Centre est délimité par l'avenue Michel-Jourdan, la rue de la Verrerie à l'est, la commune du Cannet au nord, le boulevard Carnot, la rue du Maréchal Joffre et la jetée Albert-Edouard à l'ouest.
Le canton de Cannes-Est comprend les îles Sainte-Marguerite et Saint-Honorat et est délimité par le boulevard Carnot, la rue du Maréchal Joffre, la jetée Albert-Edouard à l'ouest, les communes du Cannet au nord et de Vallauris à l'est. Le canton de Mandelieu-Cannes-Ouest comprend la commune de Mandelieu-La Napoule et est délimité par le département du Var à l'ouest, les communes de Pegomas, La Roquette-sur-Siagne et Mougins au nord, Le Cannet, l'avenue Michel-Jourdan et la rue de la Verrière à l'est.
La huitième circonscription des Alpes-Maritimes comprend, outre ces trois cantons, la partie du canton de Vallauris-Antibes-Ouest non comprise dans la 7e circonscription.
Le canton de Cannes-1 est représenté par les conseillers départementaux Joëlle Arini et Frank Chikli (DVD) et le canton de Cannes-2 par les conseillers départementaux Chantal Azemar-Morandini et David Lisnard (LR).
La huitième circonscription des Alpes-Maritimes est représentée par Alexandra Martin
David Lisnard est le maire de Cannes depuis le 5 avril 2014. Il préside le conseil municipal composé de 49 élus tous issus de la majorité LR. Le maire est secondé dans ses fonctions par 14 adjoints, 4 conseillers municipaux délégués et 30 conseillers municipaux subdélégués. La municipalité a par ailleurs mis en place un conseil municipal des Jeunes.
En 2009, la commune disposait d’un budget de 349 892 000 € dont 251 800 000 € de fonctionnement et 98 092 000 € d’investissement financés pour 44,94 % par les impôts locaux avec des taux d’imposition fixés à 19,72 % pour la taxe d'habitation, 17,50 % et 13,56 % pour la taxe foncière sur le bâti et le non bâti et 22,97 % pour la taxe professionnelle. Cette même année, l’endettement cumulé s’élevait à 311 662 000 €, elle se trouvait à la deuxième place nationale des communes les plus endettées avec 4 618 € de dette par habitant selon le classement établi par Le Journal du Net. En 2007, la commune disposait sur son territoire de 14,7 % de logements sociaux, elle ne respectait ainsi pas l’obligation fixée par la loi relative à la solidarité et au renouvellement urbains.
La ville de Cannes fait partie de la communauté d'agglomération des Pays de Lérins constituée par les communes de Cannes, du Cannet (sous réserve), de Mandelieu-la-Napoule, de Mougins et de Théoule-sur-Mer, créée en 2012 et opérationnelle en 2014 dont la présidence est assurée par Bernard Brochand maire de Cannes,. Elle adhère également à divers syndicats intercommunaux dont celui d’étude du barrage Var-Estéron, celui pour le traitement des déchets de la région de Cannes et Grasse, celui pour la protection contre les inondations de la Frayère et de la Roquebillière, le syndicat d’économie mixte de Sophia-Antipolis, le syndicat d’assainissement du grand bassin cannois, celui pour la gestion de la fourrière, le syndicat intercommunal de la Siagne et de ses affluents. La commune a en outre été engagée dans un contrat urbain de cohésion sociale, remplacé par deux quartiers prioritaires.
La commune de Cannes dispose des codes postaux 06400 et 06150 pour le quartier de La Bocca. L’Insee lui attribue le code 06029.

### Politique de développement durable
La ville a engagé une politique de développement durable en lançant une démarche d'Agenda 21 en 2006.

### Services publics

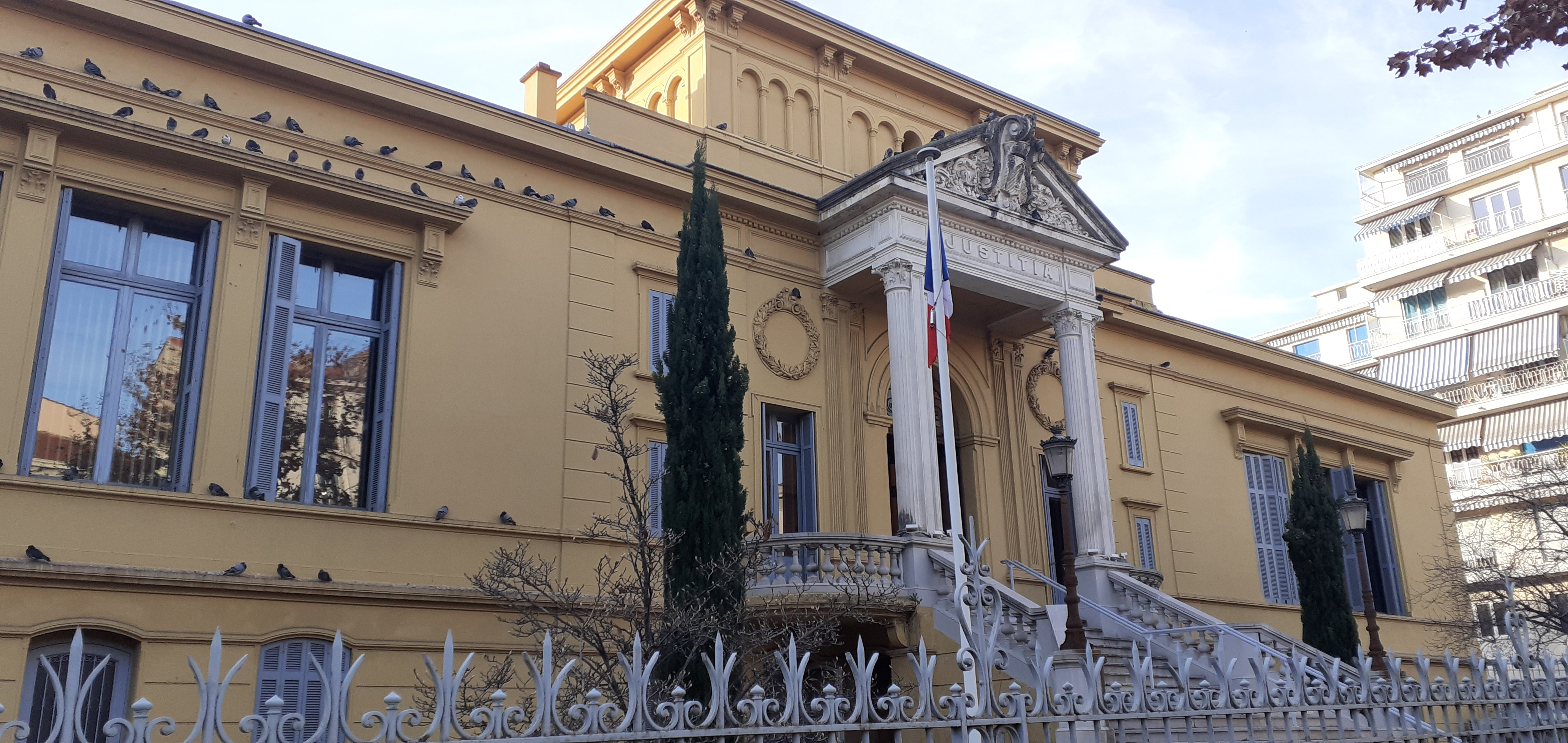
Le palais de Justice, boulevard Carnot.

L’organisation juridictionnelle rattache les justiciables de la commune aux tribunaux de proximité et de commerce, au conseil de prud’hommes, aux tribunaux judiciaires et pour enfants de Grasse, affiliés à la cour d'appel d'Aix-en-Provence. Un délégué du Médiateur de la République assure des permanences dans la commune. La Banque de France dispose d’une succursale dans la commune. Une agence départementale d’information sur le logement, une antenne de la Caisse d’allocations familiales et une de la Caisse primaire d'assurance maladie, deux agences Pôle emploi,, deux centres des impôts et trois trésoreries principales sont installés dans la commune. Cinq agences postales sont réparties sur le territoire. Deux cent vingt-deux avocats rattachés au barreau de Grasse, six études notariales et quatre sociétés civiles d’huissier de justice. La sécurité des biens et des personnes est assurée par un service de police municipale qui dispose de onze postes répartis dans les divers quartiers, par la police nationale qui dispose d’un commissariat central, par une brigade territoriale autonome de la gendarmerie nationale, par la police aux frontières à l’aéroport et par quatre casernes de sapeurs-pompiers.
En 2022, la police municipale de Cannes compte près de 192 agents en service.

### Jumelages
| Ville | Ville                                  | Pays | Pays        | Période                    |
| ----- | -------------------------------------- | ---- | ----------- | -------------------------- |
|       | Acapulco                               |      | Mexique     | depuis le 30 juillet 1994  |
|       | Beverly Hills                          |      | États-Unis  | depuis le 15 mai 1986      |
|       | borough royal de Kensington et Chelsea |      | Royaume-Uni | depuis le 21 mars 1970     |
|       | Budapest                               |      | Hongrie     | depuis le 8 octobre 1993   |
|       | Florence                               |      | Italie      | depuis le 16 mai 1991      |
|       | Lviv                                   |      | Ukraine     | depuis le 4 avril 2022     |
|       | Madrid                                 |      | Espagne     | depuis le 16 février 1957  |
|       | Moscou                                 |      | Russie      | depuis le 12 novembre 1998 |
|       | Papeete                                |      | France      | depuis le 31 décembre 1960 |
|       | Québec                                 |      | Canada      | depuis le 3 juin 1998      |
|       | Saanen                                 |      | Suisse      | depuis le 14 octobre 1995  |
|       | Sanya                                  |      | Chine       | depuis le 25 avril 1997    |
|       | Shizuoka                               |      | Japon       | depuis le 5 novembre 1991  |
|       | Tel Aviv                               |      | Israël      | depuis le 15 octobre 1993  |
|       | Turin                                  |      | Italie      | depuis le 26 mars 1999     |

Pactes d'amitié : Papeete, Florence, Budapest, Tel-Aviv, Gstaad Saanen, Québec, Moscou, Turin.

## Population et société

### Démographie

#### Évolution démographique
La commune de Cannes a connu une évolution démographique relativement linéaire avec cependant quelques accidents. Le premier recensement intervenu en 1793 dénombrait 2 626 habitants dans la nouvelle commune, il fut suivi d’une croissance lente pour ne dépasser les 4 000 résidents qu’en 1846, date où commença une évolution plus rapide: plus de 9 000 habitants, vingt ans plus tard en 1866 et plus de 14 000 en 1876. Au début du XXe siècle, la commune comptait déjà plus de 30 000 résidents permanents avant de connaître une première chute jusqu’à de la Première Guerre mondiale et une nouvelle poussée démographique portant la population à près de 50 000 personnes en 1936. La Seconde Guerre mondiale réduisit encore de près de 10 % la population qui ne franchit le cap des 50 000 habitants qu’en 1954 et celui des 70 000 en 1975. Avec un pic à 72 269 habitants atteint en 1982, la commune, remaniée perdit en huit ans près de 4 000 personnes pour redescendre en 1999 à seulement 72 000 résidents. L’immigration compte pour une part relativement importante dans cette croissance démographique puisqu’en 1999, 8,7 % de la population était étrangère dont 2,3 % de Tunisiens, 1 % d’Italiens et d'Algériens, 0,9 % de Marocains, 0,6 % de Portugais, 0,3 % d’Espagnols et 0,1 % de Turcs.
L'évolution du nombre d'habitants est connue à travers les recensements de la population effectués dans la commune depuis 1793. Pour les communes de plus de 10 000 habitants les recensements ont lieu chaque année à la suite d'une enquête par sondage auprès d'un échantillon d'adresses représentant 8 % de leurs logements, contrairement aux autres communes qui ont un recensement réel tous les cinq ans,.

En 2022, la commune comptait 74 040 habitants, en évolution de −0,15 % par rapport à 2016 (Alpes-Maritimes : +2,85 %, France hors Mayotte : +2,11 %).
| 1793  | 1800  | 1806  | 1821  | 1831  | 1836  | 1841  | 1846  | 1851  |
| ----- | ----- | ----- | ----- | ----- | ----- | ----- | ----- | ----- |
| 2 626 | 2 896 | 2 804 | 3 982 | 3 994 | 3 997 | 3 381 | 4 720 | 5 557 |

| 1856  | 1861  | 1866  | 1872   | 1876   | 1881   | 1886   | 1891   | 1896   |
| ----- | ----- | ----- | ------ | ------ | ------ | ------ | ------ | ------ |
| 5 860 | 7 557 | 9 618 | 10 144 | 14 022 | 19 385 | 19 959 | 19 983 | 22 959 |

| 1901   | 1906   | 1911   | 1921   | 1926   | 1931   | 1936   | 1946   | 1954   |
| ------ | ------ | ------ | ------ | ------ | ------ | ------ | ------ | ------ |
| 30 420 | 29 365 | 29 656 | 30 907 | 42 427 | 47 259 | 49 032 | 45 548 | 50 192 |

| 1962   | 1968   | 1975   | 1982   | 1990   | 1999   | 2006   | 2011   | 2016   |
| ------ | ------ | ------ | ------ | ------ | ------ | ------ | ------ | ------ |
| 58 079 | 67 152 | 70 527 | 72 259 | 68 676 | 67 304 | 70 610 | 72 607 | 74 152 |

| 2021   | 2022   | - | - | - | - | - | - | - |
| ------ | ------ | - | - | - | - | - | - | - |
| 73 255 | 74 040 | - | - | - | - | - | - | - |

#### Pyramide des âges
En 2021, le taux de personnes d'un âge inférieur à 30 ans s'élève à 28,1 %, soit en dessous de la moyenne départementale (31,0 %). À l'inverse, le taux de personnes d'âge supérieur à 60 ans est de 36,3 % la même année, alors qu'il est de 31,0 % au niveau départemental.
En 2021, la commune comptait 33 285 hommes pour 39 970 femmes, soit un taux de 54,56 % de femmes, légèrement supérieur au taux départemental (52,74 %).
Les pyramides des âges de la commune et du département s'établissent comme suit :
| Hommes | Classe d’âge | Femmes |
| ------ | ------------ | ------ |
| 1,8    | 90 ou +      | 3,7    |
| 12,5   | 75-89 ans    | 16,0   |
| 18,3   | 60-74 ans    | 19,6   |
| 20,1   | 45-59 ans    | 19,3   |
| 16,5   | 30-44 ans    | 15,6   |
| 15,6   | 15-29 ans    | 13,1   |
| 15,3   | 0-14 ans     | 12,6   |

| Hommes | Classe d’âge | Femmes |
| ------ | ------------ | ------ |
| 1,1    | 90 ou +      | 2,6    |
| 9,5    | 75-89 ans    | 12,2   |
| 17,6   | 60-74 ans    | 18,7   |
| 20,3   | 45-59 ans    | 19,9   |
| 18,1   | 30-44 ans    | 17,5   |
| 16,5   | 15-29 ans    | 14,6   |
| 16,8   | 0-14 ans     | 14,4   |

### Enseignement

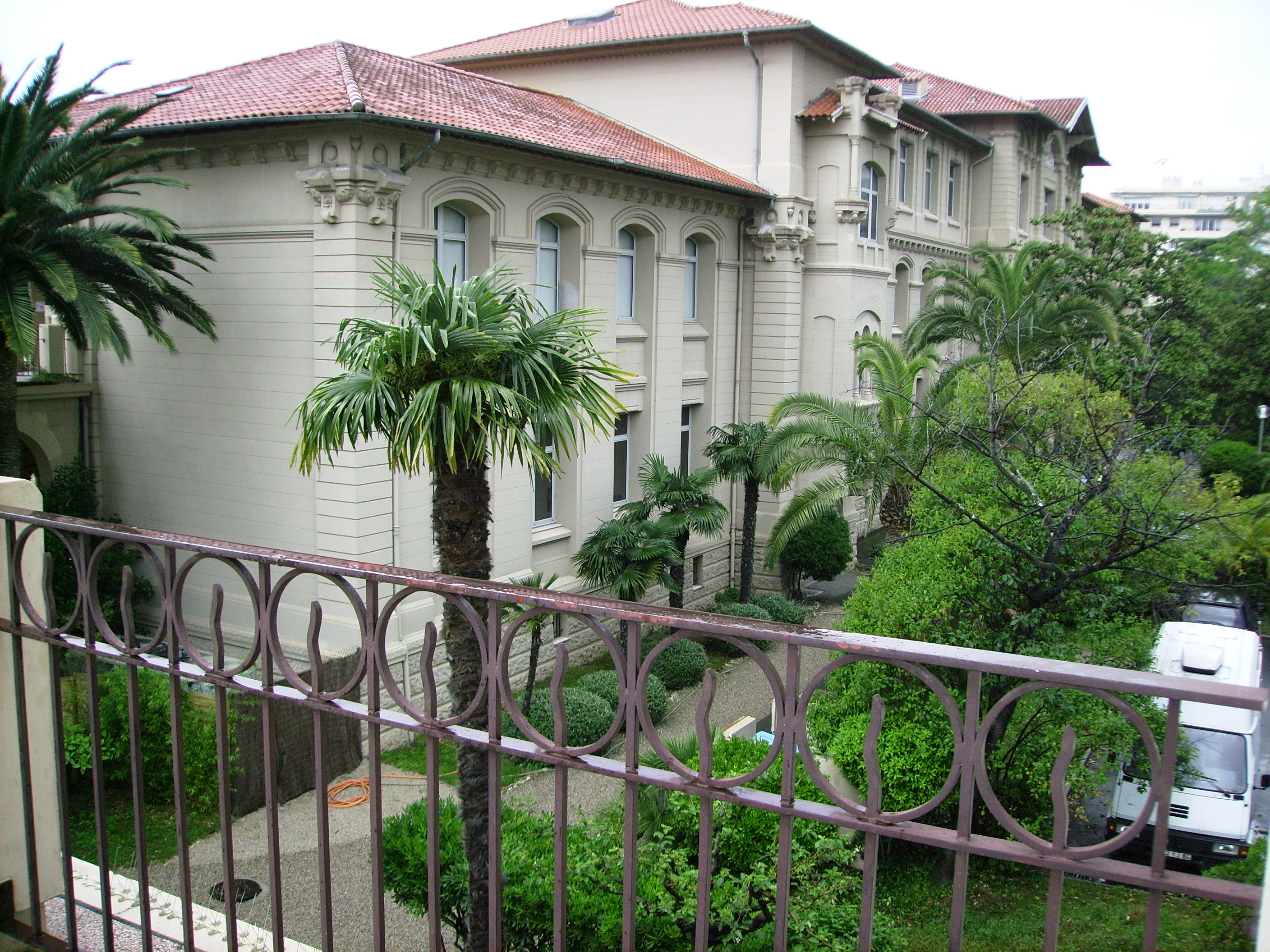
Le lycée Carnot.

La commune de Cannes est rattachée à l’académie de Nice, elle dispose de 230 classes du primaire réparties dans l’école maternelle Bocca Centre, l’école élémentaire Bocca Verrerie et les quinze écoles primaires Bocca Parc, Marcel-Pagnol, Méro, Eugène-Vial, les Mûriers, Maurice-Alice, Mont Chevalier, Frédéric-Mistral, La Frayère, Jean-Macé, les Broussailles, la Croisette, Hélène-Vagliano, René-Goscinny et Antoine-de-Saint-Exupéry. La poursuite d’études s’effectue ensuite dans les collèges André-Capron, Les Vallergues, Gérard-Philipe, et Les Mûriers, puis dans les lycées Carnot, Jules-Ferry, Bristol, Les Coteaux et Alfred-Hutinel.
Plusieurs établissements privés complètent l’offre éducative, notamment les écoles catholiques Institut Stanislas, Sainte-Marie-de-Chavagnes, Saint-Joseph et de l’Assomption-Lochabair, l’école juive de Cannes et l’école juive Gan Kerem Manahem et enfin le lycée privé des Fauvettes.
Hors périodes scolaires, les enfants sont accueillis dans les maisons de l’enfance Ranguin, Giaume, Picaud et Riou. Douze crèches sont réparties sur le territoire pour les accueils réguliers ou occasionnels.
Un institut universitaire de technologie rattaché à l’université de Nice Sophia-Antipolis, un Institut de formation en soins infirmiers, partenaire du centre hospitalier, une école supérieure de commerce, de communication et de gestion et une école Pigier sont installés dans la commune. La faculté des Métiers de Cannes est gérée par la commune en partenariat avec la région et dispense des formations qualifiantes. Un Greta est implanté au lycée Jules-Ferry. Deux centres d’information de la jeunesse sont implantés en centre-ville,. Un centre d'information et d'orientation est situé lui aussi en centre-ville, complété par une mission locale d’insertion.

### Santé
Cannes dispose sur son territoire d’un centre hospitalier réparti sur 4 sites totalisant 742 lits dans l’Hôpital Simone Veil, la maison de retraite, le centre de gériatrie Isola Bella et les hôpitaux de jour psychiatriques. En 2005 il employait 1500 agents et formait 160 élèves infirmiers. Il est complété par la clinique privée Oxford disposant de 300 lits. Plusieurs maisons de retraite ou EHPAD sont implantés dans la commune dont les centres Passiflore et des Oliviers à La Bocca, les Gabres, les Hespérides et les Alizés à la Californie, la Cigalière, la Palmosa, les Yuccas, Campestra, les Acanthes, les Bougainvillées en centre-ville. Un centre médico-psychologique et un ESAT sont installés sur les hauteurs de la commune. Plus de 360 médecins exercent dans la commune, en médecine de ville ou en centre de santé, 117 chirurgiens-dentistes et 45 pharmacies sont répartis sur le territoire.

### Culture

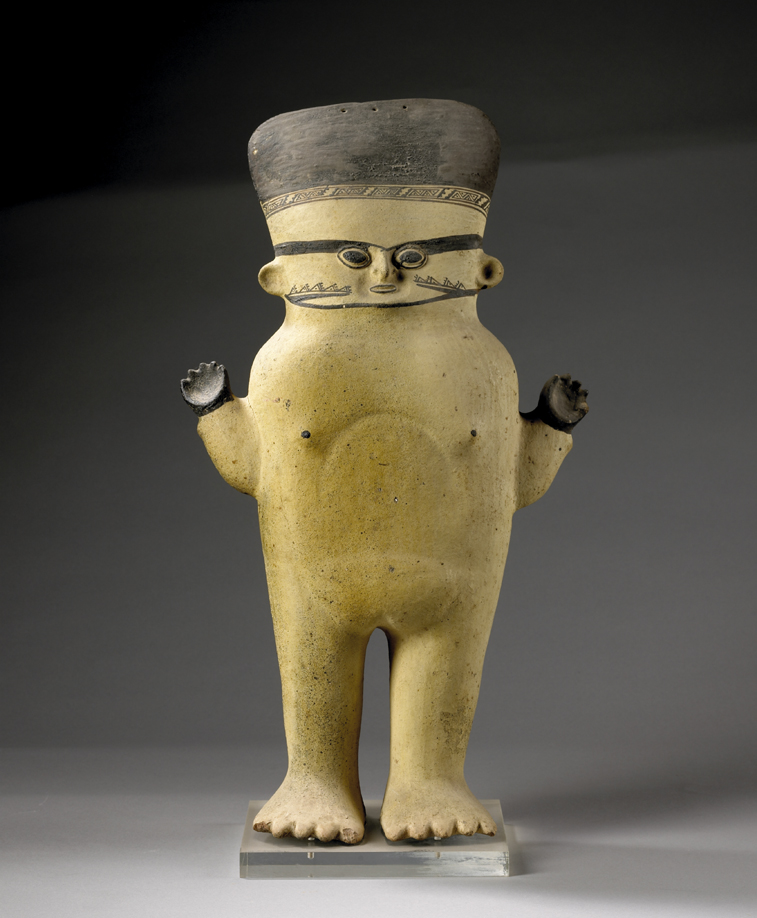
Art précolombien au musée de la Castre.

La vie culturelle de Cannes ne se réduit pas au cinéma. De nombreux spectacles ponctuent le calendrier de septembre à avril et de juin à septembre. En parallèle, sont organisées des expositions et des manifestations sur la peinture, la sculpture qui s'ajoutent aux collections permanentes des musées, sans oublier les monuments historiques.
Les festivals professionnels de cinéma, musique et télévision organisés dans la commune permettent l’accès aux œuvres pour les résidents. Le palais des festivals et des congrès est l'équipement principal permettant de traiter toutes les manifestations. D'autres lieux de diffusion et pratique culturelle sont répartis dans la commune. L'ancienne villa Rothschild accueille aujourd’hui la médiathèque de Noailles, complétée par celle de Ranguin et les bibliothèques de la Frayère, la Verrerie et la rue d’Oran. Un bibliobus sillonne les quartiers pour amener les ouvrages au plus près des habitants. Trois MJC sont réparties dans les quartiers, la Ferme Giaume, le Studio 13 et Ranguin. Deux théâtres sont implantés dans la commune, le théâtre Alexandre III disposant de 176 places et le théâtre du Verseau. La commune a développé le concept « Cannes Université » chargé d’organiser des conférences de vulgarisation.
Le musée de la Castre est installé dans le château du Suquet, le musée de la Mer se trouve sur l’île Sainte-Marguerite, le centre d’arts de la Malmaison et la salle de spectacle de l’espace Miramar sur la Croisette. Trois salles de cinéma sont à la disposition des spectateurs, les Arcades avec trois salles et 500 places, le Star avec quatre salles et 600 places et l’Olympia avec neuf salles et 1 200 places, tous trois classés Art et Essai comme les salles associatives Raimu et La Licorne à La Bocca.
La production locale des écoles artistiques est mise en avant avec le programme « Made in Cannes », concept décliné en « Made in Cannes Junior » et « P’tits Cannes à You » pour les enfants.

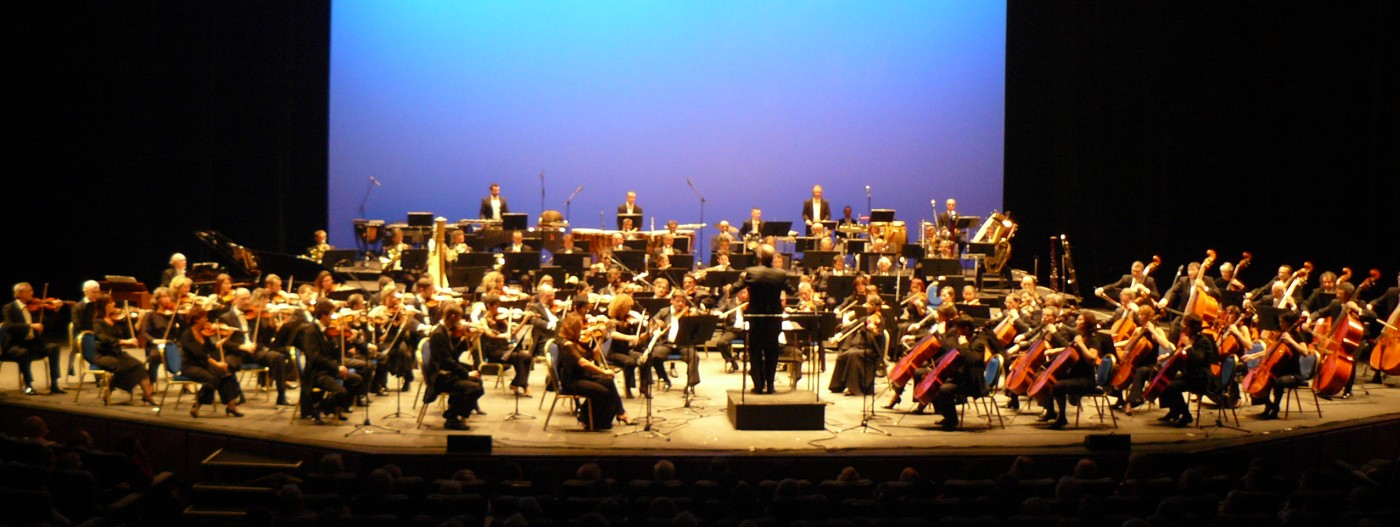
L'Orchestre régional de Cannes-Provence-Alpes-Côte d’Azur (devenu orchestre national en région en 2022), associé ici à l'Orchestre philharmonique de Nice, sous la direction de Philippe Bender en 2009.

Le conservatoire à rayonnement départemental de musique et de théâtre est installé dans l’ancien château de Font-de-Veyre. Le Pôle national supérieur de danse Rosella-Hightower (anciennement École supérieure de danse de Cannes Rosella Hightower), créé en 1961 par la danseuse étoile Rosella Hightower forme chaque année plus de 150 élèves. L’école régionale d’acteurs forme les futurs professionnels du cinéma. La commune accueille dans l’auditorium des Arlucs l’Orchestre national de Cannes que les auditeurs cannois peuvent entendre également au Théâtre Croisette ou dans sa mission de diffusion de la musique auprès de tous les publics, sous la direction de son chef Benjamin Levy ou de chefs invités comme Arie van Beek.
Dans le quartier de Cannes-La-Bocca, la construction du plus grand musée européen consacré à l'histoire du cinéma débutera en 2025 et sera finalisée en 2028.

### Sports

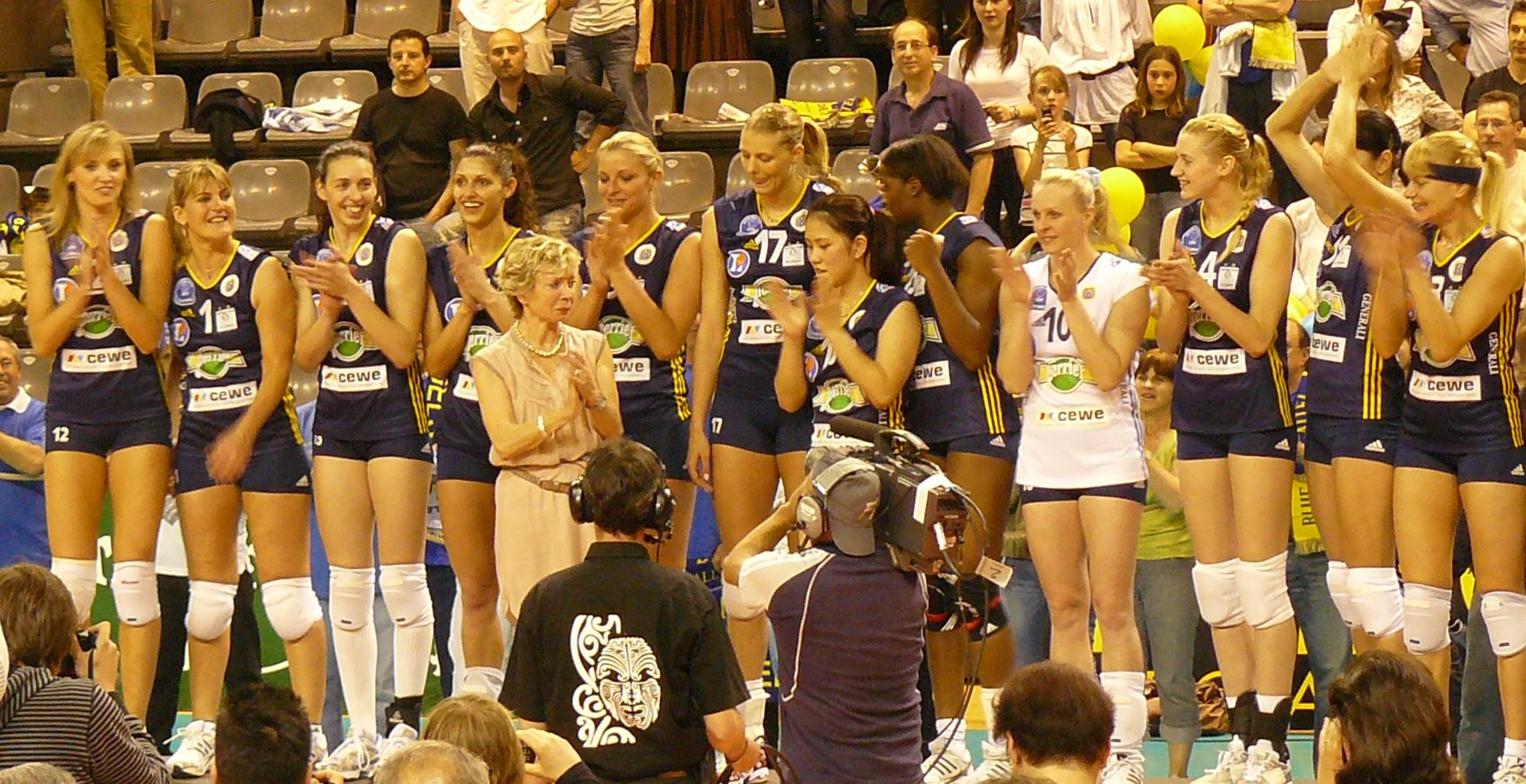
L'équipe de volley-ball féminin Racing Club de Cannes.

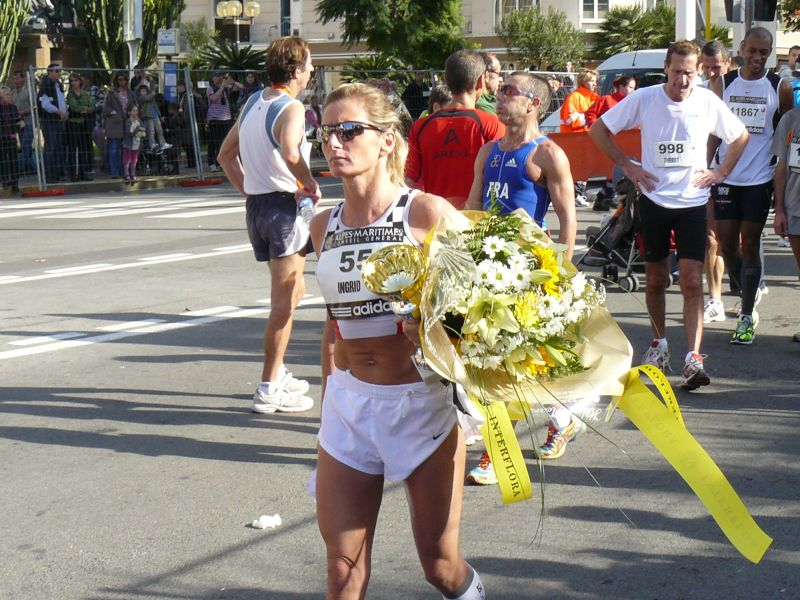
Arrivée du marathon des Alpes-Maritimes en 2008.

Diverses installations sont destinées à la pratique sportive, notamment le palais des Victoires, arène multisports de 4 000 places, et le stade Pierre-de-Coubertin avec ses tribunes pouvant accueillir plus de 12 000 spectateurs. Les stades des Hespérides et Ranguin complètent l’offre destinée au rugby et à l’athlétisme, comme les complexes Saint-Cassien et Maurice Chevalier. Dans le quartier de La Bocca se trouvent la salle de musculation la Verrerie et la piscine Pierre de Coubertin, cette dernière complétée par la piscine des Oliviers, huit gymnases (des Broussailles, des Coteaux, des Vallergues, des Mûriers, de Ranguin et de Ranchito, Carnot et André Capron), un fronton de pelote basque, les seize courts de tennis du Cannes Garden Club, les onze boulodromes (Noël Squarcioni, Paul Roubaud, Henri Bergia, Jean Béraudo, Louis Braille, des Quatre coins, des Platanes, des Allées, de l’Étang, du Camp-Long et du Mont-Chevalier) sont à la disposition des résidents. Station balnéaire, la commune a aussi développé deux centres nautiques, du Batéguier et du Mouré Rouge.
Un certain nombre de clubs municipaux s’illustrent lors de compétitions, comme le RC Cannes en volley-ball féminin, deux fois vainqueurs de la ligue des champions, vingt fois champions de France et vingt fois vainqueurs de la coupe de France, l’AS Cannes en volley-ball masculin, vainqueur de la Coupe des Coupes en 1999, neuf fois champions de France et cinq fois vainqueurs de la coupe de France, l’Iron Mask de Cannes pour le football américain, cinq fois champions de deuxième division, l’AS Cannes en football, fondé en 1902, où évoluèrent Zinédine Zidane et Patrick Vieira, et vainqueur de la Coupe de France en 1932, le Rugby club Cannes Mandelieu pour le rugby à XV, champion de Fédérale 3 en 2008, le Cannes XIII pour le rugby à XIII, champion de deuxième division en 1993, l’Athlétic Club de Cannes, le Cannes Bocca Futsal et le cercle des nageurs de Cannes fondé en 1967 qui a connu une grande époque avec des nageurs sélectionnés aux Jeux olympiques, médaillés au Championnat d’Europe et plusieurs fois recordmen de France, classé quinzième club national en 2010.
Plusieurs manifestations sportives d’envergure étaient organisées dans la commune comme la course cycliste Grand Prix de Cannes entre 1926 et 1991, le Circuit de la Riviera en 1928 et 1929 et le tournoi de golf Cannes Open entre 1984 et 1998. Chaque année depuis 1929, en septembre sont organisées par le club nautique de Cannes les Régates royales, et depuis 2008 en novembre se déroule le marathon des Alpes-Maritimes.
En 1997 et 2003, la ville a été élue « Ville la plus sportive de France » par le journal L'Équipe.
Depuis 2018, a lieu chaque année au mois d'octobre, le Cannes Swimrun, épreuve qualificative du circuit Ö till ö.
Le golf est pratiqué dans les clubs comme le Golf Club Old Course de Cannes - Mandelieu, installation centenaire créée par le grand-duc Michel Mikhaïlovitch de Russie ou le Golf de Cannes-Mougins.

### Médias
Le quotidien Nice-Matin diffuse une édition locale pour Cannes. La commune est aussi dans le bassin d’émission de TMC Monte Carlo et France 3 Côte d'Azur. La municipalité édite en outre plusieurs journaux périodiques dont Cannes Soleil, magazine municipal, Le mois à Cannes, agenda événementiel et des lettres spécifiques par quartier comme Grand bleu concernant le port Pierre Canto. S’ajoutent la station de radio locale Cannes Radio et la chaîne de télévision diffusée sur le réseau câblé Cannes TV.

### Cultes

#### Église catholique
Cannes est le siège du doyenné cannois dans le diocèse de Nice, la commune est divisée en deux paroisses catholiques, Saint-Nicolas pour la partie est et Saint-Vincent-de-Lérins pour la partie ouest. La communauté catholique dispose dans la paroisse Saint-Nicolas des églises Saint-Georges, Notre-Dame-de-Bon-Voyage, du Sacré-Cœur-du-Prado, du Christ-Roi, construite vers 1930 Saint-Joseph, Notre-Dame-d'Espérance, bénie en 1645 et Notre-Dame-des-Pins, des chapelles du Souvenir, Saint-Paul, de la Miséricorde et Saint-Roch.
La paroisse Saint-Vincent-de-Lérins dispose dans la commune des églises Sainte-Marguerite et Saint-Jean-Bosco et de la chapelle Saint-Cassien installée à côté de l’aéroport.
Plusieurs communautés religieuses sont installées dans la commune dont les sœurs auxiliatrices, les Sœurs de l’Assomption-Lochabair et les missionnaires de Notre-Dame.

#### Autres églises chrétiennes

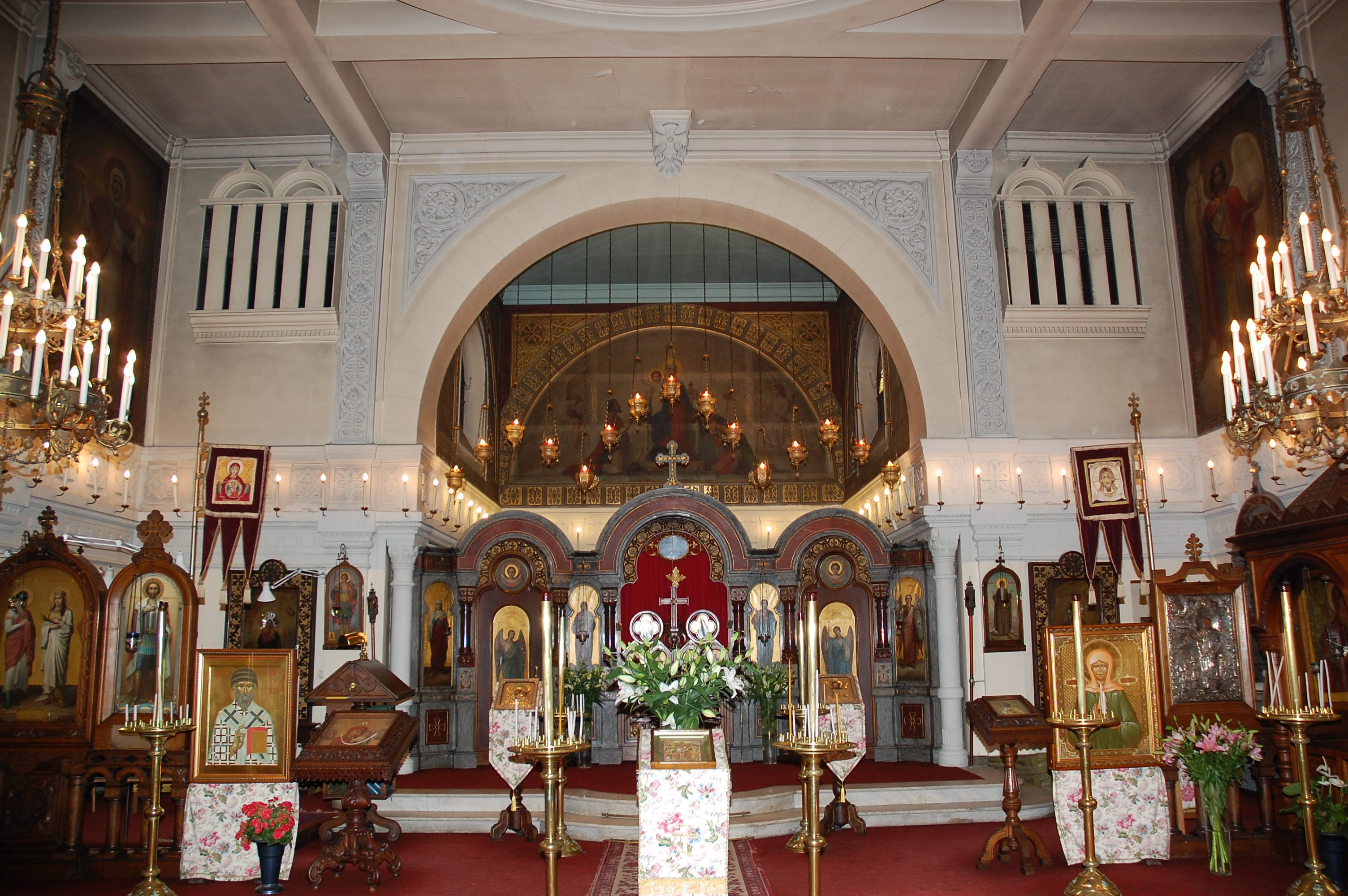
Iconostase de Saint-Michel-Archange.

Le temple protestant de Cannes, paroisse de l'Église protestante unie de France, est construit en 1874 au 7 rue Notre-Dame.
La communauté orthodoxe russe dispose de l’église Saint-Michel-Archange,. Cannes possède aussi une église anglicane et une paroisse de l’Église évangélique libre.

#### Judaïsme
La communauté israélite dispose de deux synagogues, l'une se trouvant rue Commandant-Vidal, et l'autre boulevard d'Alsace.

#### Islam
La communauté musulmane dispose de deux édifices de culte, la mosquée Al Madina Al Mounawara, située rue du Petit-Juas, et la mosquée Iqraa, avenue Michel-Jourdan à La Bocca.

## Économie

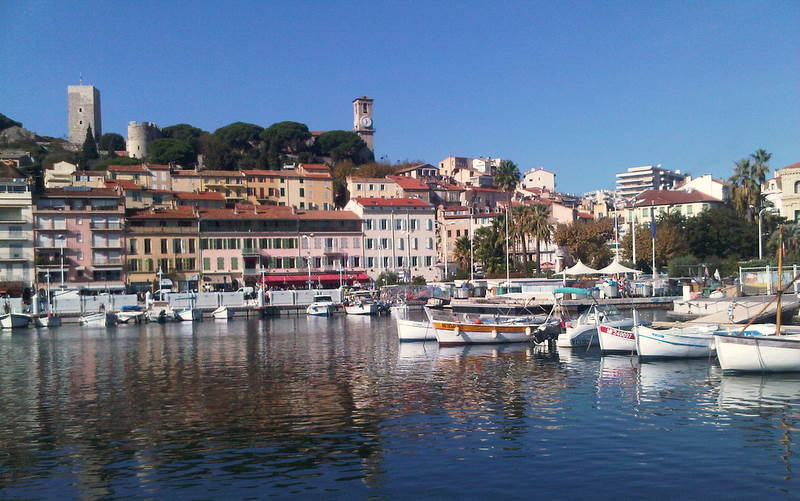
Le coin des pêcheurs au fond du vieux-port ; leurs produits de la pêche sont vendus au marché Forville.

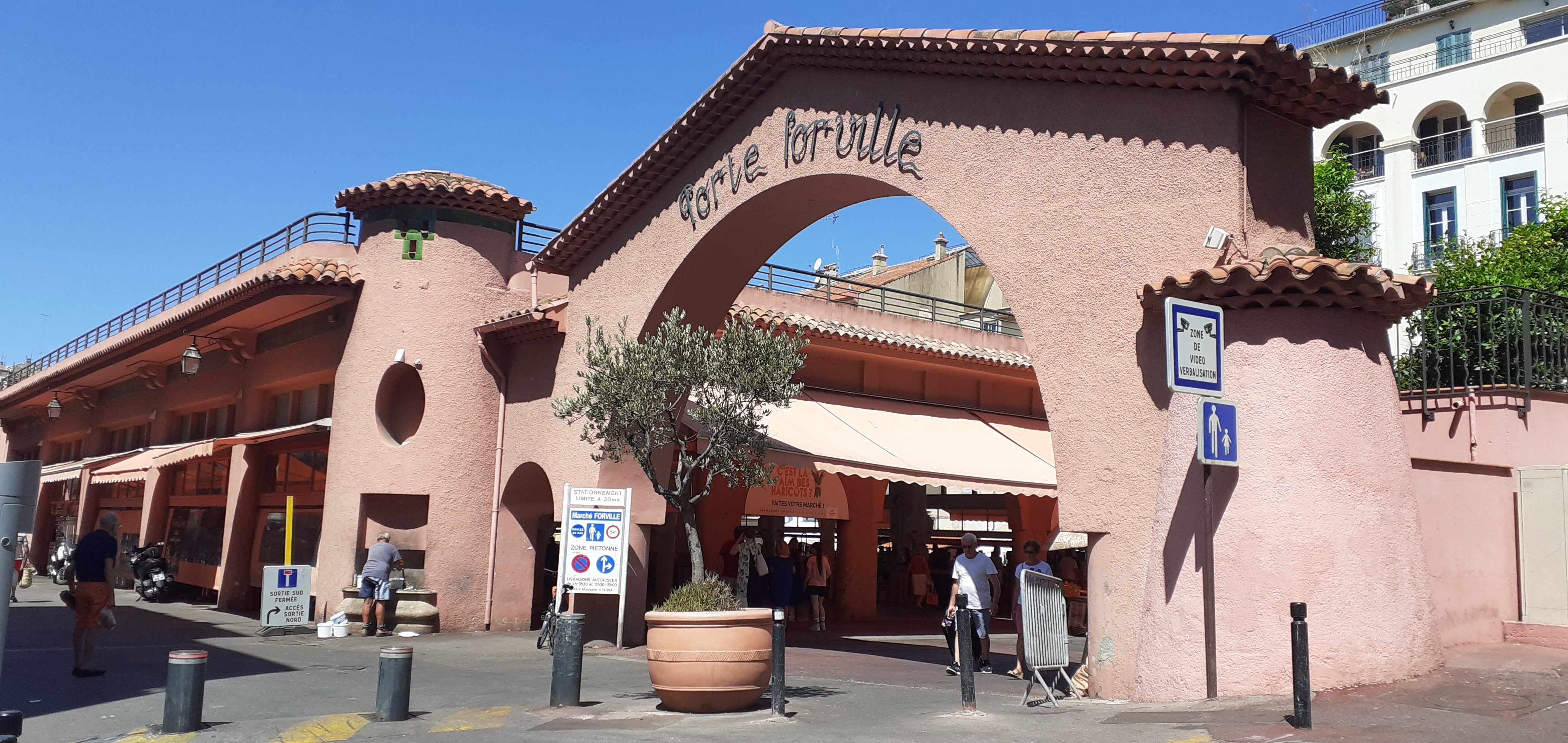
Le marché Forville au pied du Suquet.

Cannes est au centre de la zone d'emploi de Cannes-Antibes qui comptait en 2007 401 174 habitants, les Cannois représentant 17,66 % du total. Outre les entreprises du pôle aéronautique, le centre spatial de Cannes - Mandelieu et les grands hôtels, la mairie et le centre hospitalier sont parmi les plus importants employeurs de la commune qui comptait en 2007 10 665 entreprises et 39 636 emplois.
Cinq marchés sont organisés dans la commune, tous les jours à La Bocca, Forville, Gambetta et aux Allées de la Liberté et tous les mardis et vendredis place Saint-Jinjin.

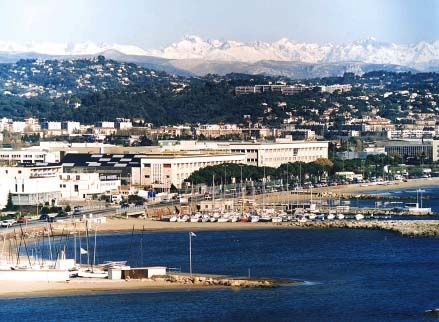
L'établissement cannois de Thales Alenia Space.

La concentration de population et les grandes entreprises entraînent des risques de pollution, comme avec le centre hospitalier, la blanchisserie Belisa, la STP recensés pour leurs importants prélèvements en eau potable et le centre spatial de Cannes - Mandelieu (Thales Alenia Space France) pour ses rejets de trichloréthylène, de nickel, de plomb et autres déchets dangereux.

### Emploi, revenus et niveau de vie
En 2007, le taux de chômage dans la commune était fixé à un taux très élevé atteignant 14,8 % de la population active communale. Une proportion de travailleurs, nettement moindre que dans le reste du pays, comportait des ouvriers, mais beaucoup étaient classifiés dans la catégorie des employés. En 2007, le revenu net imposable moyen s’élevait à 23 406 euros mais 46,5 % de la population était non imposable.
Le revenu fiscal médian par ménage était de 16 636 euros, ce qui plaçait la commune au 15 406e rang parmi les 30 687 communes de plus de cinquante ménages que compte le pays.
La même année, d’après une étude de Citi Private Bank, Cannes était la commune la plus chère de France pour le prix de l’immobilier de luxe, avec 15 000 euros du mètre carré, devant Saint-Tropez, Nice, Deauville, La Baule, Biarritz, Vernon, Dinard, Aix-les-Bains, Évian et Paris.
En 2006, 1 734 contribuables étaient assujettis à l’impôt de solidarité sur la fortune avec un patrimoine moyen de 1 715 382 € soit plus que la moyenne nationale. Ce paradoxe fait de Cannes une commune où il est difficile de se loger pour la population communale, ce qui entraîne des fuites de population vers les territoires voisins et peut engendrer l'arrivée de travailleurs étrangers au territoire sur la commune.
| Répartition des emplois par catégorie socioprofessionnelle en 2007. |              |                                           |                                                   |                            |          |          |
|                                                                     | Agriculteurs | Artisans, commerçants, chefs d’entreprise | Cadres et professions intellectuelles supérieures | Professions intermédiaires | Employés | Ouvriers |
| Cannes                                                              | 0,1 %        | 9,0 %                                     | 14,8 %                                            | 24,6 %                     | 36,0 %   | 15,5 %   |
| Zone d’emploi de Cannes-Antibes                                     | 0,4 %        | 9,4 %                                     | 18,3 %                                            | 24,4 %                     | 30,9 %   | 16,6 %   |
| Moyenne nationale                                                   | 2,1 %        | 6,0 %                                     | 15,7 %                                            | 24,7 %                     | 28,6 %   | 22,9 %   |
| Sources : Insee,.                                                   |              |                                           |                                                   |                            |          |          |

| Répartition des emplois par secteur d'activité en 2007. |             |           |              |                                       |                                                              |
|                                                         | Agriculture | Industrie | Construction | Commerce, transports, services divers | Administration publique, enseignement, santé, action sociale |
| Cannes                                                  | 0,3 %       | 7,8 %     | 4,4 %        | 59,8 %                                | 27,6 %                                                       |
| Zone d’emploi de Cannes-Antibes                         | 0,7 %       | 10,4 %    | 7,1 %        | 54,8 %                                | 27,0 %                                                       |
| Moyenne nationale                                       | 3,1 %       | 14,6 %    | 6,8 %        | 45,0 %                                | 30,5 %                                                       |
| Sources : Insee,.                                       |             |           |              |                                       |                                                              |

### Commerce
Une zone touristique internationale (ZTI), où les commerces de détail peuvent déroger au repos dominical des salariés, a été délimitée sur une partie du territoire de la commune par un arrêté en date du 5 février 2016.

### Tourisme

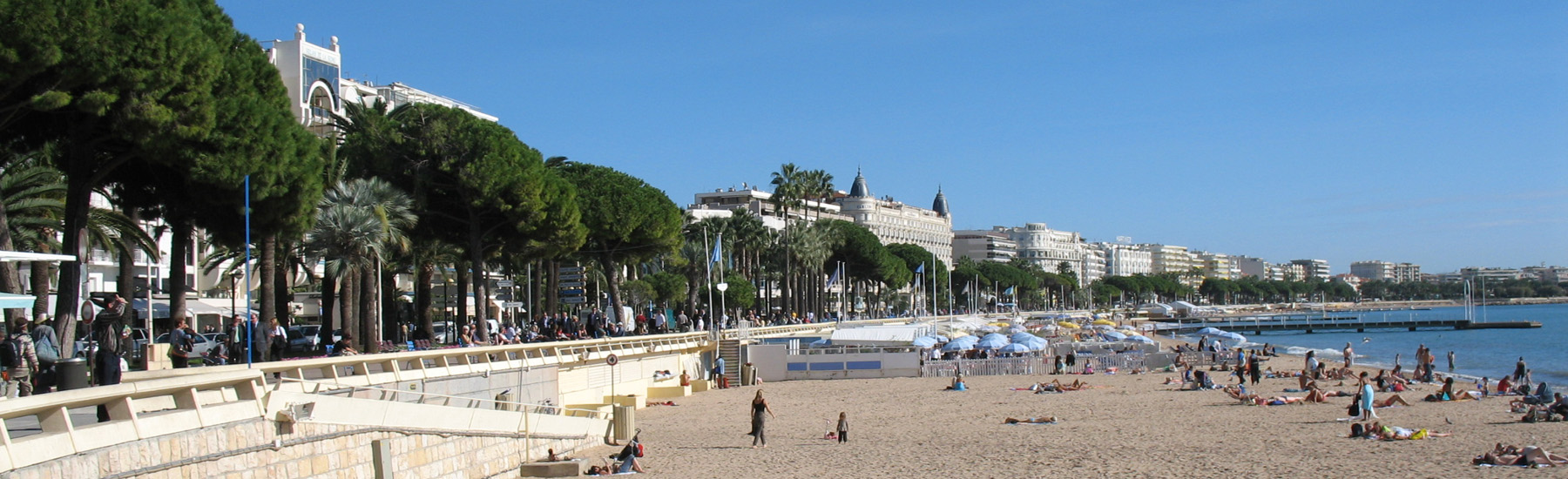
La Croisette avec la plage publique Macé au premier plan.

Située sur la Côte d'Azur au climat clément, classée station climatique depuis le 20 février 1915, dotée d’infrastructures assurant un accès facile et organisatrice de congrès et festivals d’envergure internationale, la commune dispose sur son territoire de 100 hôtels totalisant 6 000 chambres, dont 32 étaient classés quatre étoiles ou plus dont des hôtels de renom comme le Carlton, le Martinez Le Majestic, le Grand Hôtel, le JW Marriott et le Radisson blu 1835 Hotel & Thalasso. La commune dispose aussi de trois casinos, le « 3.14 » géré par le groupe Partouche, le « Croisette » et « Les Princes » gérés par le groupe Lucien Barrière.
Un terrain de camping trois étoiles dispose en plus de 220 places. Cependant, la commune apparaît être une commune majoritairement résidentielle à l’année puisque seulement 36,5 % des logements étaient des résidences secondaires en 2007.

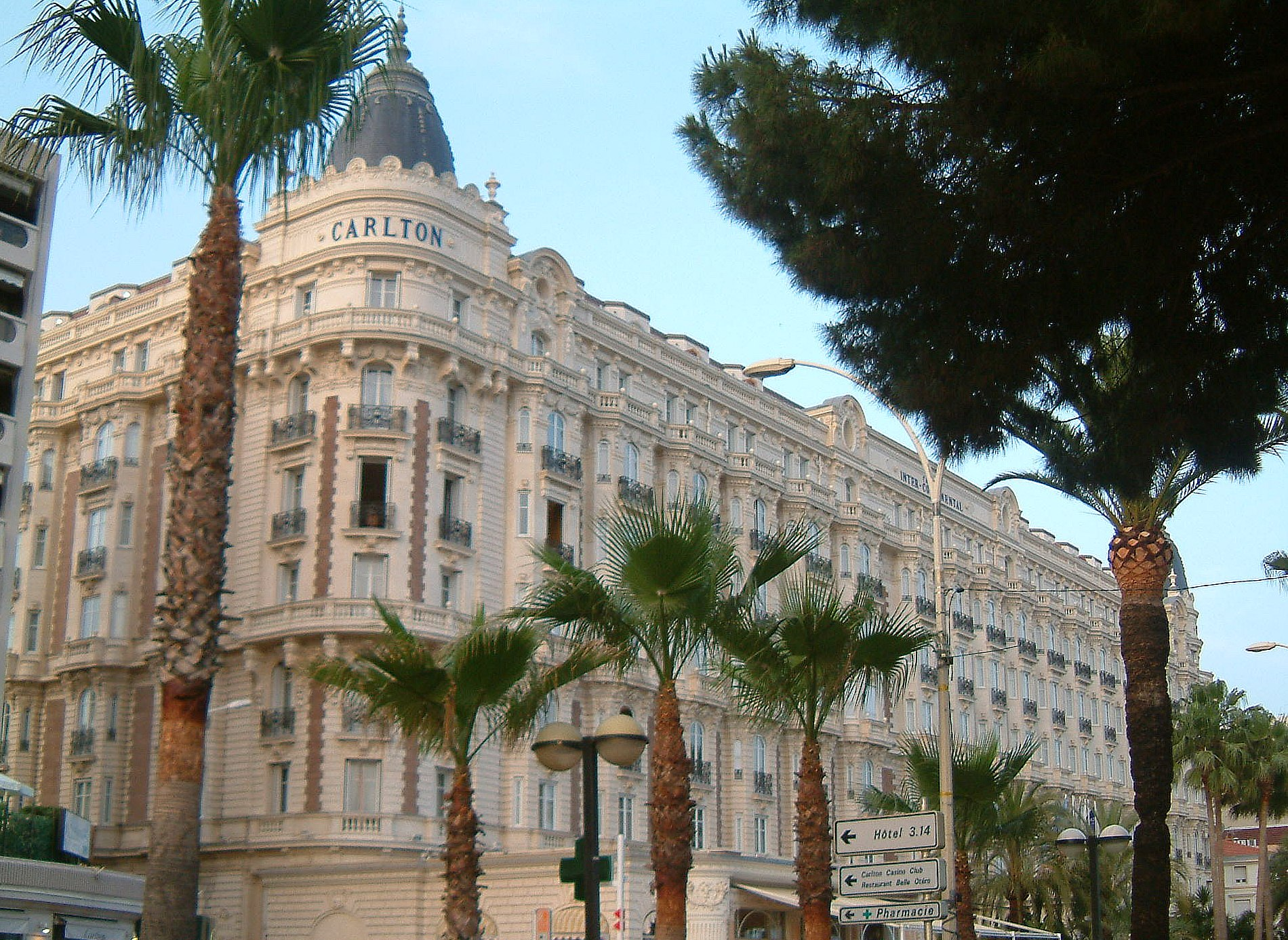
Le Carlton.
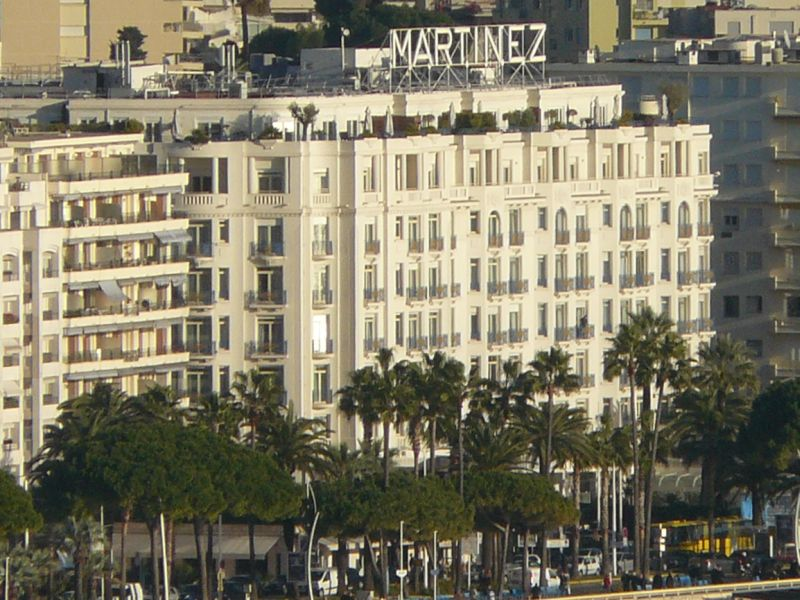
Le Martinez.
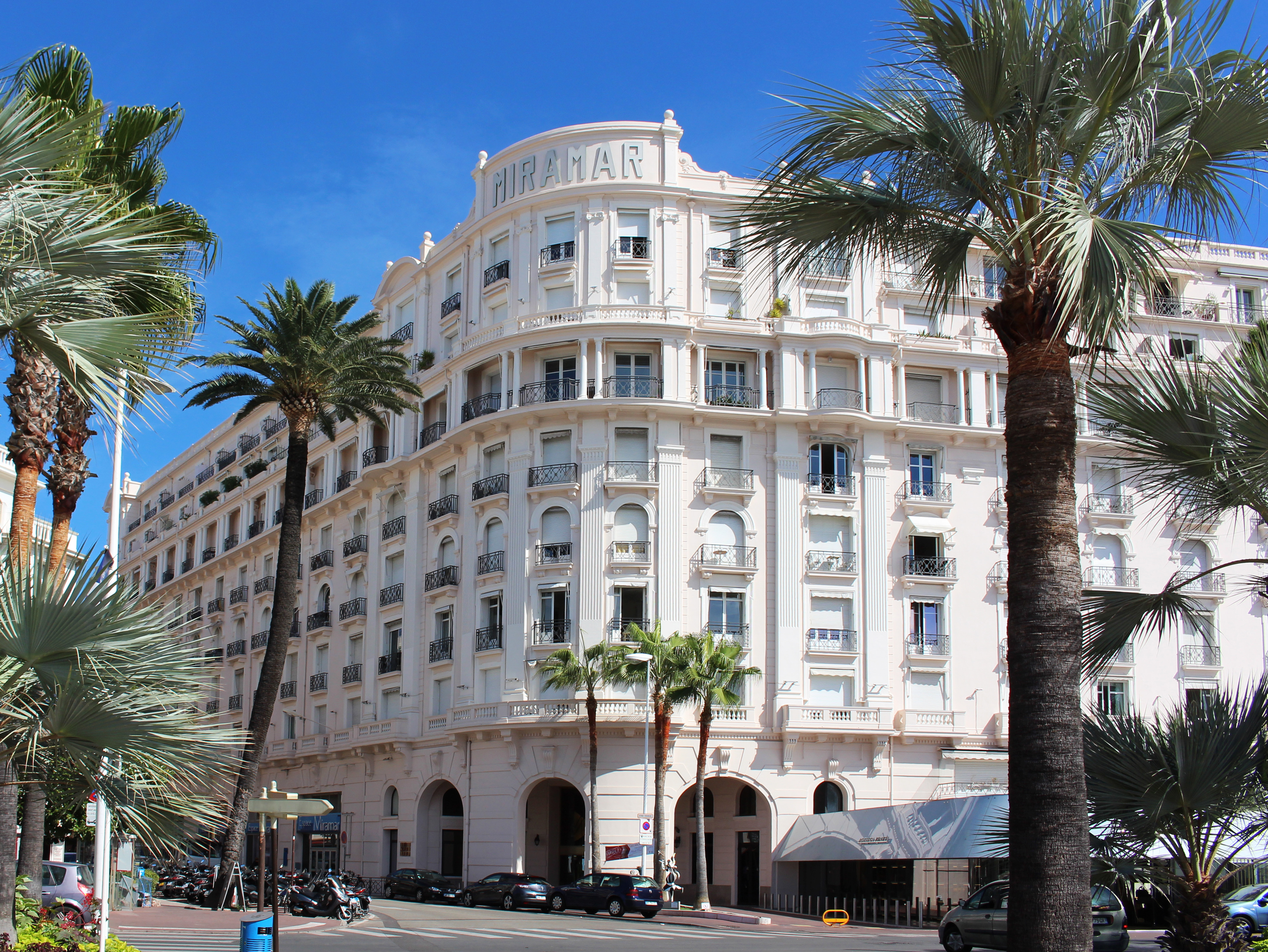
Hôtel Miramar.
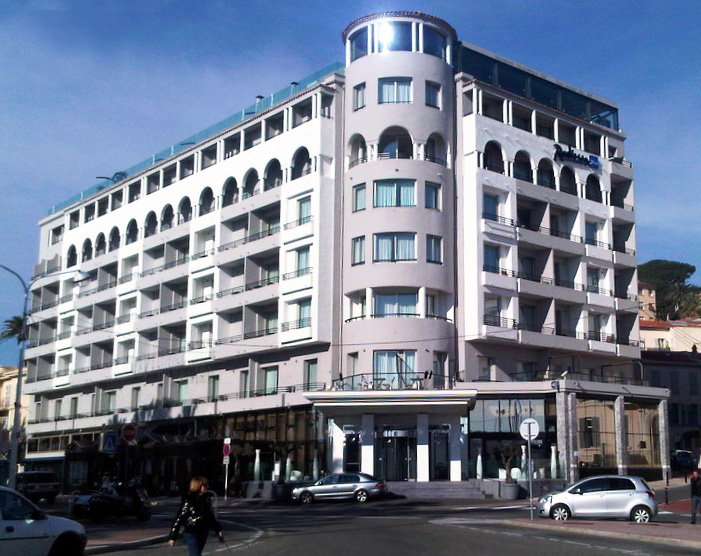
Hôtel Radisson blu.
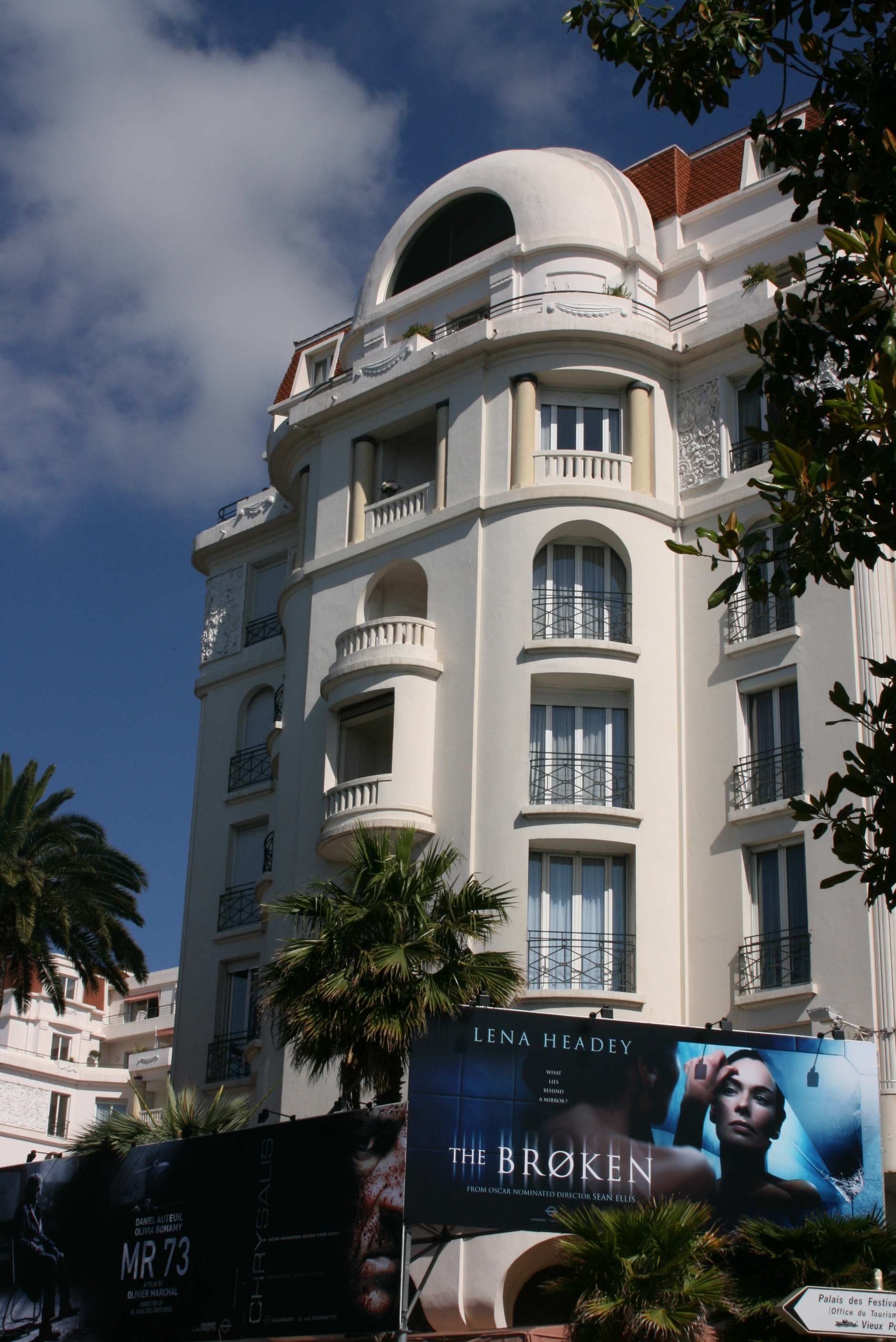
Le Majestic.

### Industrie aéronautique et spatiale
À l’ouest de la commune, dans le quartier de La Bocca, est installé l'établissement cannois de Thales Alenia Space France, qui est devenu progressivement le premier constructeur de satellites en Europe. C’est en particulier à Cannes que sont réalisés tous les satellites Météosat et la série de satellites de communication Spacebus.
C’est la première industrie des Alpes-Maritimes avec plus de 2 500 personnes, soit 2 000 employés et plus de 500 prestataires.
Une association des retraités (Cannes Aéro Spatial Patrimoine) organise des visites du site, contribuant ainsi au tourisme industriel.

### Agriculture
En 2000, 15 exploitations agricoles étaient encore actives dans la commune, occupant 47 hectares intégralement destinés au maraîchage ; elles employaient 78 personnes.

## Événements et manifestations

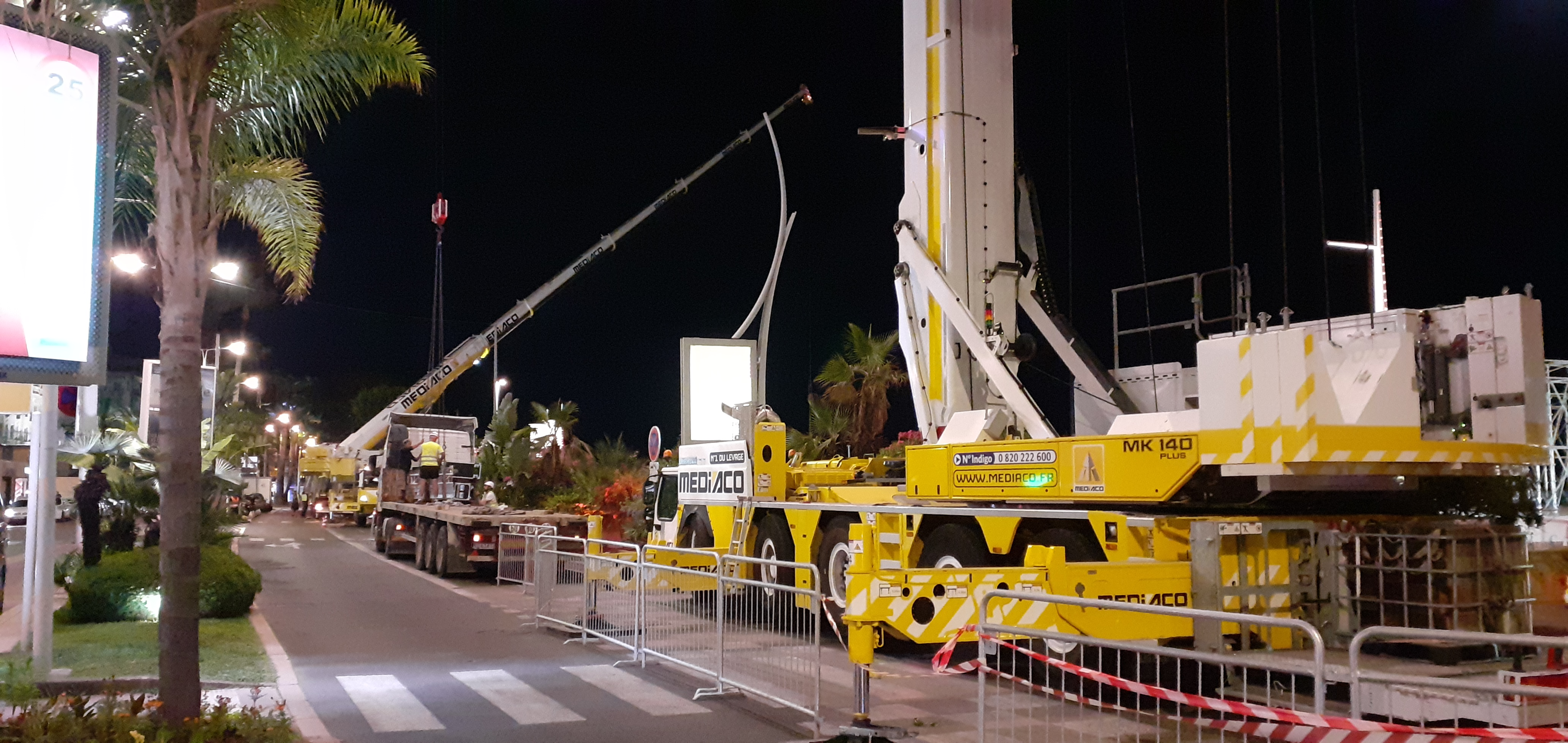
Travaux nocturnes de préparation d'évènements publicitaires sur la Croisette (ici le Festival international de la créativité, juin 2022).

Tout au long de l'année sans interruption, Cannes est le cadre d'évènements et de manifestations de portée internationale (festivals, congrès, etc) organisés dans le centre de Cannes. Des structures démontables sont érigées sur le boulevard de la Croisette et ses plages privées afin d'en augmenter la capacité d'accueil. Elles nécessitent la mise en place d'importants moyens de levage mis en œuvre lors de travaux nocturnes.

### Palais des festivals et des congrès
Cannes est mondialement connue pour accueillir dans son vaste Palais des festivals et des congrès le festival de Cannes, En parallèle du festival est organisé le marché du film de Cannes durant lequel est négociée la distribution des œuvres présentées. Dotée d’infrastructures de grande ampleur, elle accueille aussi d’autres manifestations à rayonnement international dont en janvier le marché international de l'édition musicale depuis 1967 ouvert chaque année par les NRJ Music Awards, en février le festival international des jeux depuis 1987 au cours duquel est organisé le festival de scrabble francophone, en mars le Marché international des professionnels de l'immobilier, en avril le marché international des programmes de télévision, en juin le festival international de la publicité depuis 1954, en septembre le festival de la plaisance depuis 1978, le Symposium international de l’eau depuis 1998, faisant de cette commune la deuxième ville de congrès en France après Paris.
Elle a aussi accueilli en 1959 et 1961 le concours Eurovision de la chanson dans la précédente enceinte du palais des festivals. De nombreux festivals, spectacles et évènements thématiques temporaires sont en outre organisés dans les diverses structures dont dispose la commune.
L'organisation de ces événements nécessite parfois l'emploi de moyens de levage de gros tonnage mis en œuvre la nuit et destinés à la construction de structures publicitaires éphémères le long des plages privées.

### Festival du film

La Palme d'or du festival, en référence à la légende de saint Honorat ou aux palmiers de la Croisette ?

Le festival de Cannes, fondé en 1946 sur un projet de Jean Zay, ministre de l'Éducation nationale et des Beaux-arts du Front populaire, et appelé jusqu’en 2002 le Festival international du film, est un festival de cinéma international se déroulant chaque année à Cannes (Alpes-Maritimes, France) durant douze jours. Il est devenu, au fil des années, le festival de cinéma le plus médiatisé au monde, notamment lors de la cérémonie d'ouverture et la montée des marches : le tapis rouge et ses vingt-quatre « marches de la gloire ». Chaque année, durant la seconde quinzaine de mai, des cinéastes et des milliers de journalistes se déplacent à Cannes. Les principales projections ont lieu au Palais des festivals et des congrès.
Parallèlement au Festival, plusieurs sections ont été créées au fil des ans. Parmi elles, on retrouve la Quinzaine, la Cinéfondation, la Semaine de la critique, Un certain regard, et surtout le Marché du film de Cannes, le premier au monde, en importance, avec 11 000 participants. Les producteurs et distributeurs y trouvent des partenaires pour le financement de leurs projets de films, et vendent les œuvres déjà tournées aux distributeurs et télévisions du monde entier.
Ce Festival, manifestation touristique et mondaine, a été créé pour récompenser le meilleur film, le meilleur réalisateur ou le meilleur acteur et la meilleure actrice d'une compétition internationale de films. Ultérieurement, d'autres prix décernés par un jury de professionnels, d'artistes et d'intellectuels, sont apparus, comme le Prix du Jury, le Grand Prix et surtout la Palme d'or. Aujourd'hui, la sélection officielle se veut le reflet de la production cinématographique mondiale. La compétition met généralement en exergue le cinéma d'auteur ou de recherche.

### Festival de la plaisance

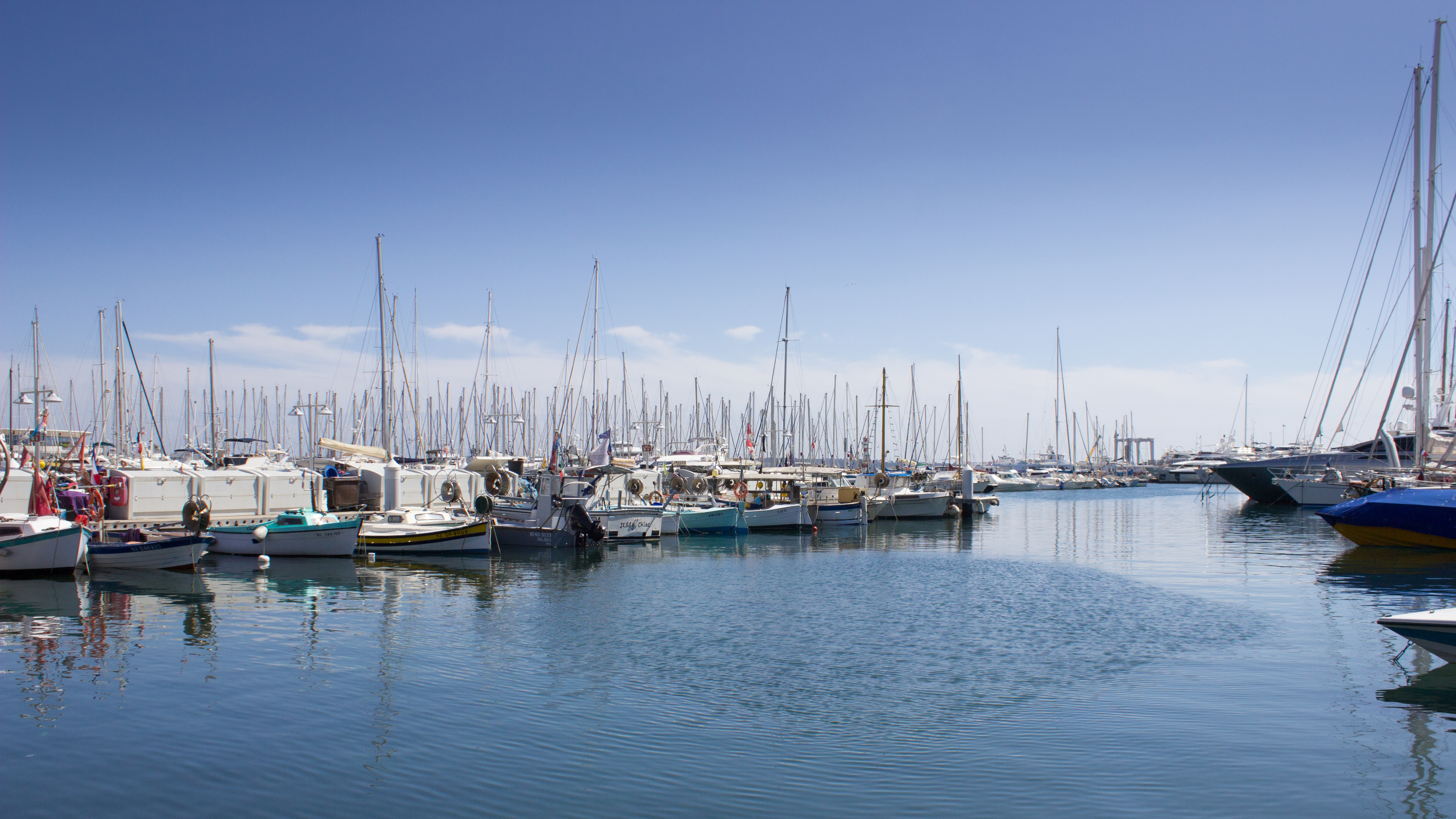
Vieux-Port de Cannes.

Plus grand salon à flot d'Europe, proposant des essais en mer, et premier rendez-vous dans le calendrier du nautisme international le Festival de la plaisance de Cannes se déroule annuellement en trois lieux, le Vieux-Port, le port Pierre-Canto et l'espace Riviera du palais des festivals et des congrès, durant six jours à la mi-septembre. La 35e édition de 2012 rassemblait 438 exposants (222 nationaux et 216 internationaux) et 45 155 visiteurs.

### Cannes Lions International Festival of Creativity
Cet évènement est un salon qui rassemble à Cannes chaque année les professionnels de la communication et les publicitaires (courts métrages, annonces publicitaires, affiches, etc.).

### NRJ Music Awards
Les NRJ Music Awards, créés en 2000 par la station de radio NRJ en partenariat avec la chaîne de télévision TF1, ont lieu tous les ans à la mi-janvier en direct du Palais des festivals et des congrès en guise d'ouverture du MIDEM. Depuis la 14e édition, en 2013, la cérémonie se déroule en fin d'année.

### Le salon Gastronoma

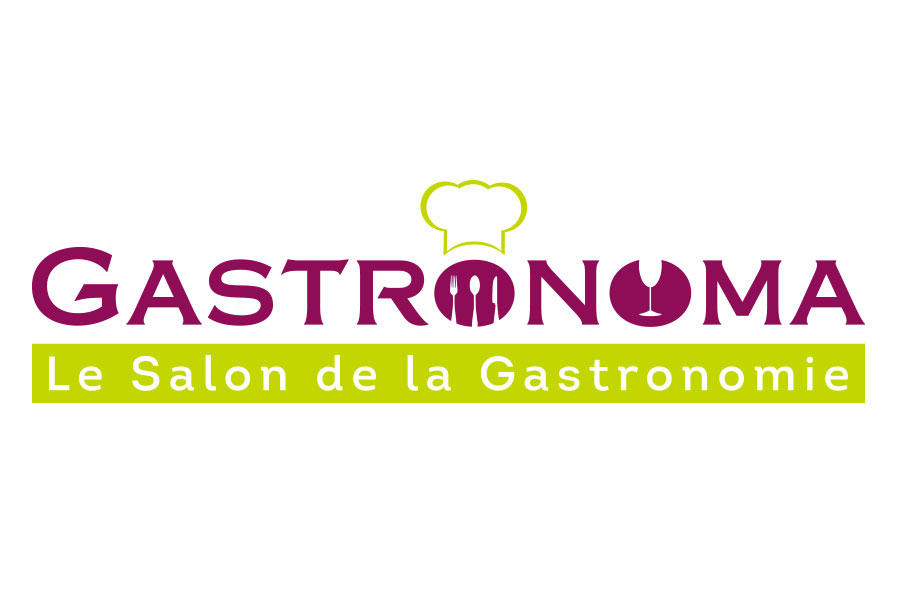
Logo du salon Gastronoma.

Le salon Gastronoma, créé en 2015 par l'agence de communication Media Group Consulting, a lieu deux fois par an au Palm Beach, à l'automne et au printemps.

### Festival international du film panafricain

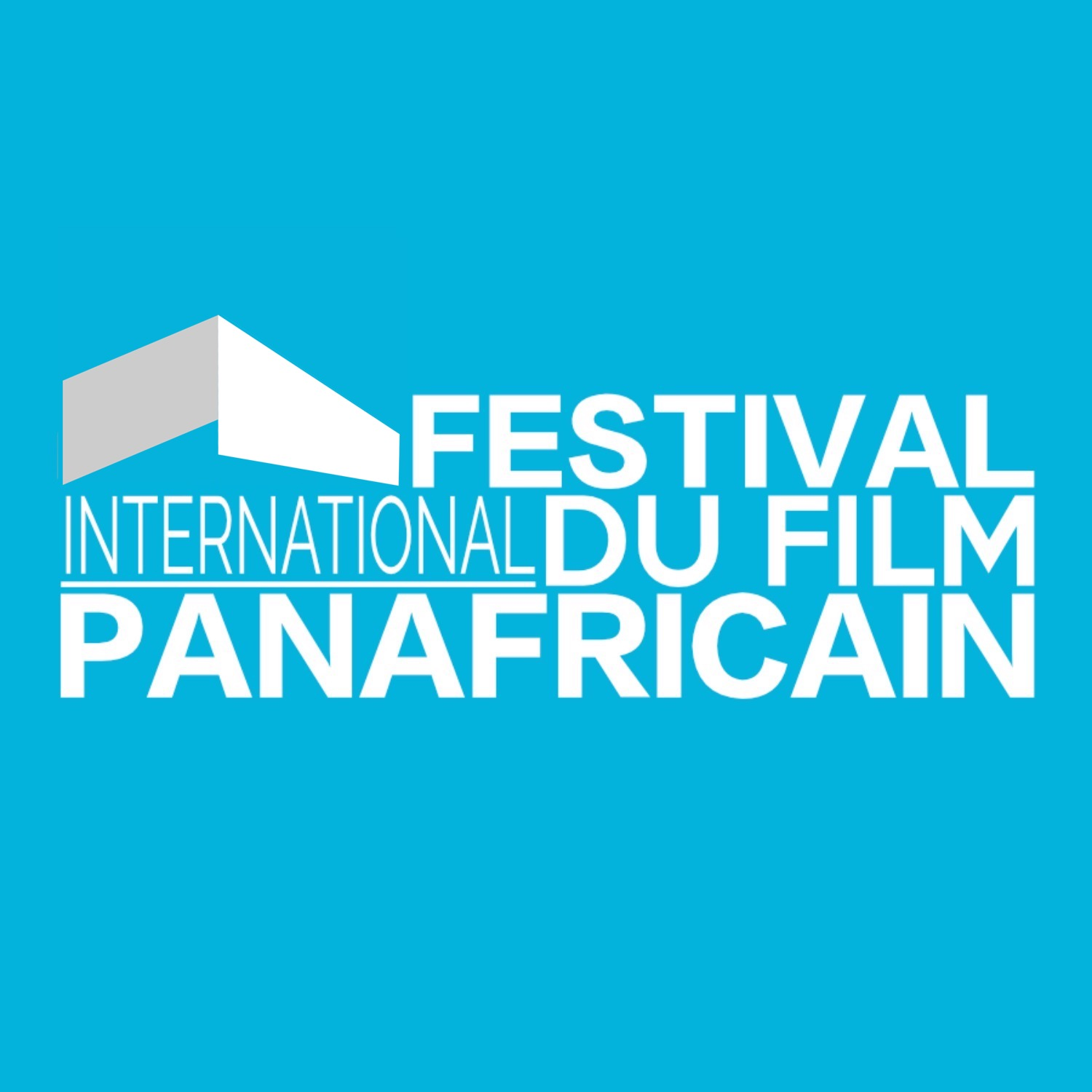
Logo du Festival international du film panafricain.

Le Festival international du film panafricain de Cannes a été créé et fondé par Eitel Basile Ngangue Ebelle et par l'association Nord Sud développement. Le Festival recherche des solutions spécifiques au développement du cinéma et des arts panafricains.
Depuis 2006, date de sa création, le Dikalo Award (en langue Douala-Cameroun) est décerné par un jury professionnel aux long et court métrages (fiction), au meilleur documentaire, au meilleur acteur et actrice.
Depuis 2018, le Festival international du film panafricain et l'association Nord Sud développement associent à ses activités de projection une convention NSD Institute consacrée au cinéma, à la création, l’éducation, la beauté, l’innovation, la culture et l’art. NSD Institute accueille des conférenciers, des ateliers et des exposants professionnels.

### Festival international des jeux

As d'or.

Le palais des festivals accueille un événement consacré aux mondes ludiques (jeu de société, jeu de rôle, jeu de plateau, jeu vidéo, etc.).
Son As d'or est désormais une référence.

### Festival d'art pyrotechnique de Cannes

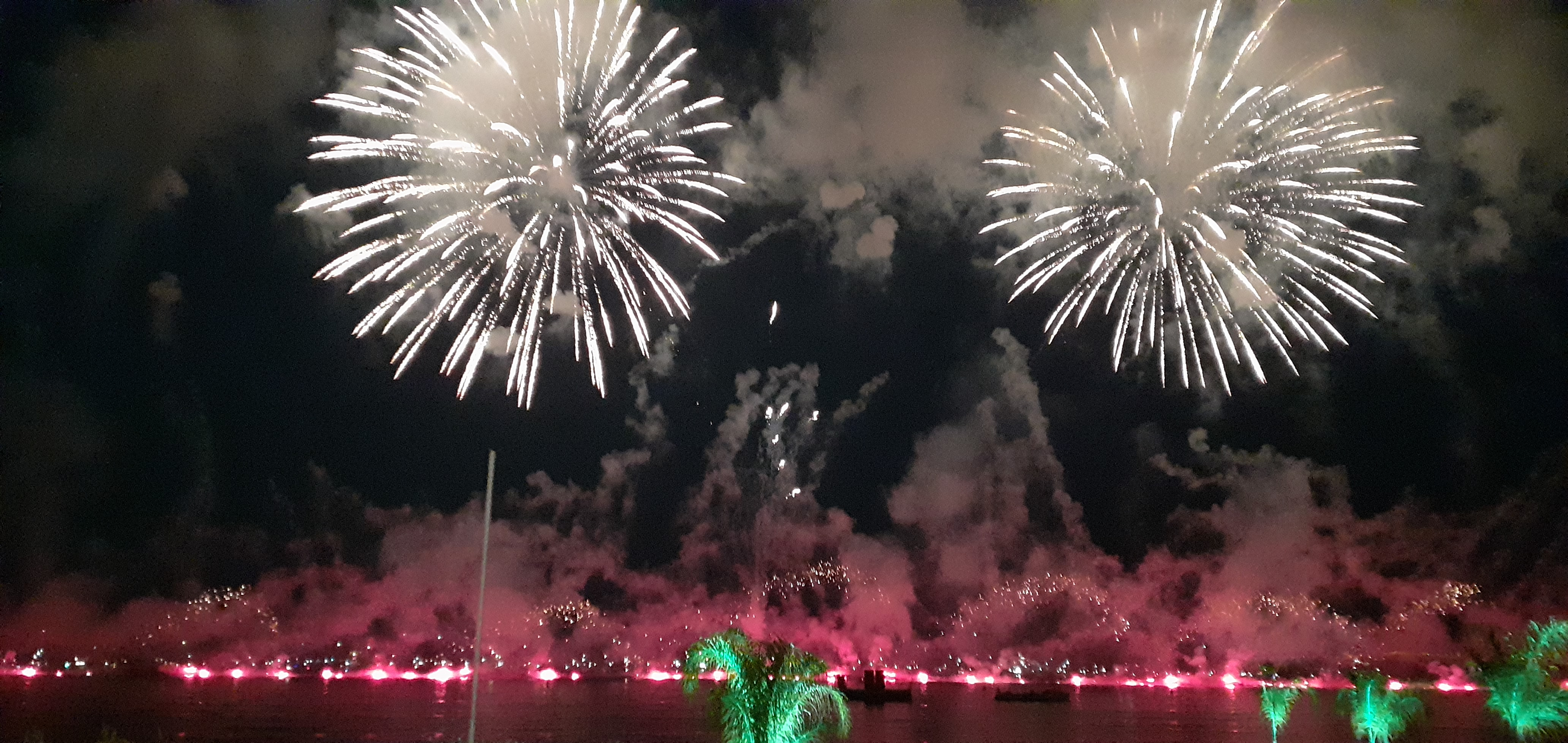
Feu d'artifice au-dessus de la baie de Cannes (festival 2021).

La baie de Cannes est le théâtre de tirs de feux d'artifice dans le cadre du festival d'art pyrotechnique qui se déroule chaque année en juillet et août.

### Festival de danse de Cannes
Créé en 1985 et organisé tous les deux ans au Palais des festivals et des congrès, le festival international de la danse classique et contemporaine peut accueillir jusqu'à 28 compagnies françaises et internationales.

### Les Plages électroniques

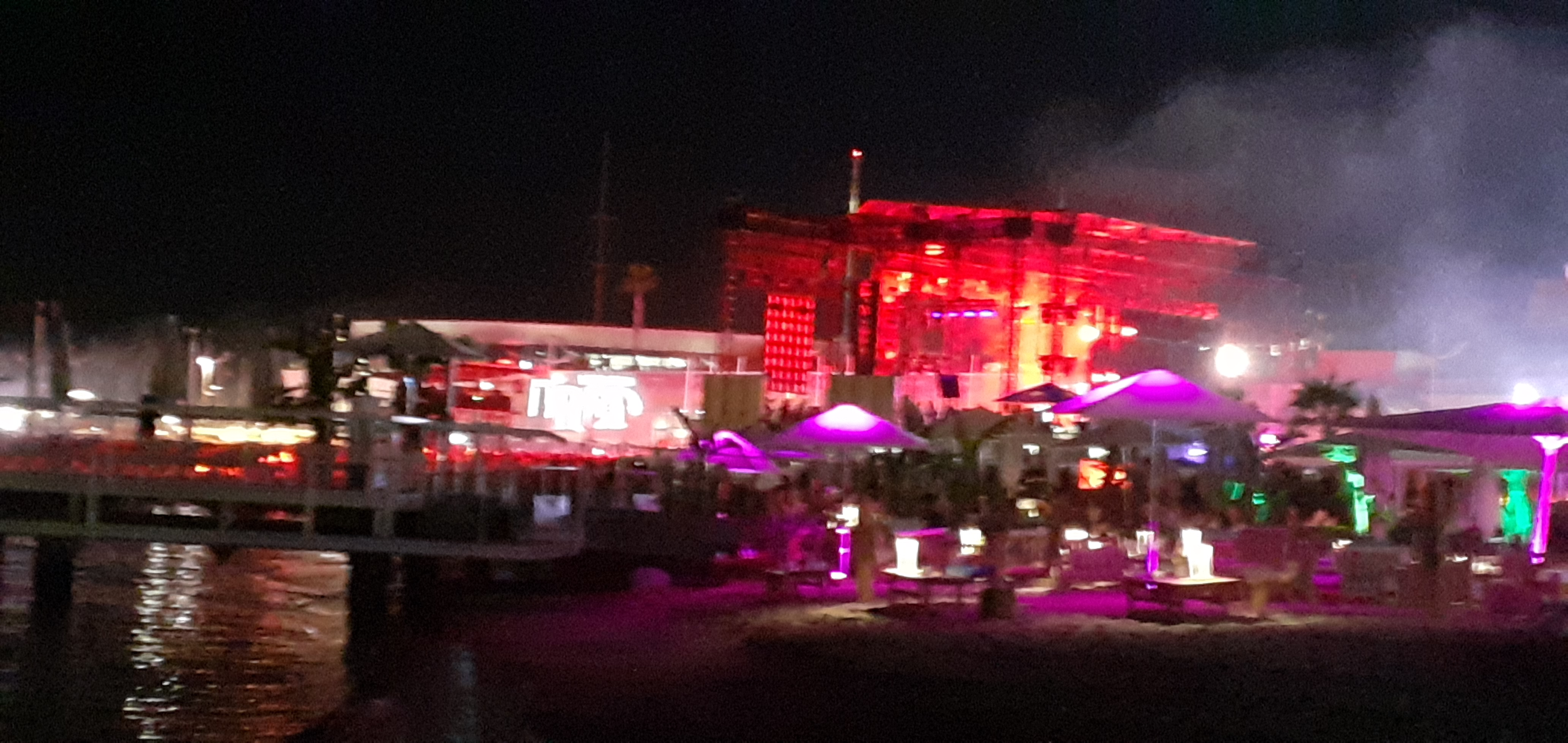
Les Plages électroniques de Cannes 2022.

### Les régates royales de Cannes
Les régates royales sont une manifestation qui rassemble des yachts à voile de tradition qui s'affrontent pendant six jours dans la baie de Cannes.

### Le Festival International du Film Ecologique et Social (FIFES)
Le festival international du film écologique et social est une manifestation annuelle créée en 2020 qui rassemble, sur quatre jours et le week-end suivant le festival de Cannes, des acteurs des transitions, un jury international, avec des projections dans les cinémas de Cannes, un village temporaire sur les allées de la Liberté et une cérémonie de clôture à la Place de la Castre.

### Jumping international de Cannes
Compétition hippique de saut d'obstacles de niveau international se déroulant chaque année dans le quartier de la Pointe Croisette (stade des Hespérides).

### Triathlon de Cannes
Article détaillé : Cannes International Triathlon (de)
Le triathlon de Cannes comprend une épreuve de natation (2 kilomètres) réalisée à la Pointe Croisette, suivie de l'épreuve de cyclisme (107 kilomètres) dans la région cannoise et de la course à pied (16 kilomètres) en boucles sur le boulevard de la Croisette. Les zones de transition sont situées dans le quartier de la pointe Croisette.

### Course cycliste des Gentlemen
Course contre-la-montre de 10,3 km par équipe de deux, organisée par l’Étoile Sportive de Cannes sous l’égide de la Fédération française de cyclisme. Départ et arrivée sur la Croisette avec passage à Golfe-Juan. La 71e édition se tiendra en février 2022.

### Cannes Urban Trail

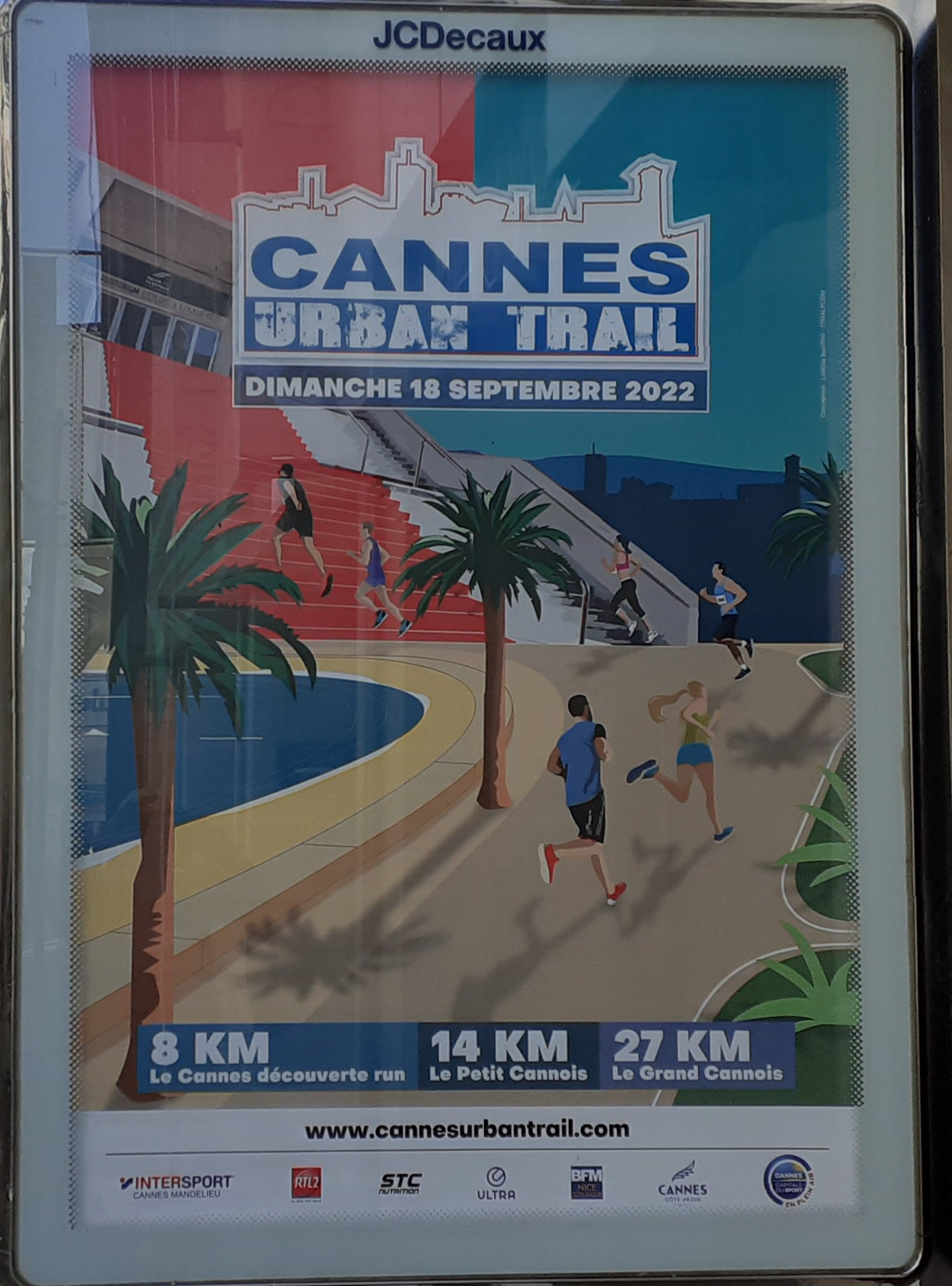
Affiche de l'édition 2022 du Cannes Urban Trail.

Épreuve entre course à pied et trail qui permet aux coureurs de sillonner la ville en passant par les endroits emblématiques de la ville et les collines environnantes. L'épreuve s'achève par la montée des marches du palais des Festivals.

### Pelote basque

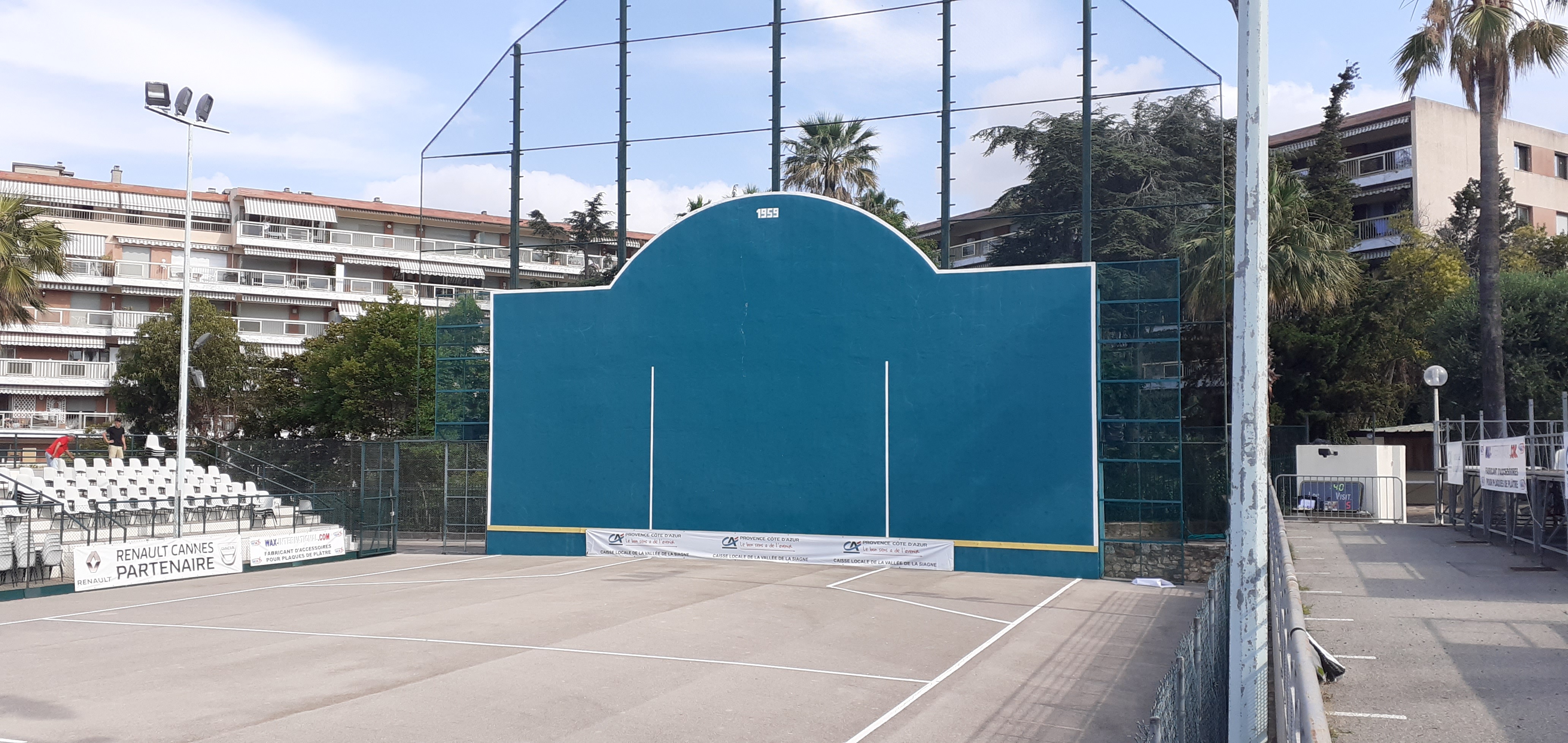
Le fronton municipal Michel Ughetto.

Chaque année, de nombreux événements sportifs de haut niveau autour de la pelote basque se déroulent à Cannes, notamment au fronton municipal Michel Ughetto inauguré le 6 septembre 1959, 4 avenue André-Capron dans le quartier de la Pointe Croisette, où se pratique les disciplines du grand chistera mais aussi de la pelote provençale,,,.

### Course aérienne
En 2018, Cannes a accueilli la Red Bull Air Race, la plus grande course aérienne du monde, une première en France qui a réuni 85 000 spectateurs autour de la baie de Cannes.

## Patrimoine

### Patrimoine naturel

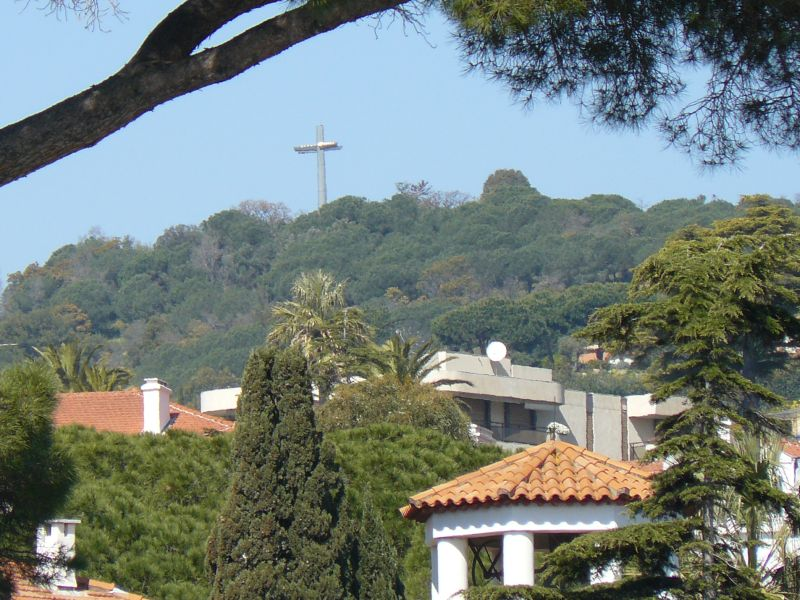
La colline de la Croix-des-Gardes abritant le parc naturel forestier éponyme, surmontée de la sculpture de l'artiste Jean-Yves Lechevallier.

La commune de Cannes a été récompensée par quatre fleurs au concours des villes et villages fleuris. Elle bénéficie du plusieurs parcs et jardins répartis sur le territoire, dont la butte de Saint-Cassien, le jardin de la Ferme, les squares Barthélémy, d’Aurèle, Sainte-Rosalie, de Morès, Frédéric-Mistral, Reynaldo-Hahn, du 8-Mai-1945, de Verdun, Méro, des Frères-Gaudino-Joly, René-Cassin et Léo-Callandry, les jardins du Suquet, de la Riviera, Albert-Ier, des Hespérides, de la villa Rothschild, du Périer et des Oliviers.
Le parc naturel forestier de la Croix-des-Gardes orné de la croix monumentale de Jean-Yves Lechevallier a été classé espace naturel sensible par le département et le conservatoire du littoral. Les îles de Lérins sont intégrées à une vaste zone du réseau Natura 2000.
Plusieurs sites de la commune ont fait l’objet d’un classement au titre de zone naturelle d'intérêt écologique, faunistique et floristique dont le vallon et le rocher de Roquebillière, les îles de Lérins, la plaine de la Siagne et la butte de Saint-Cassien. En 2010, la commune a été récompensée par l’écolabel Pavillon Bleu d'Europe comme son port Pierre-Canto.

### Monuments historiques

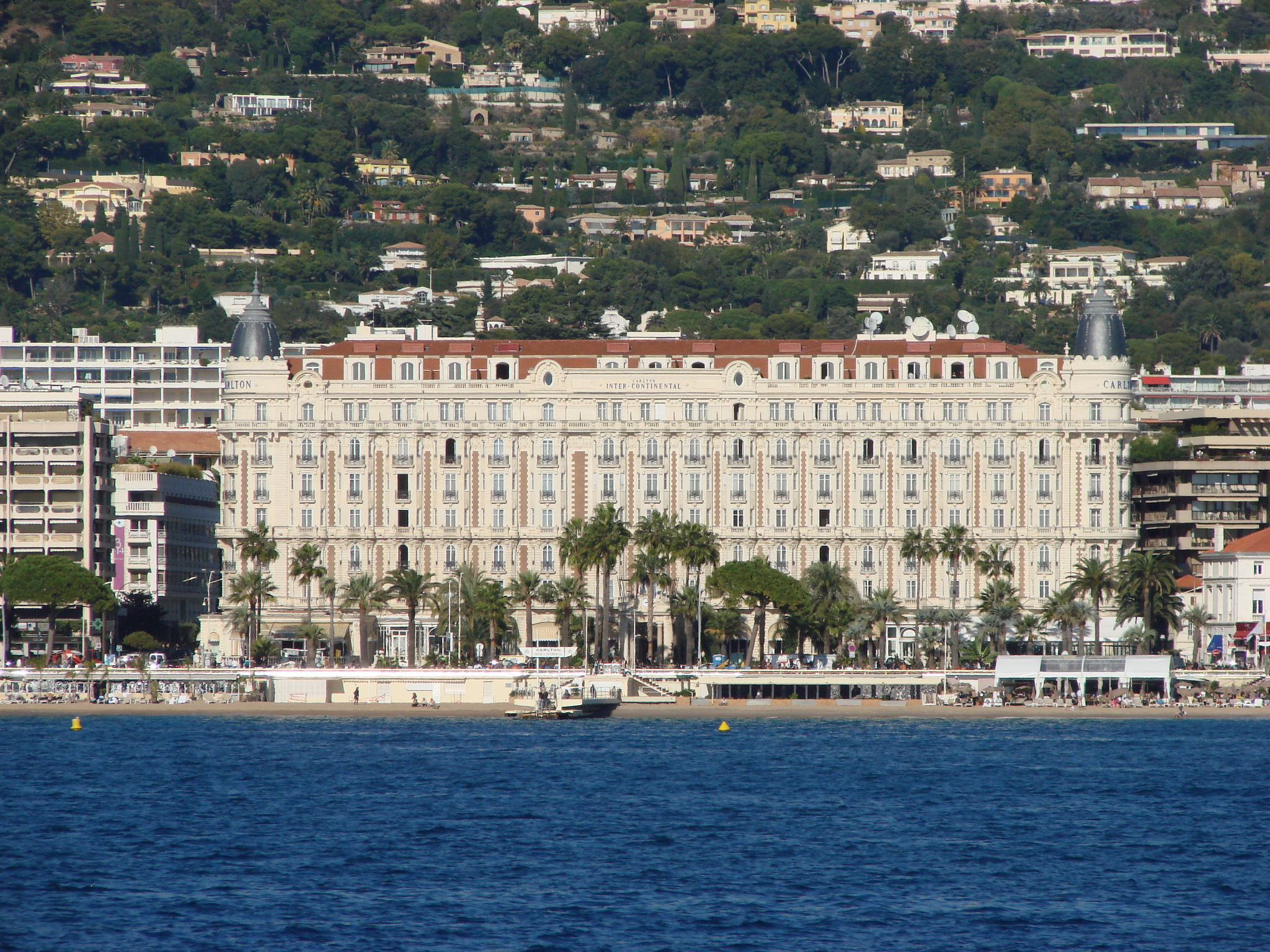
L’hôtel Carlton.
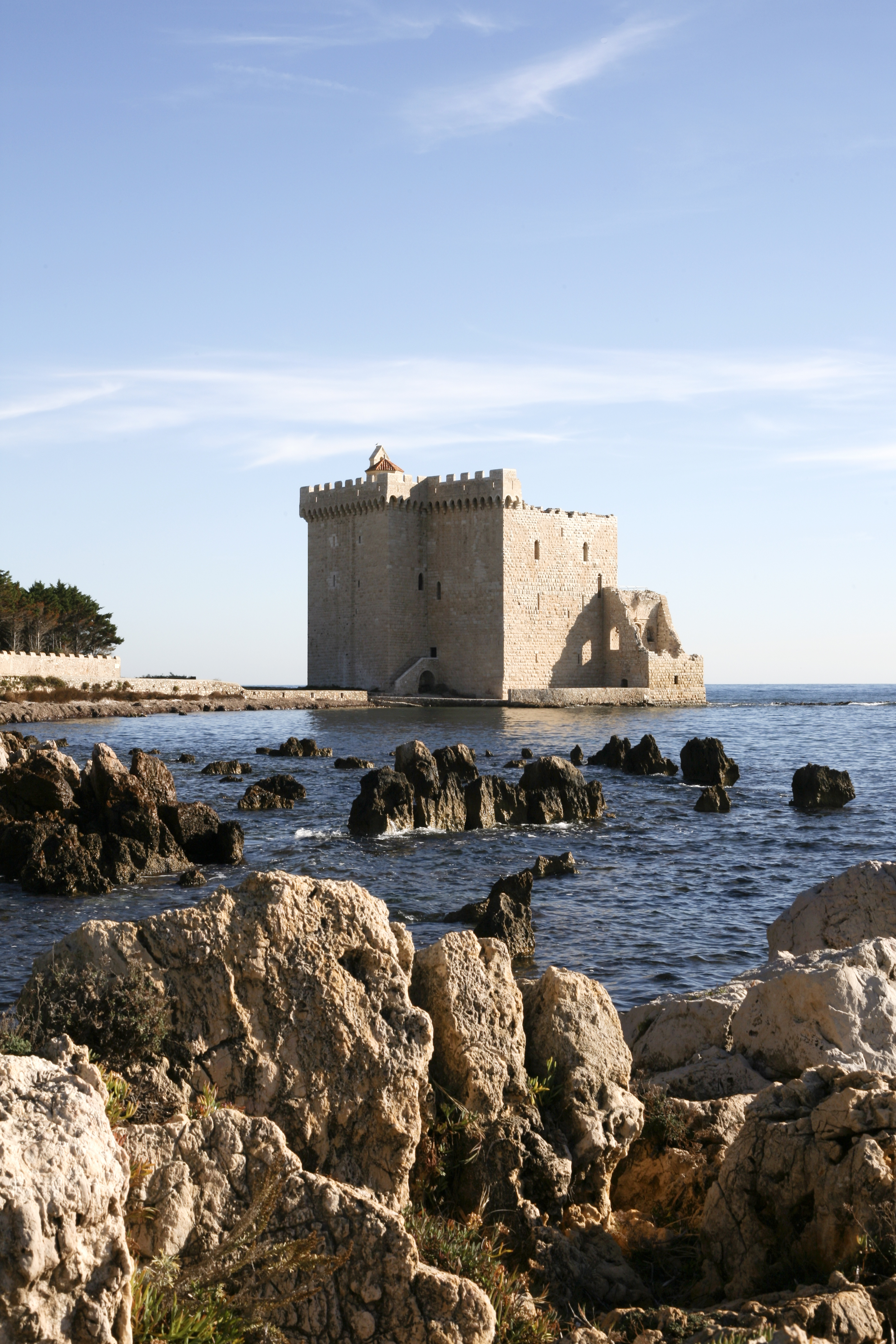
Le monastère fortifié de l'abbaye de Lérins.
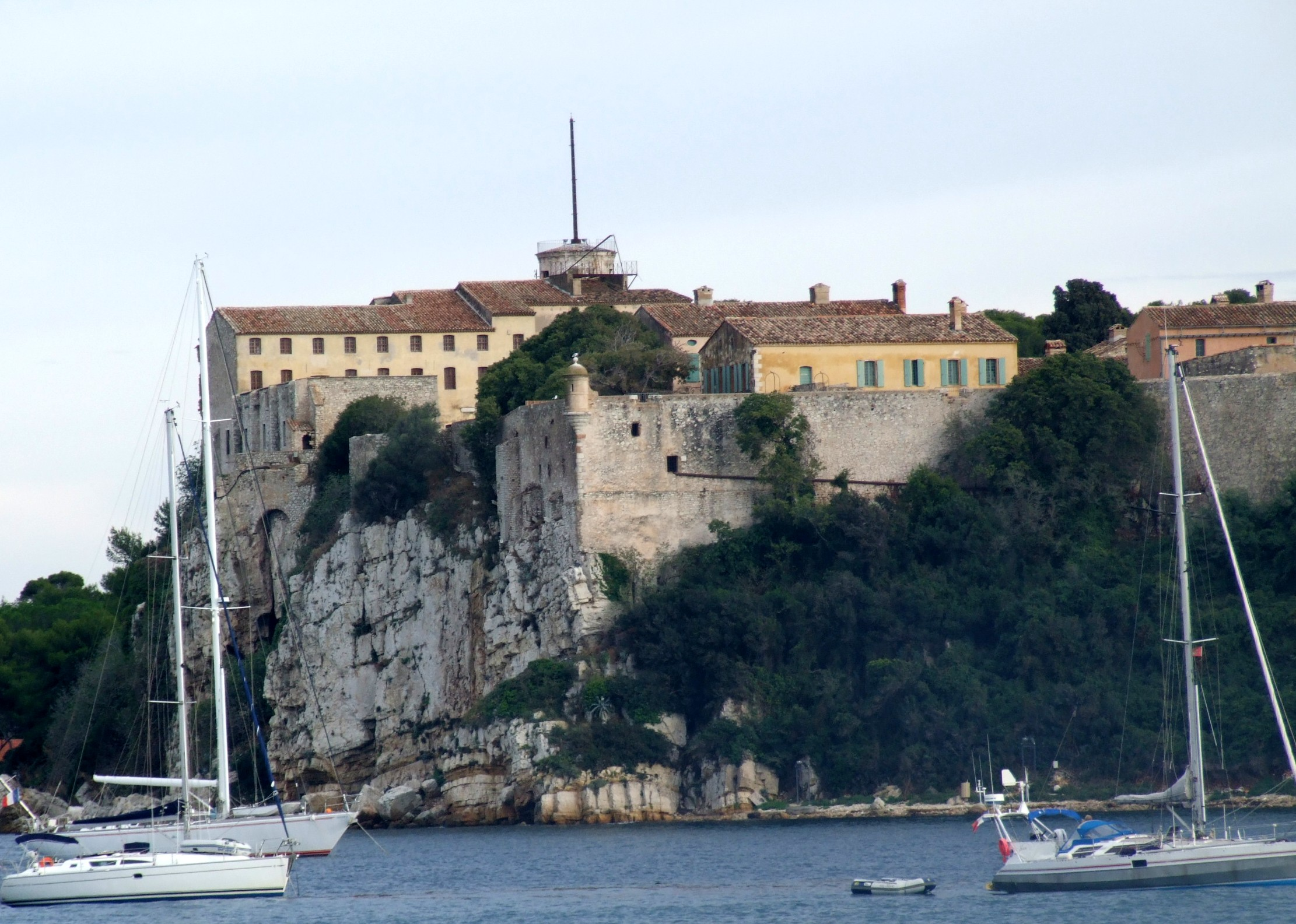
Le fort royal de l'île Sainte-Marguerite.
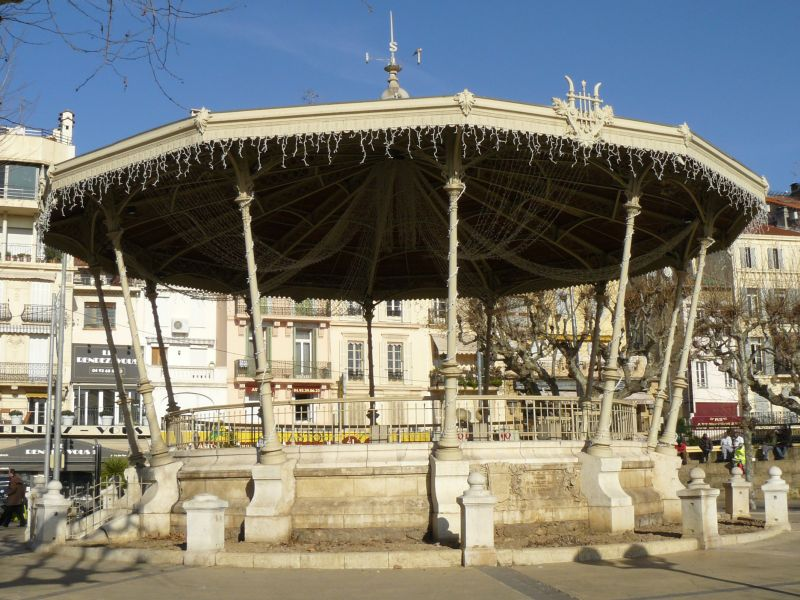
Le kiosque à musique des allées de la Liberté.

Seize sites ou édifices de la ville de Cannes sont ou au titre des monuments historiques.
725 sont recensés au titre du patrimoine balnéaire de Cannes et inscrits à l'inventaire général du patrimoine culturel.

Seize sites et édifices sont protégés au titre des monuments historiques, parmi lesquels des villas comme la villa Domergue inscrite le 19 septembre 1990,, et la villa Romée inscrite le 25 mars 1994. L’hôtel Carlton a été inscrit le 10 octobre 1984. Le kiosque à musique des Allées de la Liberté a été inscrit le 3 avril 1990. La batterie de la Convention a été inscrite le 6 juin 1933. La tour du Suquet a été classée le 28 juillet 1937. Le monastère fortifié de l’île Saint-Honorat a été classée dès 1840, les fours à boulets voisins ont été classés le 22 octobre 1908. Le fort royal de l'île Sainte-Marguerite a été classé le 27 juillet 1927.
Depuis 2014, des édifices religieux emblématiques de Cannes ont été rénovés et embellis. En 2021, la ville a reçu une distinction honorifique pour la restauration de l'Église Notre-Dame-de-Bon-Voyage (façade, vitraux, lustre, voûtes, colonnes, etc.) dans le cadre du concours Les Rubans du Patrimoine.

### Monuments non classés

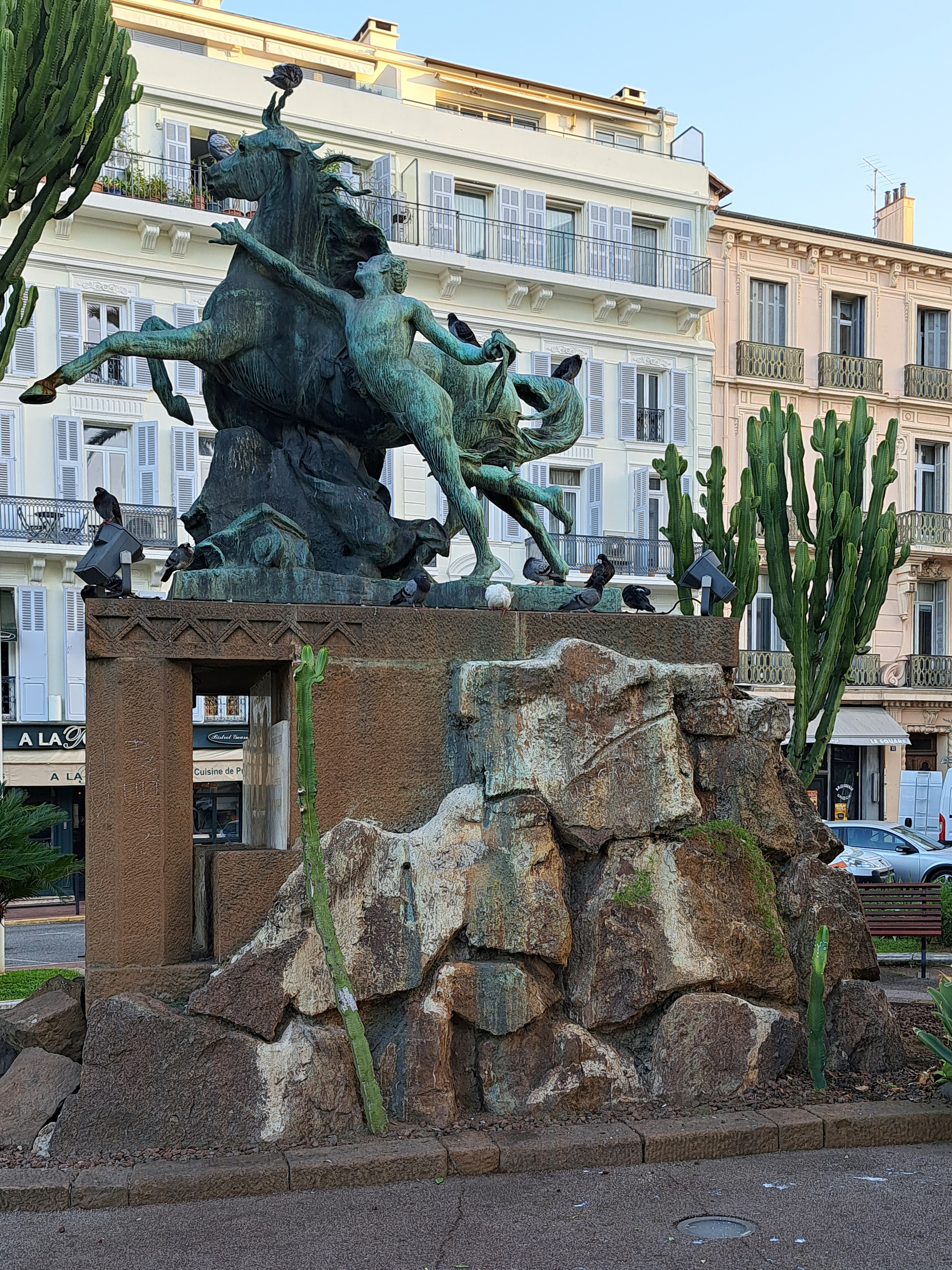
Arthur Le Duc, Course libre à Rome, ou La Reprise du vainqueur (1927), square Mérimée.

- Course libre à Rome, ou La Reprise du vainqueur, 1927, groupe en bronze, œuvre de Arthur Le Duc (1848 - 1918), square Prosper Mérimée[215],[216]. Une plaque en marbre gravé, fixée sur le socle réalisé par Silvestre Auniac (1889 - 1928), sculpteur à Cannes, mentionne mais sans date que cette œuvre a été offerte à la ville de Cannes par sa veuve Marie Célestine Lecomte (1878 - 1939). Pour l'histoire : couronné au Salon de 1914, le modèle en plâtre reste pendant toute la durée de la guerre dans les sous-sols du Grand Palais. En 1918 la veuve du sculpteur le retrouve et, résidant dans le Calvados, souhaite l'offrir à la Ville de Caen. Mais Caen était déjà bien pourvue en œuvres de Le Duc (Centaure et Bacchante, statue de Bertrand du Guesclin). L’abbé Sanson, émissaire et bon ami de la veuve, propose l'œuvre à la ville de Cannes. Le groupe est fondu au mois de mai 1926. Il est inauguré en 1927. En 1942, une lettre de protestation du maire de Cannes est adressée au préfet des Alpes-Maritimes contre le projet d’enlèvement de la statue[217].

### Monuments disparus

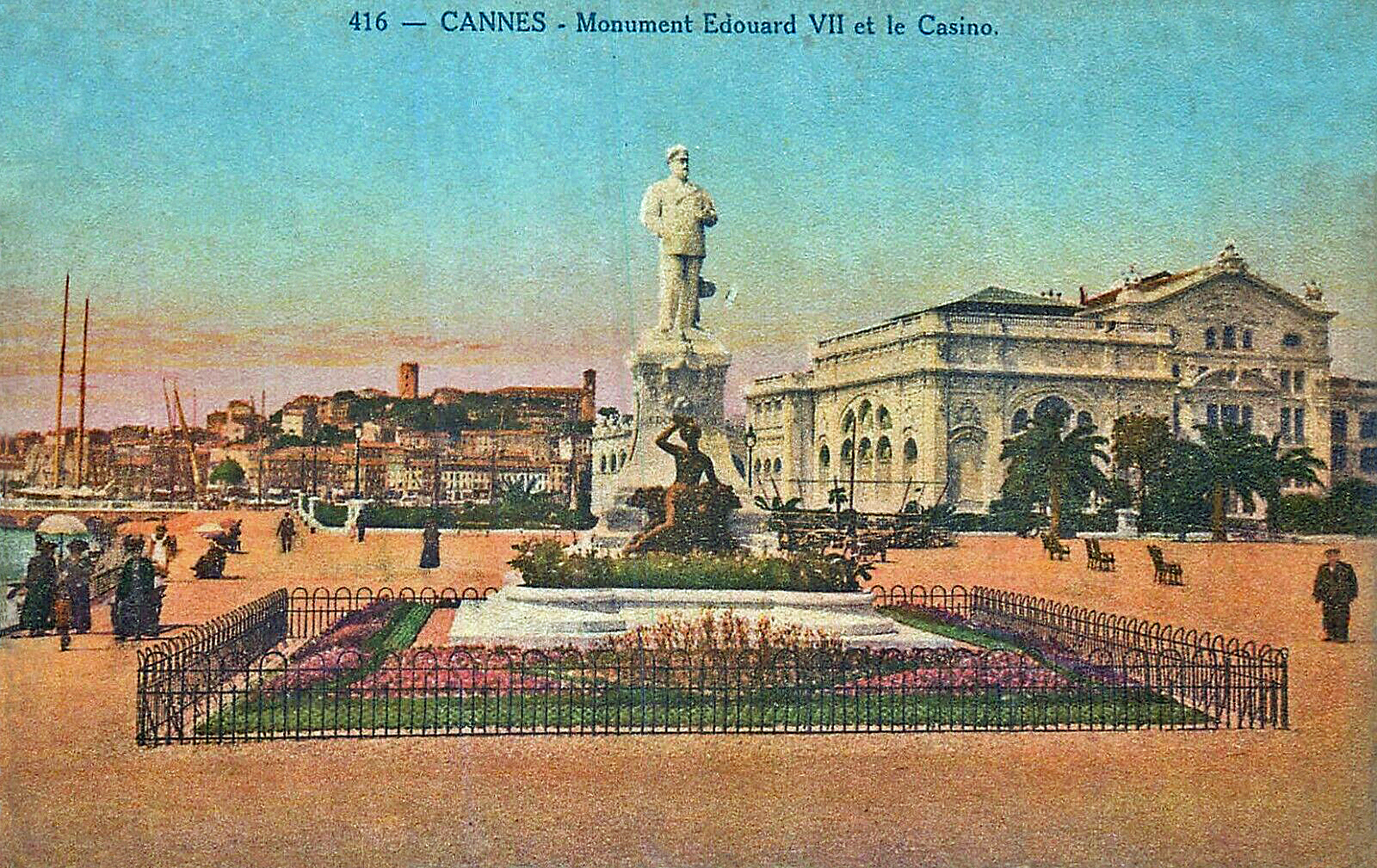
Monument Edouard VII et le Casino Municipal, jardins de la Croisette, ~ 1913.

- Monument à Édouard VII, en 1911 le grand-duc Michel Alexandrovitch de Russie (1878 - 1918) constitue un comité pour l'érection d’un monument en l'honneur d'Édouard VII (1841 - 1910). Il fut réalisé en marbre blanc par le sculpteur Denys Puech (1854 - 1942) et inauguré le 13 avril 1912. Il était situé dans les Jardins de la Croisette, près de l'ancien casino. Cette statue représentant Edouard VII en pied, reposait sur un haut piédestal orné de guirlandes dont la base était entourée d’une jardinière taillée dans le marbre. Un nu féminin en bronze symbolisant la ville de Cannes assis au pied du piédestal et lui jetant des fleurs[218]. Le monument en hommage au père de l'Entente Cordiale franco-britannique en 1904, a été détruit dans la nuit du 1er novembre 1941 par des groupements antinationaux. Après la Libération, le parquet intenta des poursuites contre ces personnes qui avaient été identifiées. La ville de Cannes décida d'obtenir la réparation des préjudices[219].

### Patrimoine balnéaire
De nombreuses villas construites au XIXe siècle ont été recensées au titre du patrimoine balnéaire et inscrites à l'inventaire général du patrimoine culturel. Elles étaient entourées de jardins botaniques qui subsistent encore et qui sont les témoins du mouvement d'acclimatation engagé vers 1850 notamment sur la Côte d'Azur : villa Bagatelle, villa Excelsior, villa Soligny, villa La Cava, villa Rothschild (classée le 22 juillet 1991), villa Hollandia, villa Fiorentina, villa Éléonore-Louise, château Sainte-Anne ou château de la Croix-des-Gardes. Le parc de la villa Champfleuri a été inscrit le 3 avril 1990. Le parc du Château Vallombrosa a été inscrit le 10 juin 1993. La villa Maurice-Alice et son parc de 20 000 m2 ont été rachetés en 1931 par la ville de Cannes pour y installer le groupe scolaire du même nom.
Certains parcs botaniques de villas célèbres ont disparu, car ils ont été lotis : c'est le cas de celui de la villa Valetta et Camille-Amélie (1878). Cet espace fut constitué par un industriel du textile lyonnais, Camille Dognin. D'autres demeures et parcs remarquables ont également disparu : le Château Saint-Georges dont le parc est créé par un jardinier anglais réputé, John Taylor (1834-1922), la villa Les Lotus, la villa Springland, la villa Victoria construite à la demande de Sir Thomas Robinson Woolfield par l'architecte Thomas Smith ou la villa des Dunes construite par l'architecte Charles Baron.
Nombre d'équipements publics et de loisirs, d'hôtels de voyageurs, d'immeubles de logements, services et commerces construits par les architectes Charles Baron, Hans Barreth, Emmanuel Bellini, Louis Cauvin, César Cavallin, Charles Dalmas, Barry Dierks, Eugène Lizero, Thomas Smith, Laurent Vianay, etc. sont également recensés au titre du patrimoine balnéaire de Cannes et inscrits à l'inventaire général du patrimoine culturel.

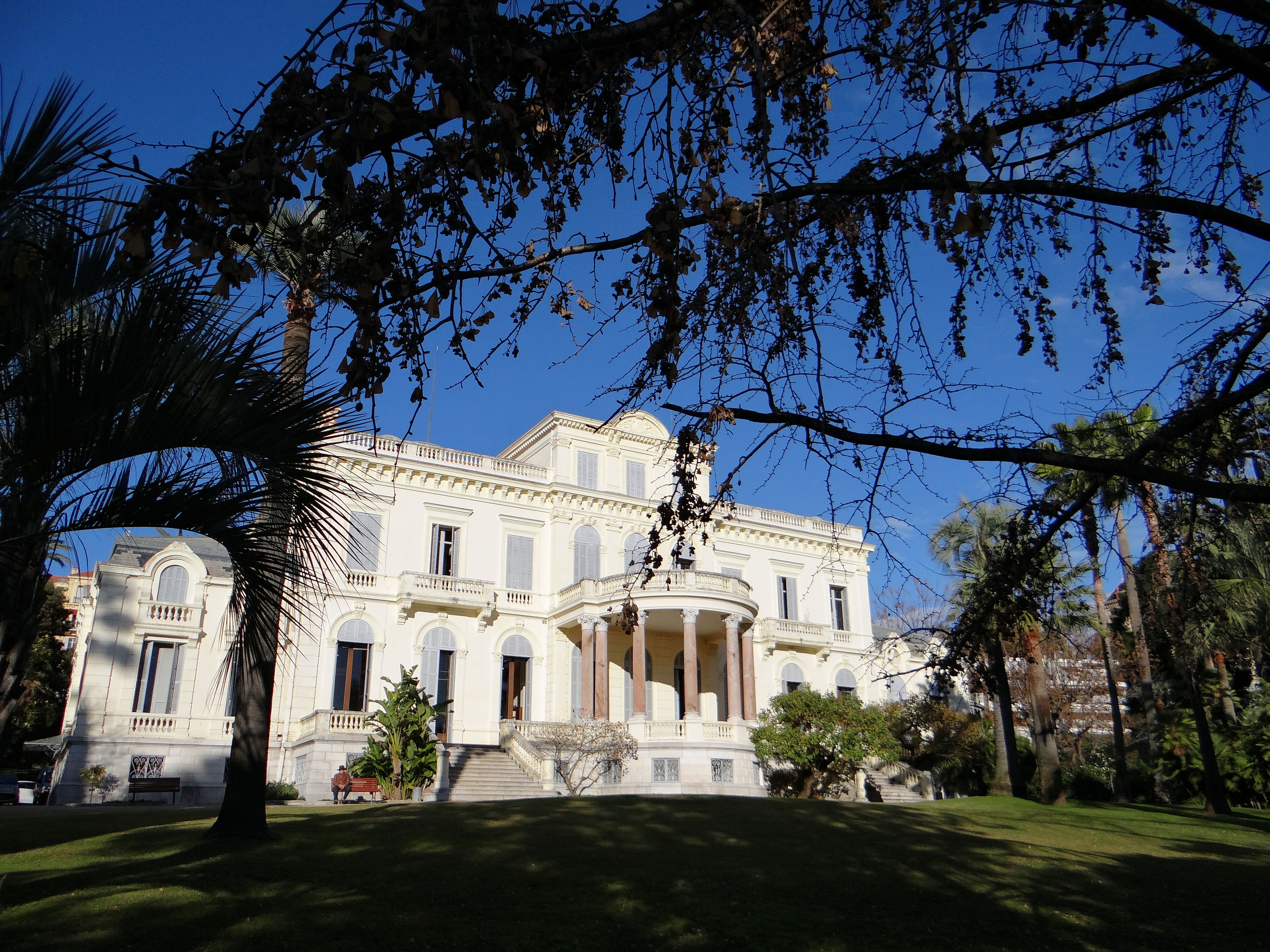
Villa Rothschild.
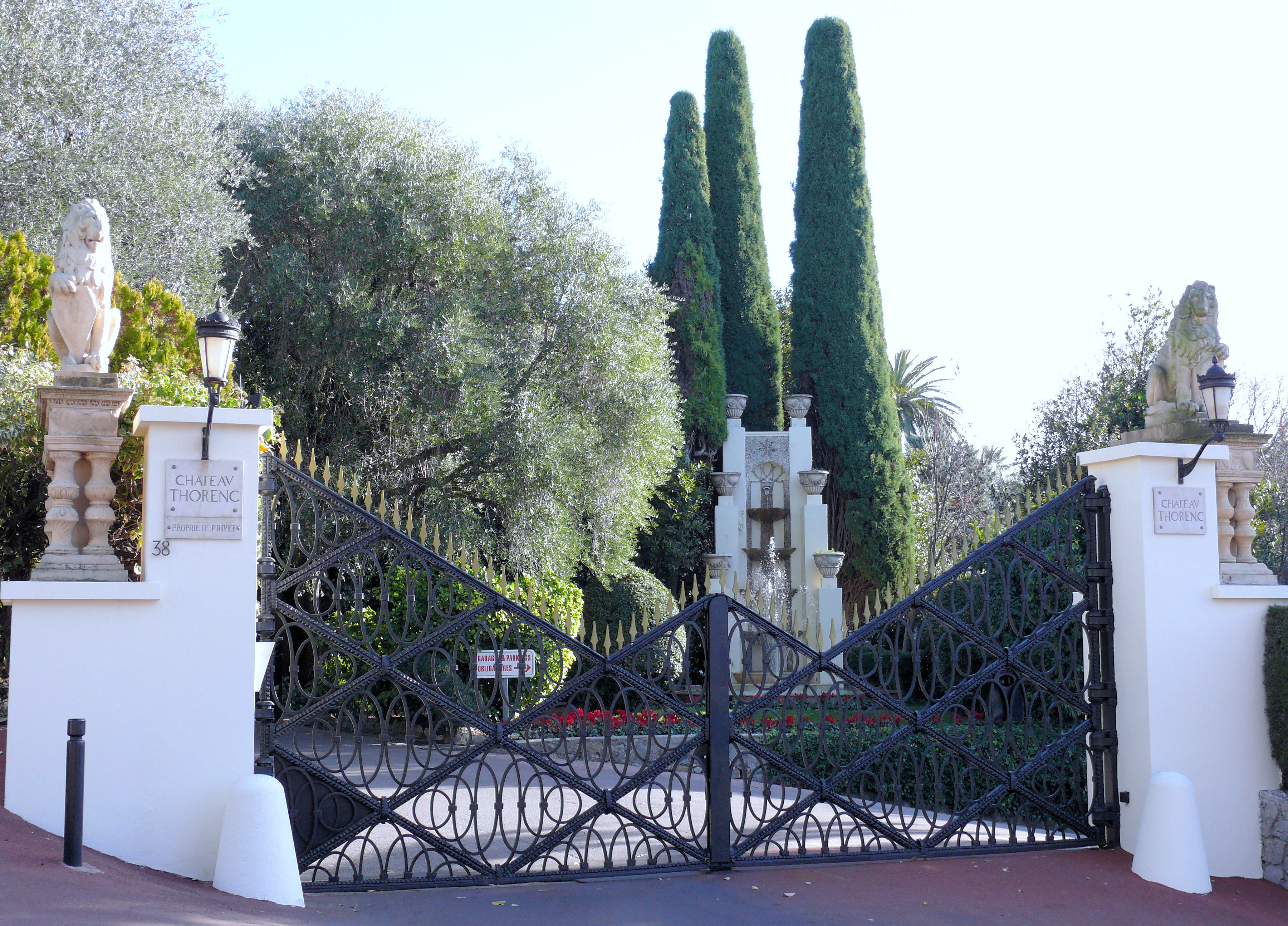
Entrée du château Thorenc.
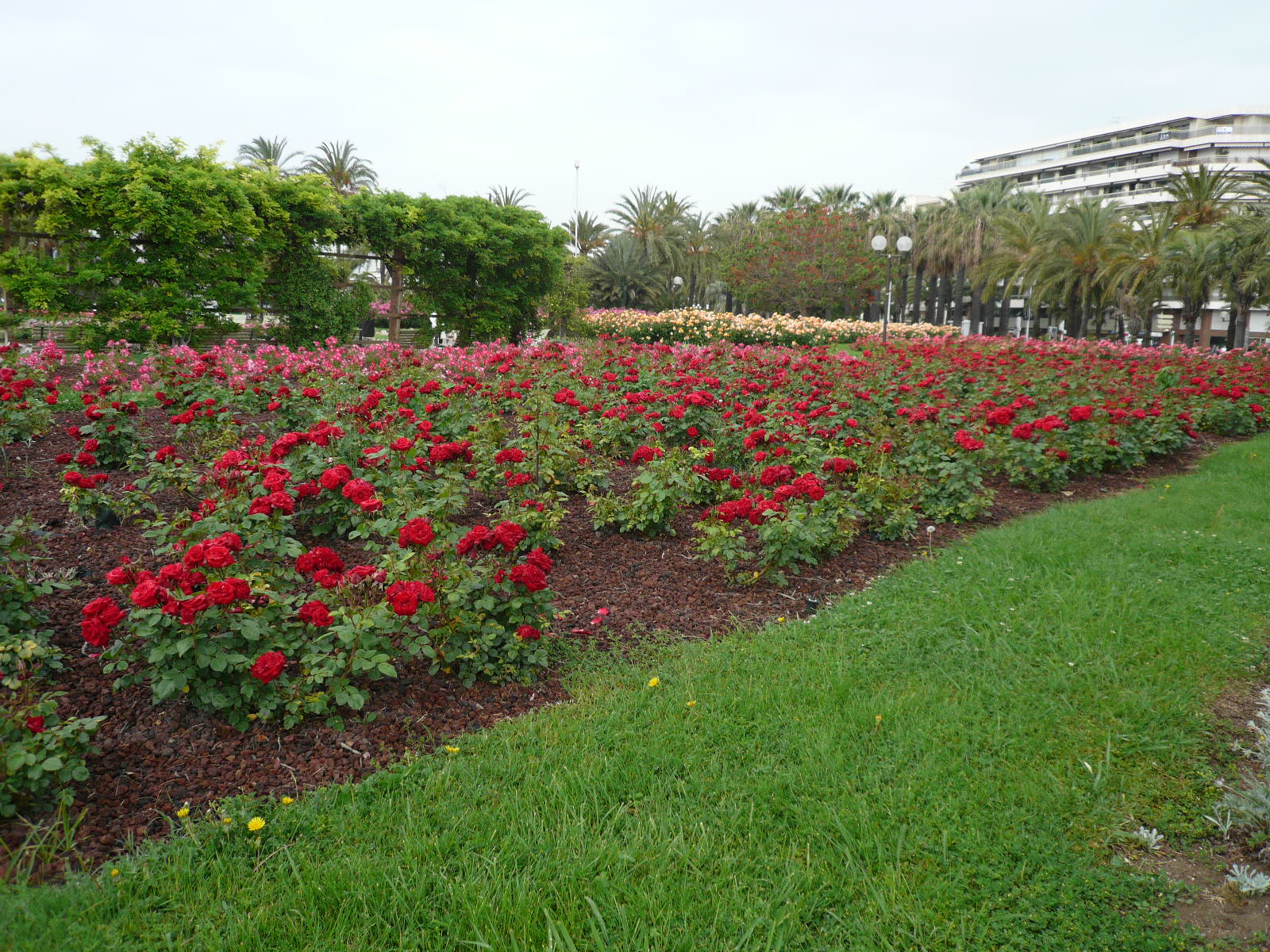
Roseraie du square du 8-Mai-1945.
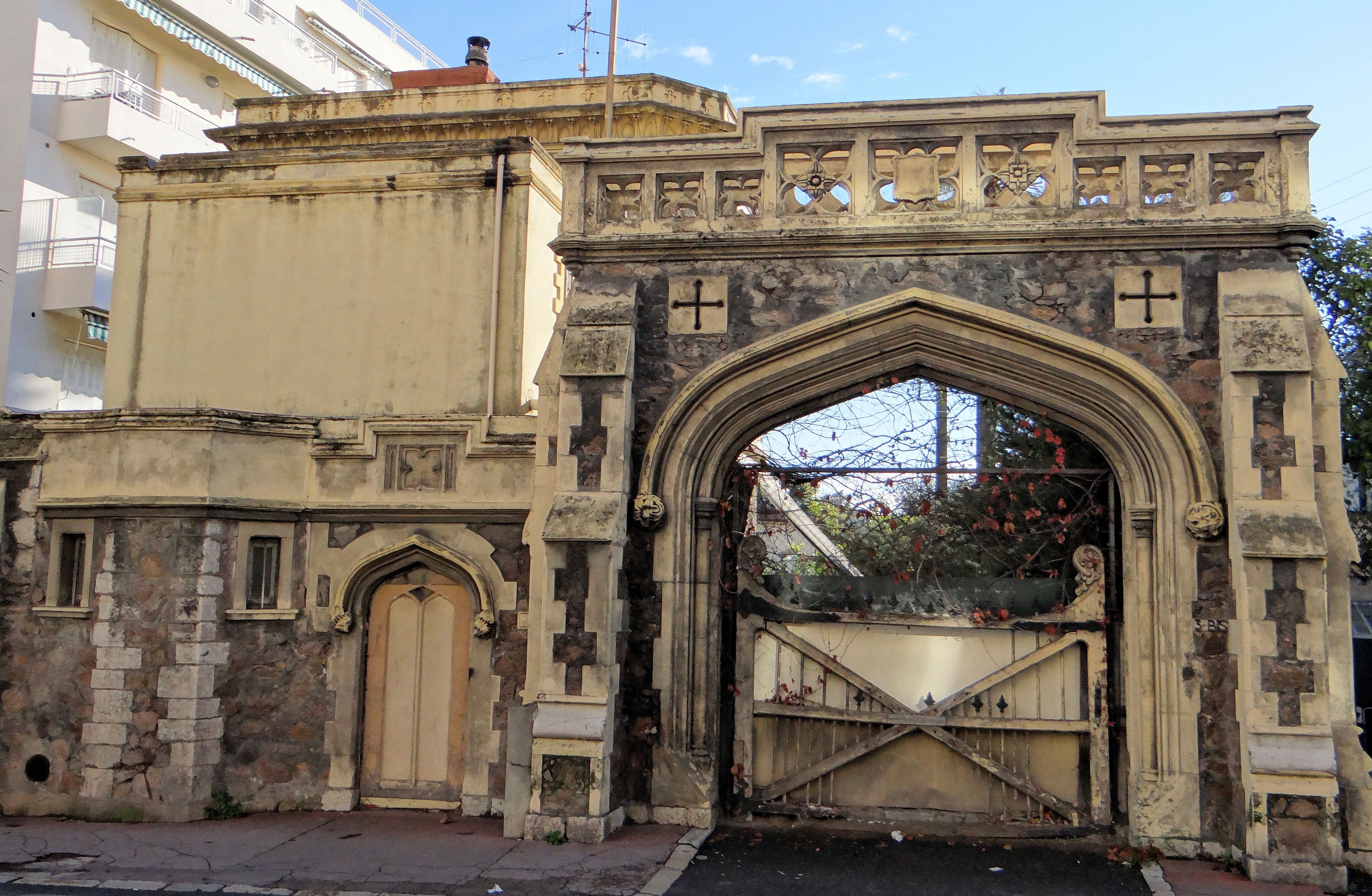
Porche d'entrée de la villa Victoria.
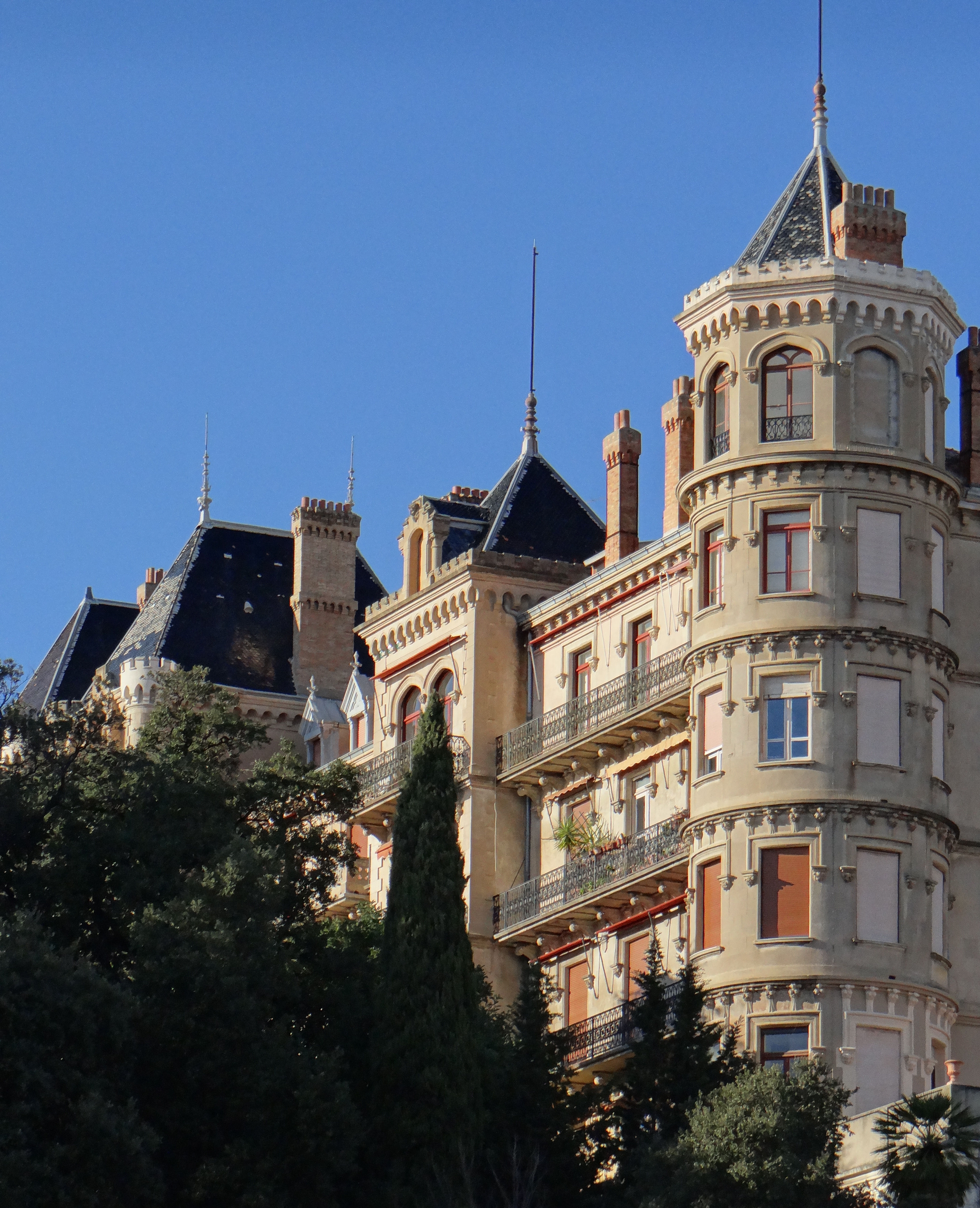
Château Vallombrosa.

### Patrimoine religieux
- Église Notre-Dame-de-Bon-Voyage, 2 rue Notre-Dame
- Église Sacré-Cœur-du-Prado, rue du Prado
- Église du Christ-Roi, boulevard Carnot, construite vers 1930
- Église Saint-Joseph, rue Marius Monti
- Église Notre-Dame-d'Espérance et la chapelle Sainte-Anne, ancienne chapelle castrale et actuelle salle d'exposition des instruments de musique du monde du musée de la Castre au Suquet, ont fait ensemble l'objet d'un classement au titre des Monuments historiques[232], rue de la Castre, bénie en 1645
- Église Notre-Dame-des-Pins, boulevard Alexandre-III. Elle est inscrite à l'Inventaire général du patrimoine culturel[233].
- Église Sainte-Marguerite, rue Barthélémy
- Église Saint-Jean-Bosco, rue Honoré de Balzac
- Église Saint-Georges, 29 avenue du Roi-Albert-I. L'édifice a été inscrit au titre des monuments historiques en 2020[234].
- Église Saint-Roch, rue Saint-Dizier
- Chapelle de Bellini, avenue de Vallauris
- Chapelle de l'institut Stanislas, boulevard Guynemer
- Chapelle du collège international, rue Raymond Picaud.
- Chapelle de la Miséricorde ou chapelle des Pénitents noirs, rue de la Miséricorde, inscrite aux Monuments historiques[235].
- Chapelle Saint-Cassien, butte de Saint-Cassien[236]
- Chapelle Saint-Paul, boulevard de la République
- Chapelle du couvent des Dames de l'Assomption, av Commandant Bret
- Chapelle de Saint Pierre, chemin de Garibondi
- Chapelle Notre-Dame du Souvenir, anciennement Deutsche Kirsche[237], 27 boulevard de la République
- Chapelle Saint-Antoine, 34 chemin de la chapelle Saint-Antoine XVIe siècle
- Chapelle Saint-François d'Assise de la Fraternité sacerdotale Saint Pie X, 8 avenue du Vercors
- Église Anglicane Holy Trinity Church, rue du Canada
- Église Saint-Michel-Archange, boulevard Alexandre-III
- Église évangelique libre, rue Georges Clémenceau
- Église protestante unie, 7 rue Notre-Dame
- Église évangelique philippines, rue Edith-Cavell
- Église chrétienne évangelique, 9 rue Aurélienne
- Assemblée évangelique, 28 rue Shakespeare
- Chapelle orthodoxe Alexandra, square Alexandra
- Synagogue, boulevard d'Alsace
- Synagogue, rue du Commandant Vidal
- Première Église du Christ Scientiste, rond-point Duboys-d'Angers
- Mosquée Iqraa, avenue Michel Jourdan
- Île Saint-Honorat
  - Église de l’abbaye de Lérins
  - Chapelle Saint-Caprais
  - Chapelle Saint-Cyprien
  - Chapelle Saint-Michel
  - Chapelle Saint-Pierre
  - Chapelle Sainte-Porcaire
  - Chapelle Saint-Sauveur[238]
  - Chapelle de la Trinité[239]
- Île Sainte-Marguerite
  - Chapelle du fort Sainte-Marguerite

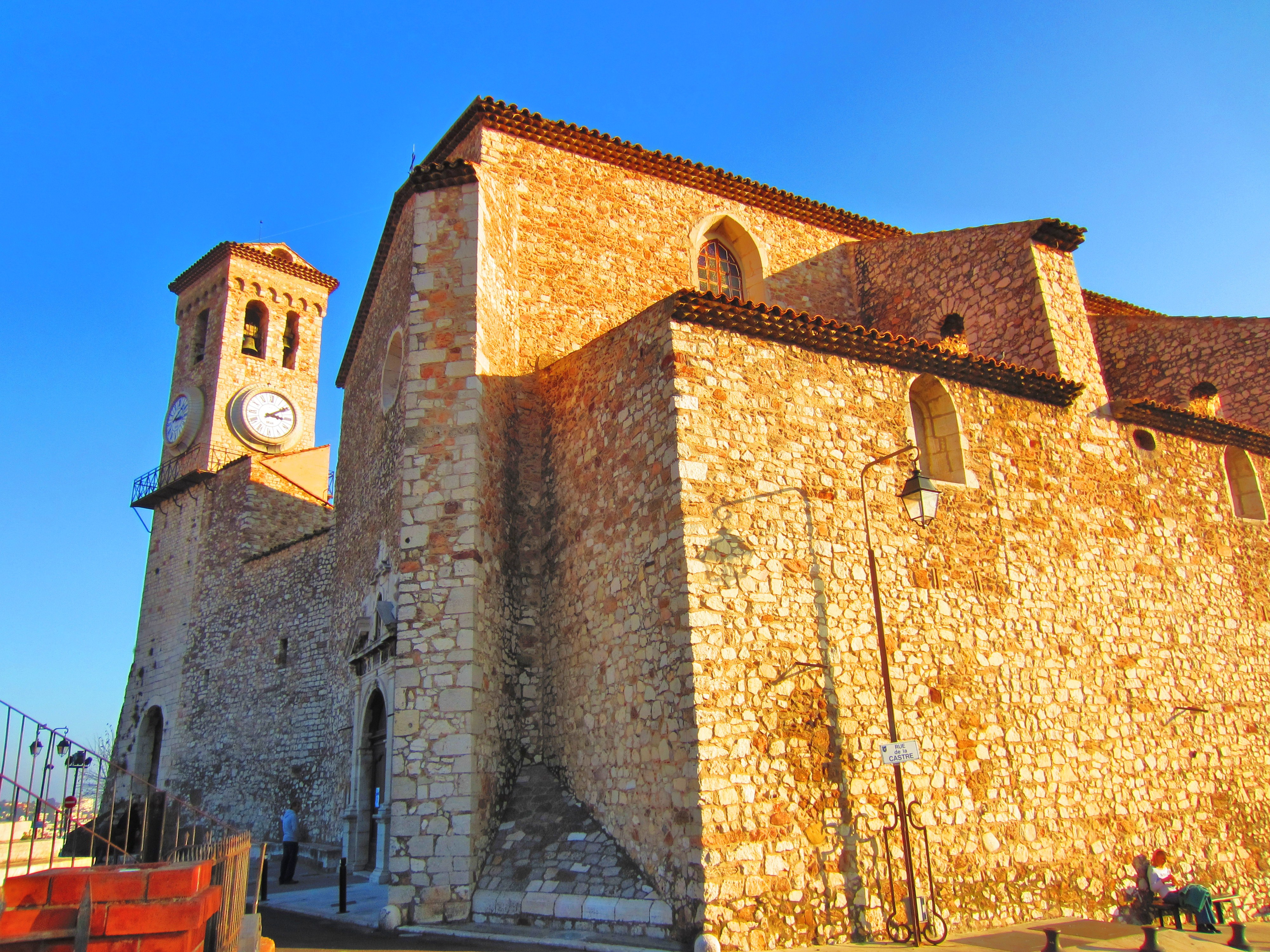
Église Notre-Dame-d'Espérance.
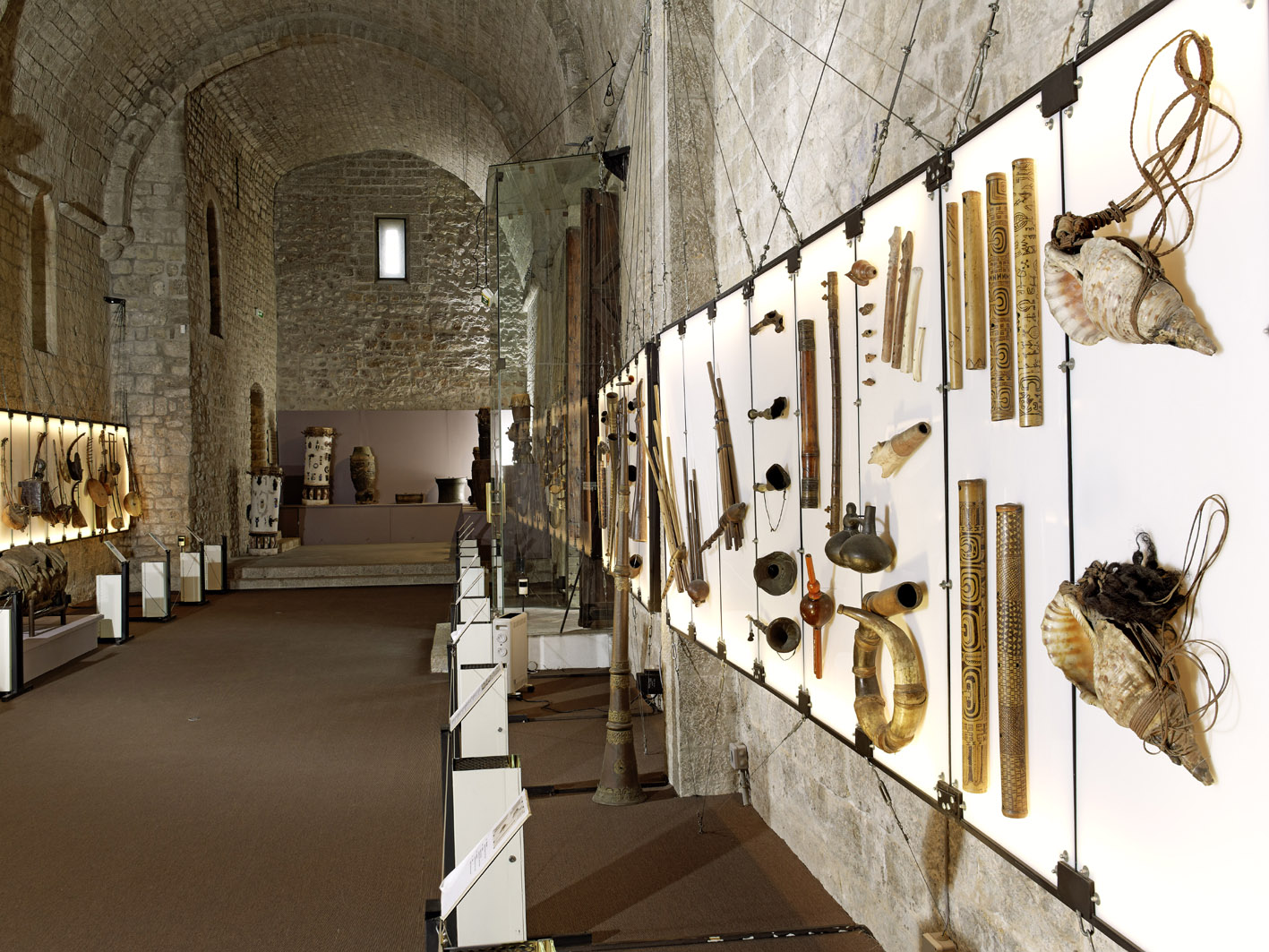
Chapelle Sainte-Anne.
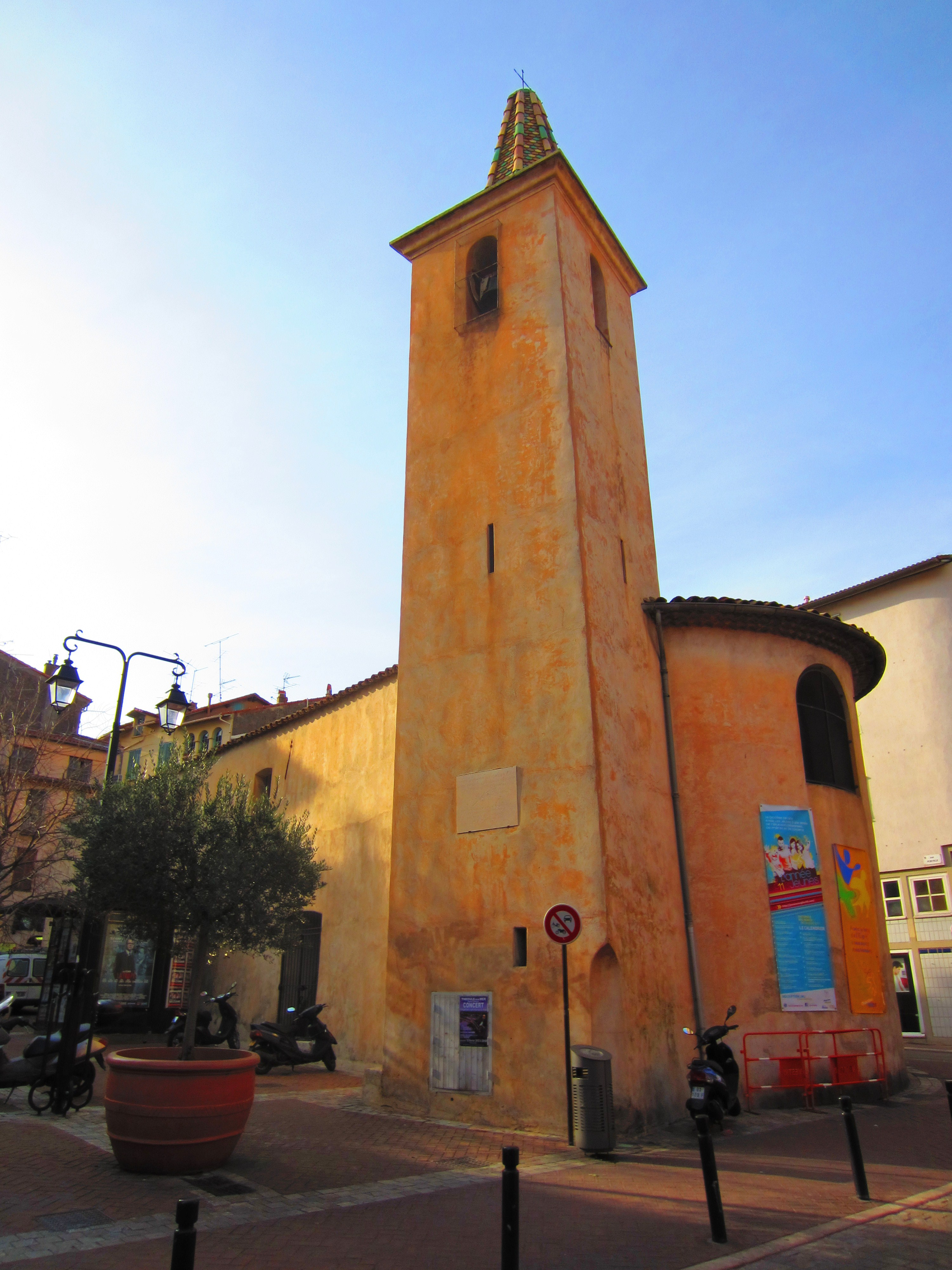
Chapelle de la Miséricorde.
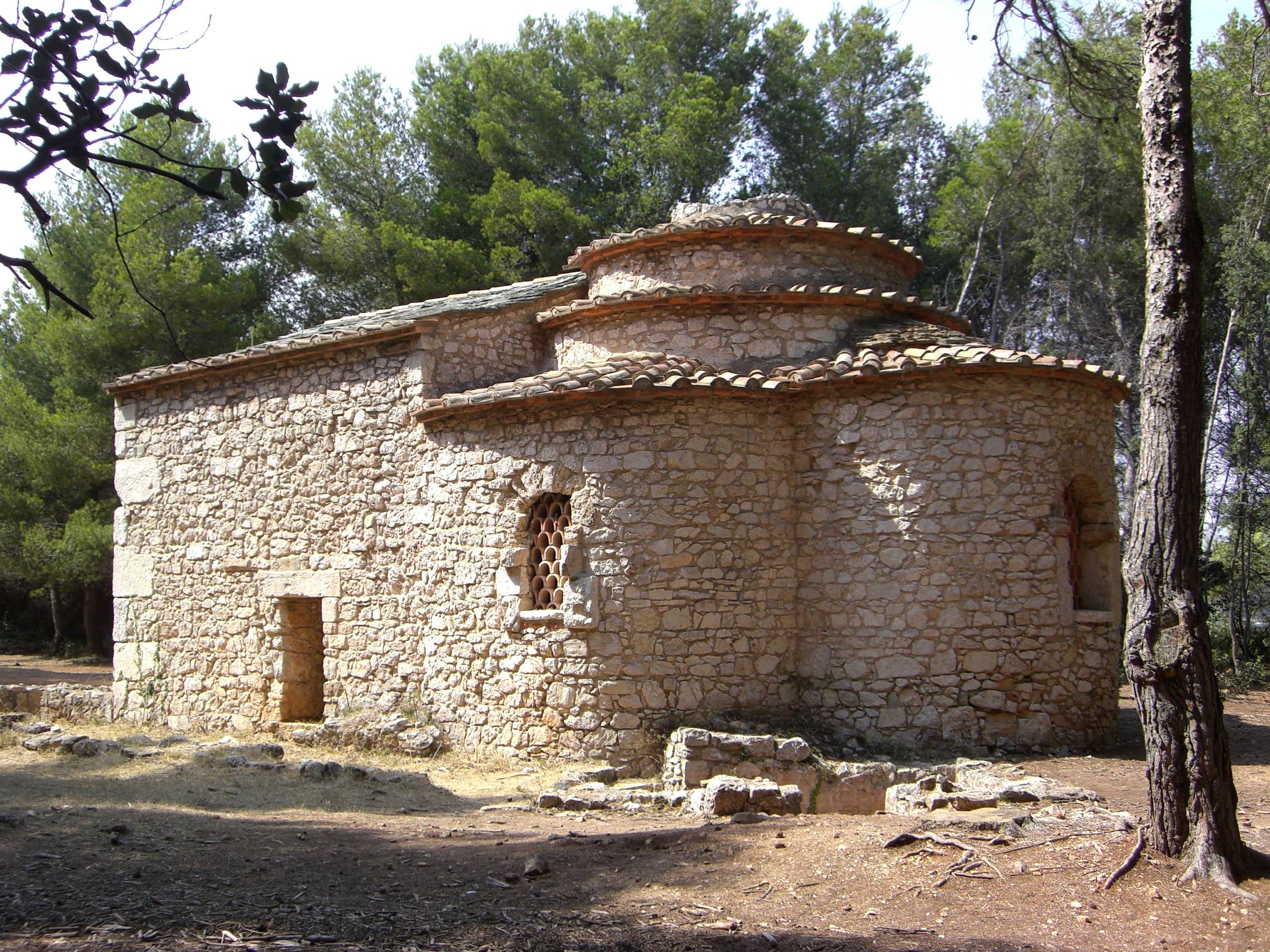
Chapelle de la Trinité.
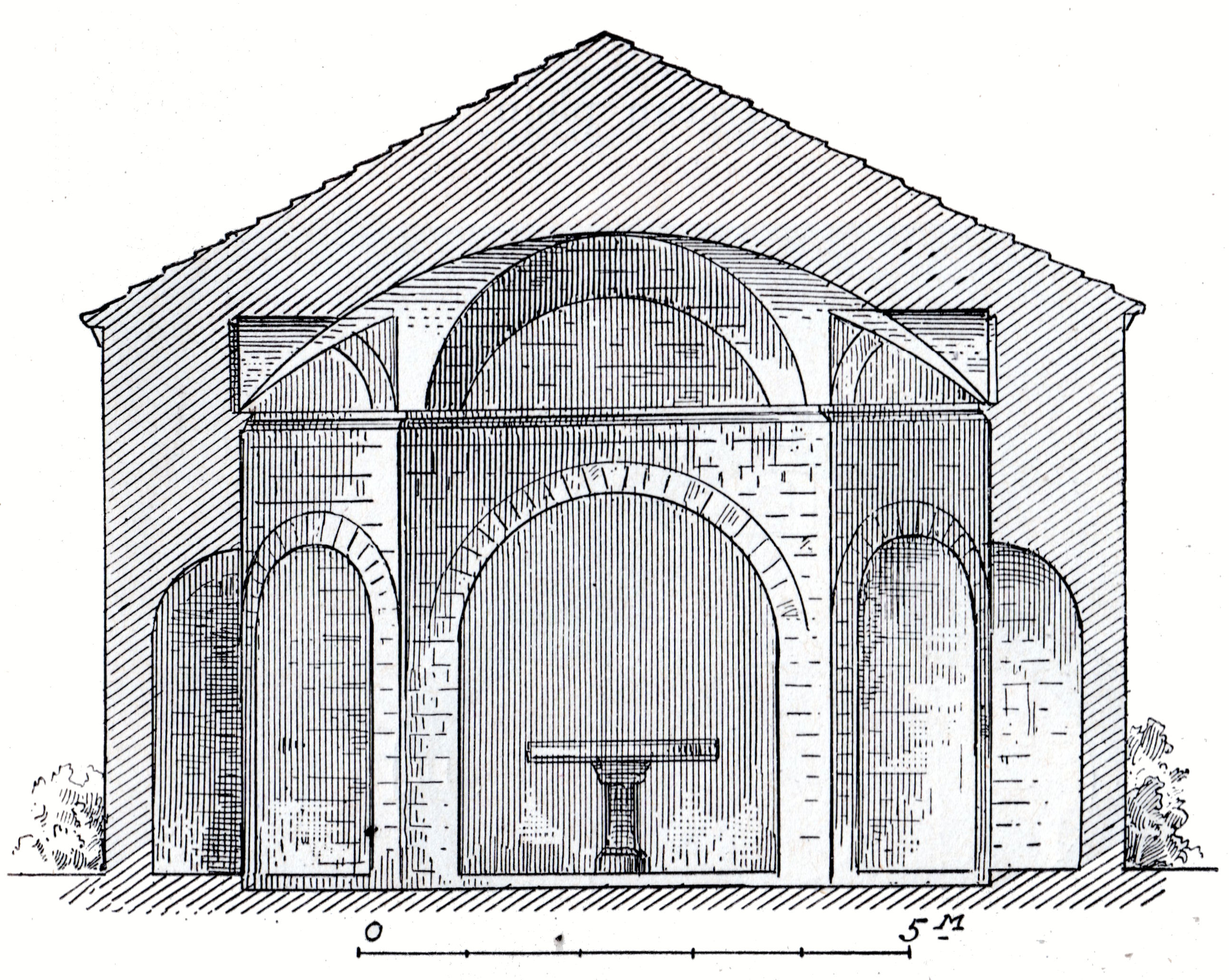
Chapelle Saint-Sauveur.
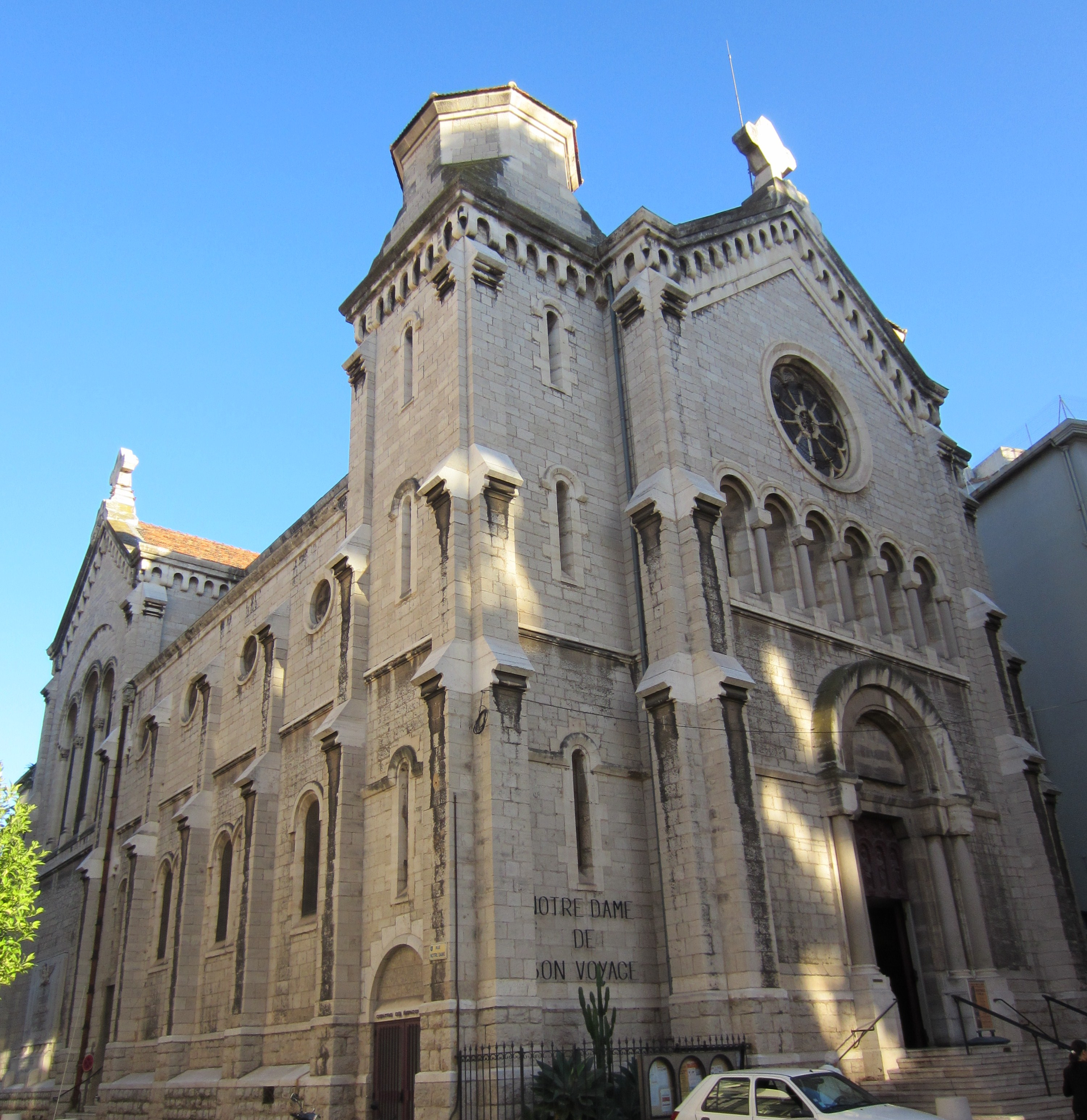
Église Notre-Dame-de-Bon-Voyage.
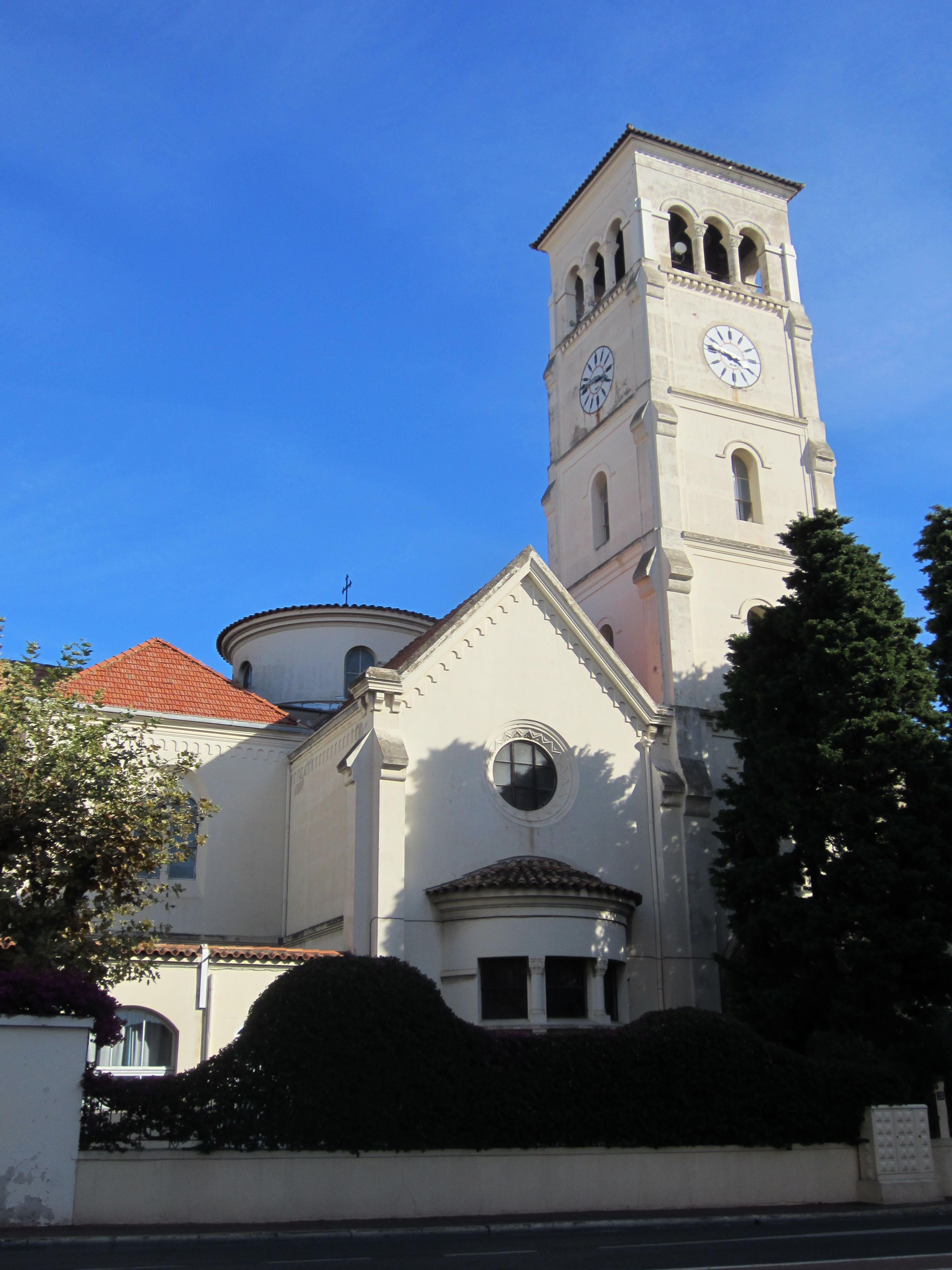
Église Notre-Dame-des-Pins.
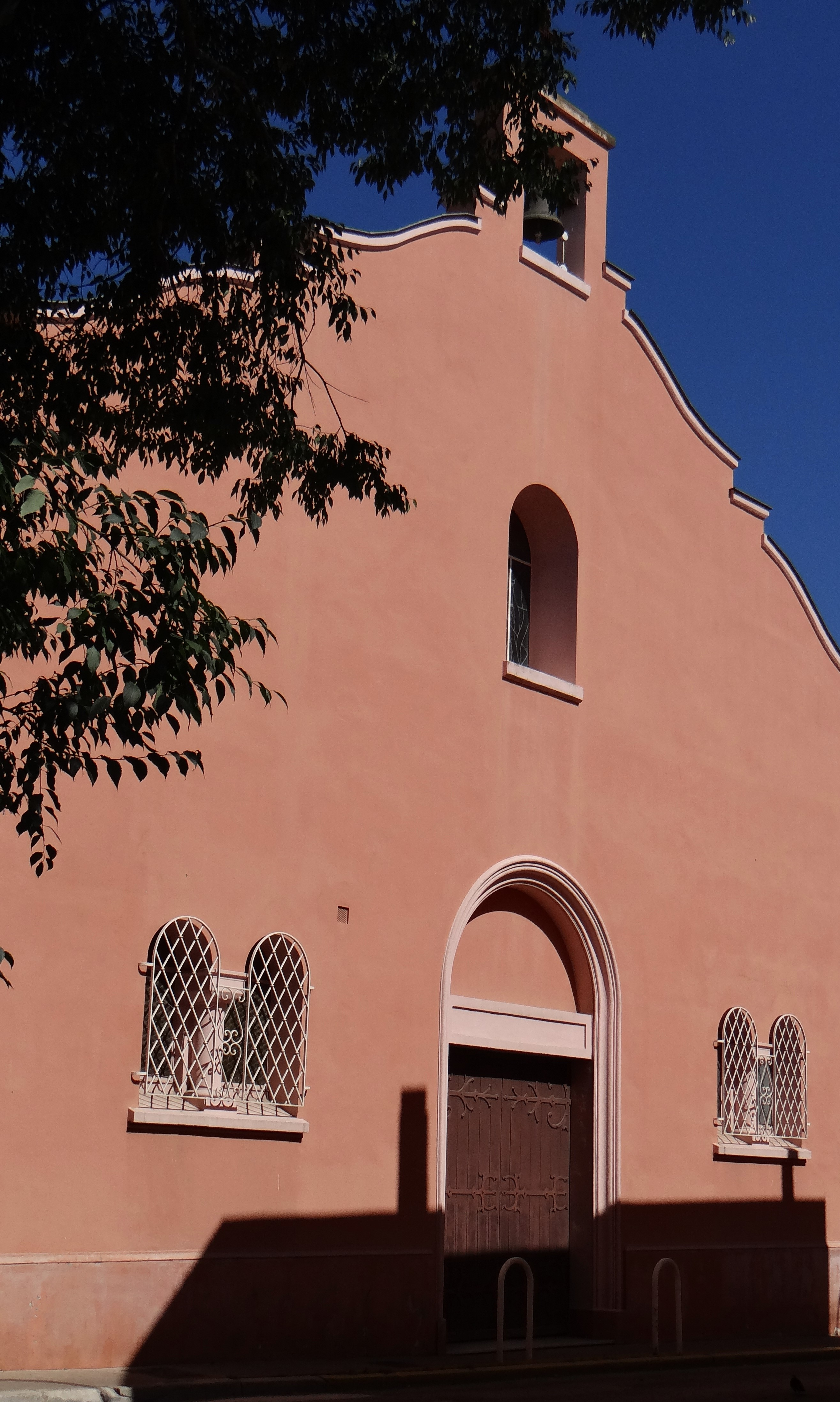
Église du Sacré Cœur du Prado
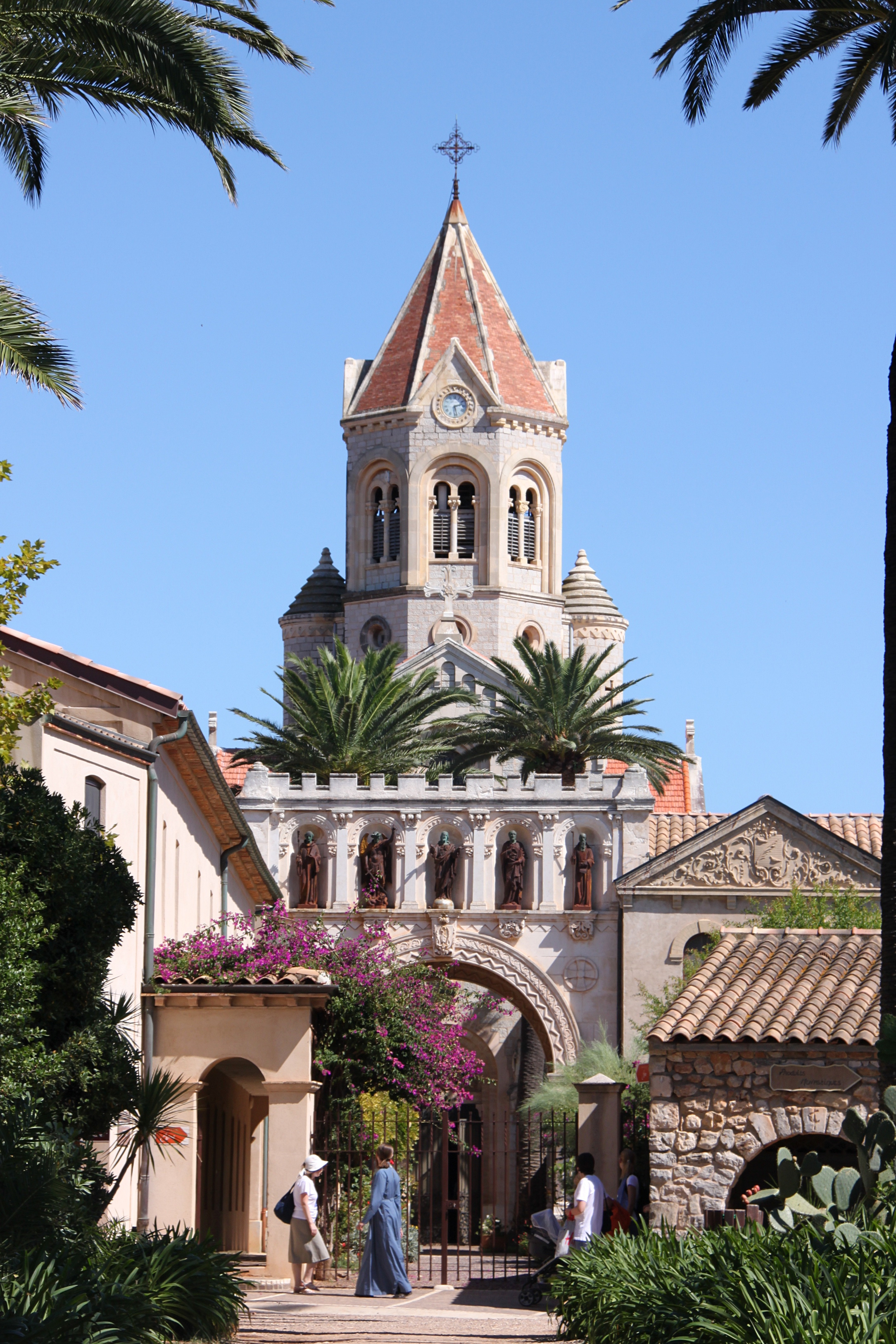
Église de l’abbaye de Lérins.
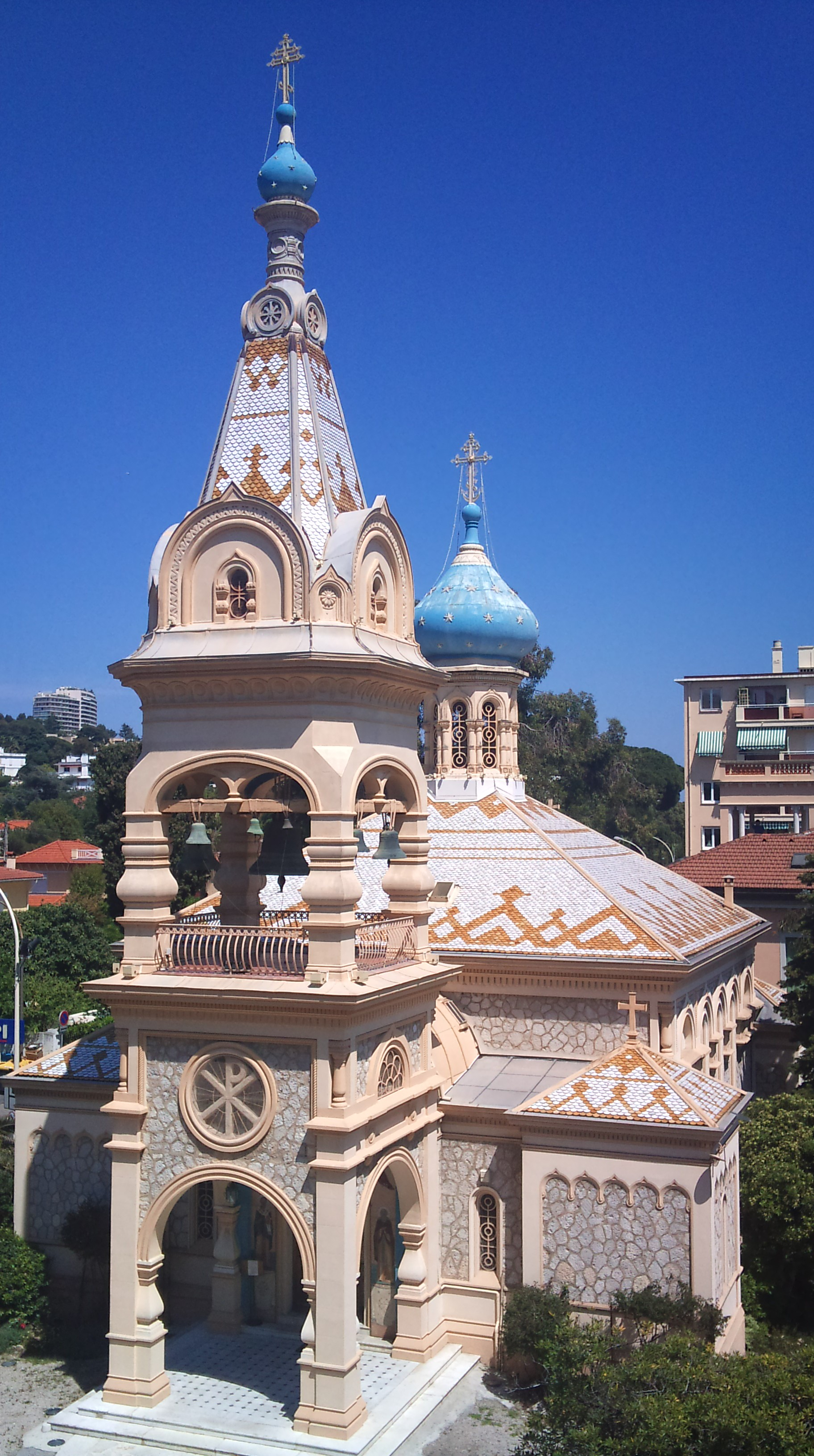
Église Saint-Michel-Archange.
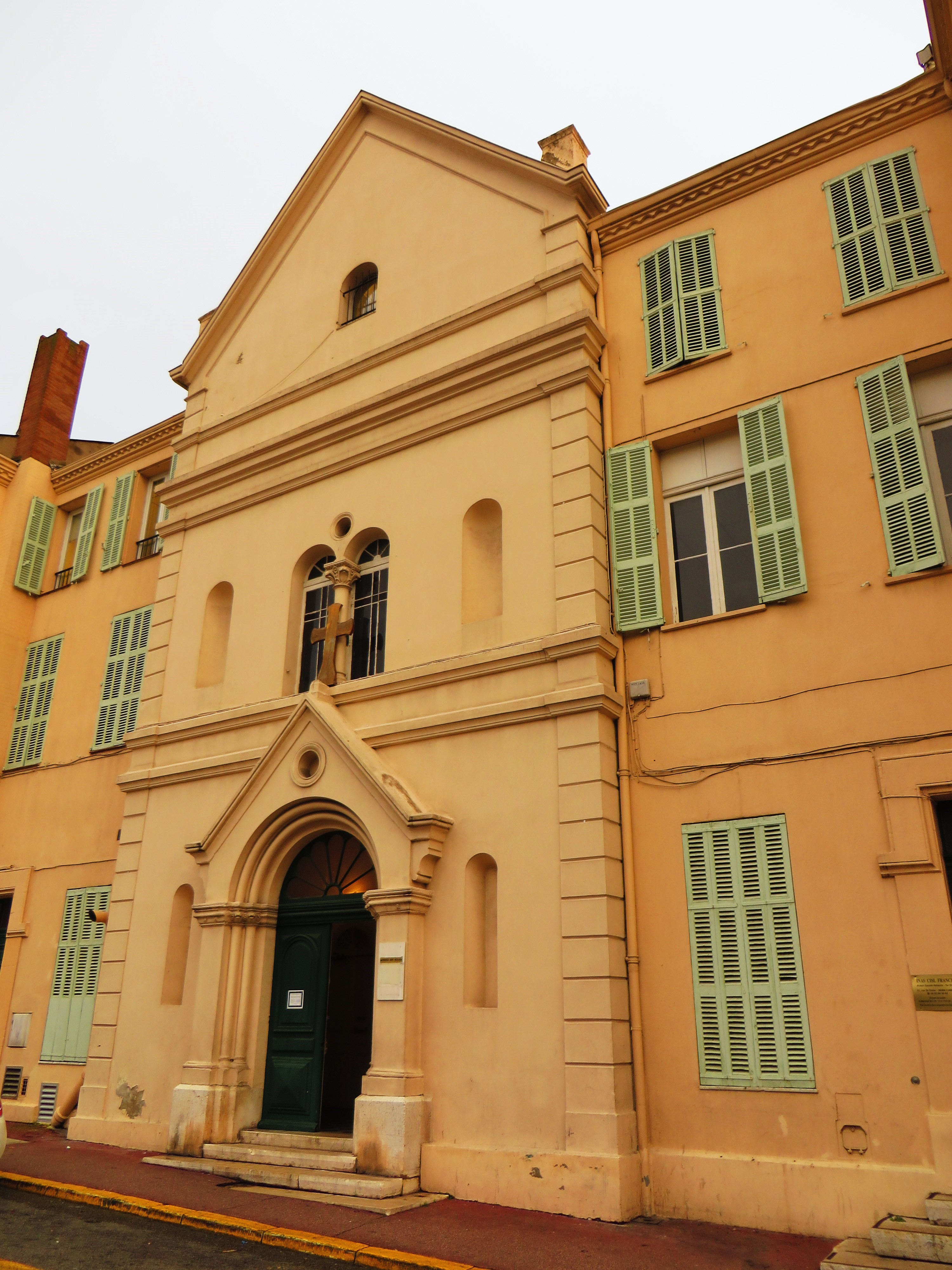
Église Saint-Roch.
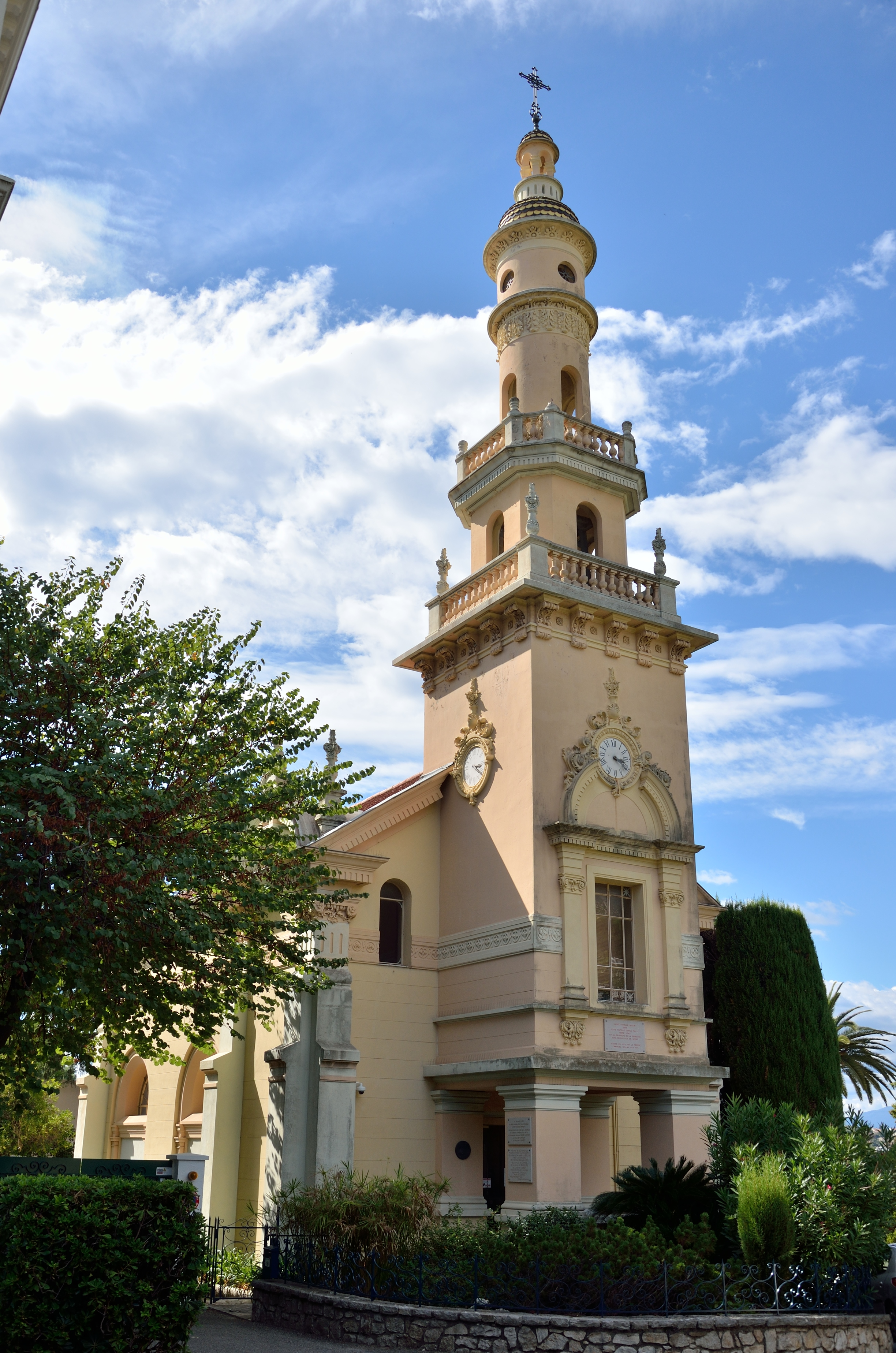
Chapelle Bellini.
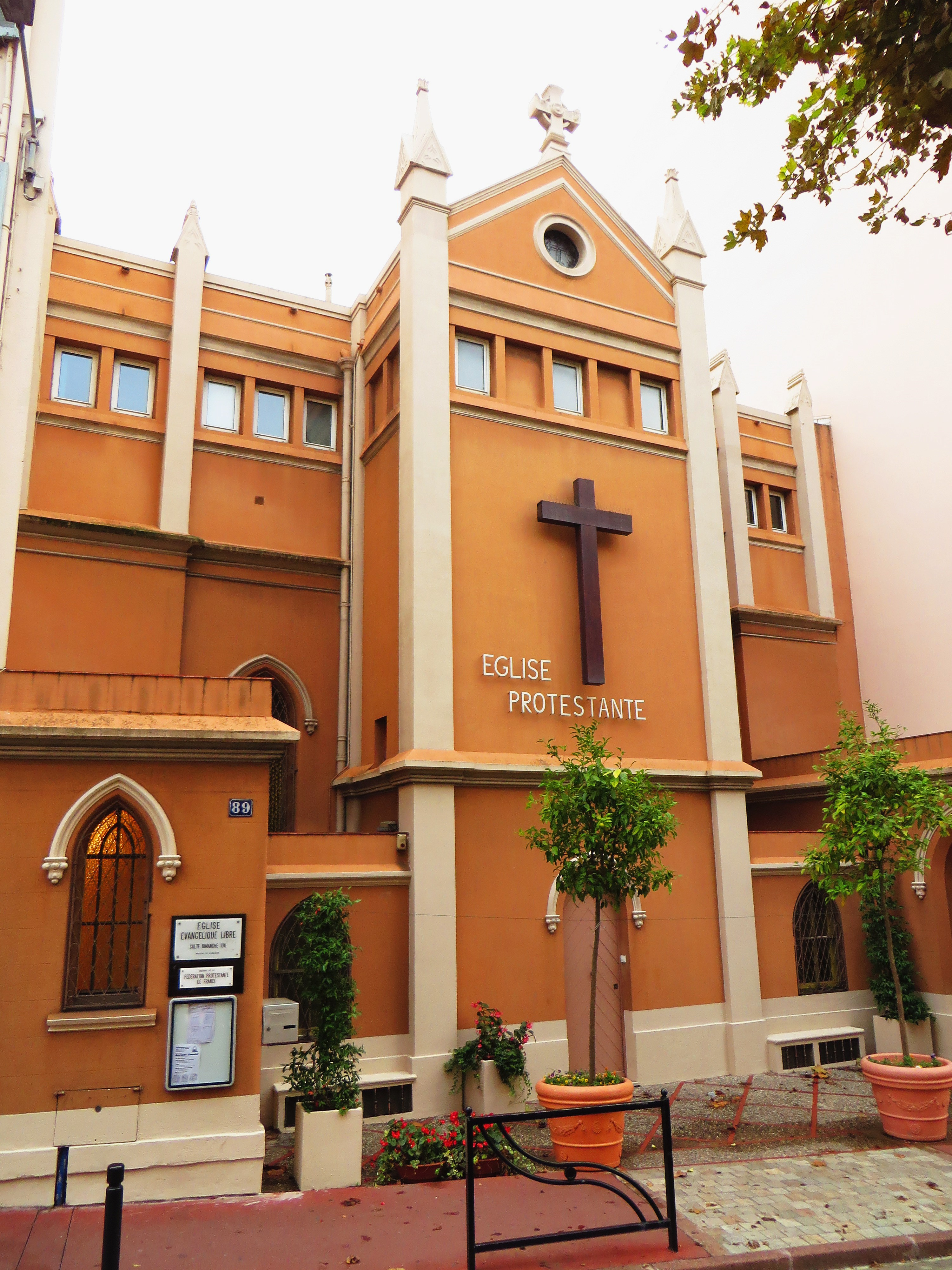
Église évangelique.
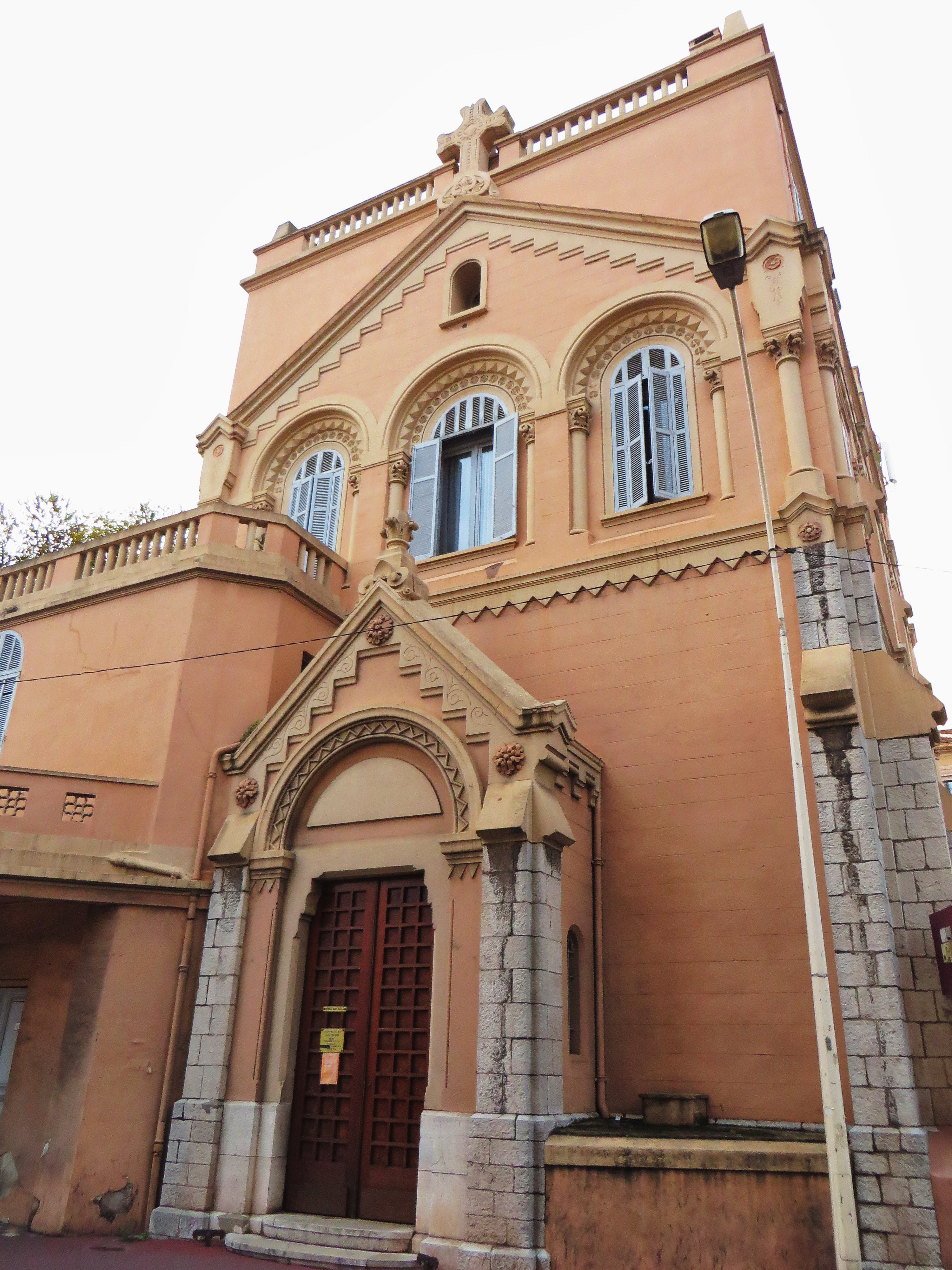
Chapelle du souvenir.
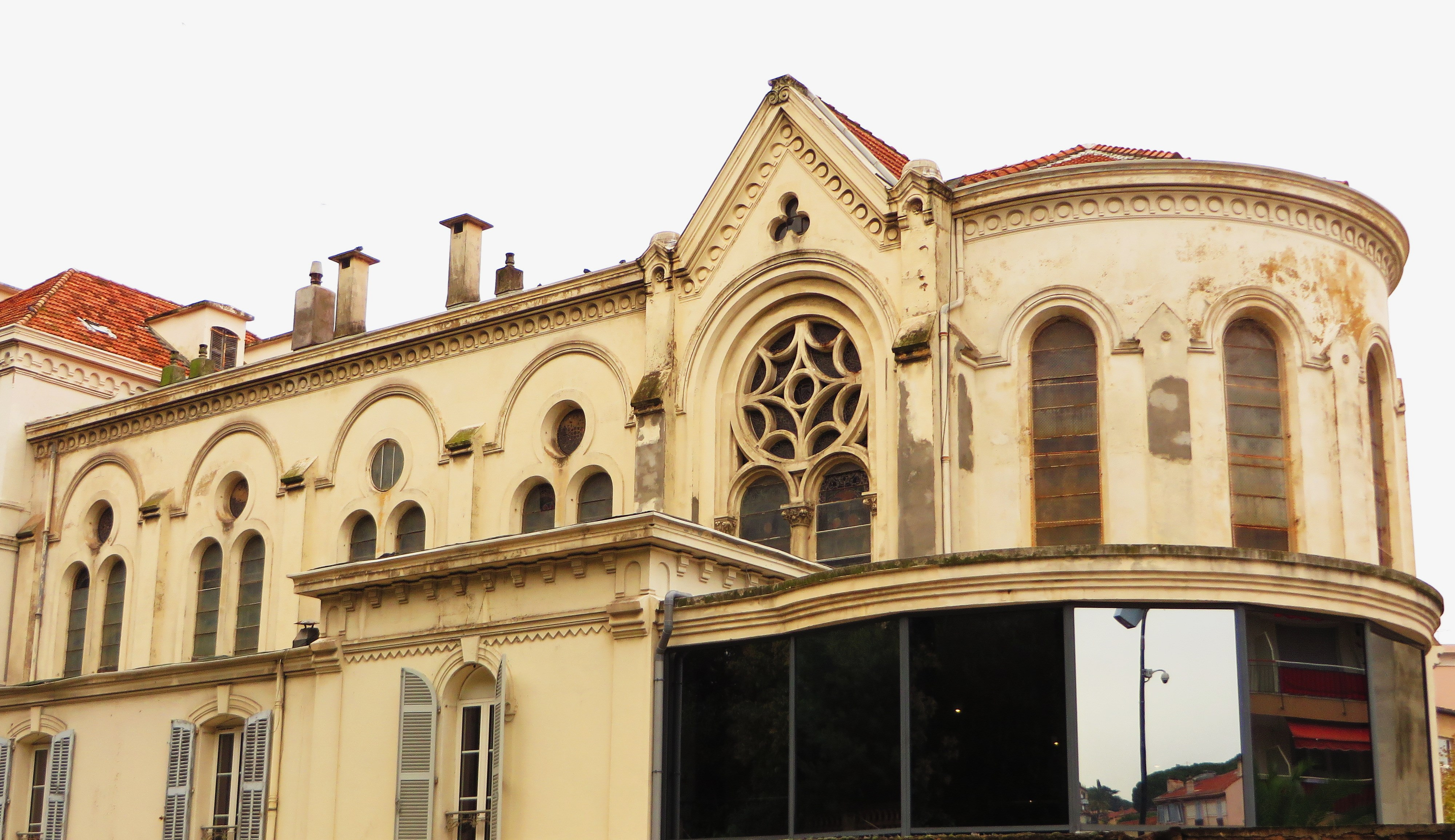
Chapelle de l'Institut Stanislas.
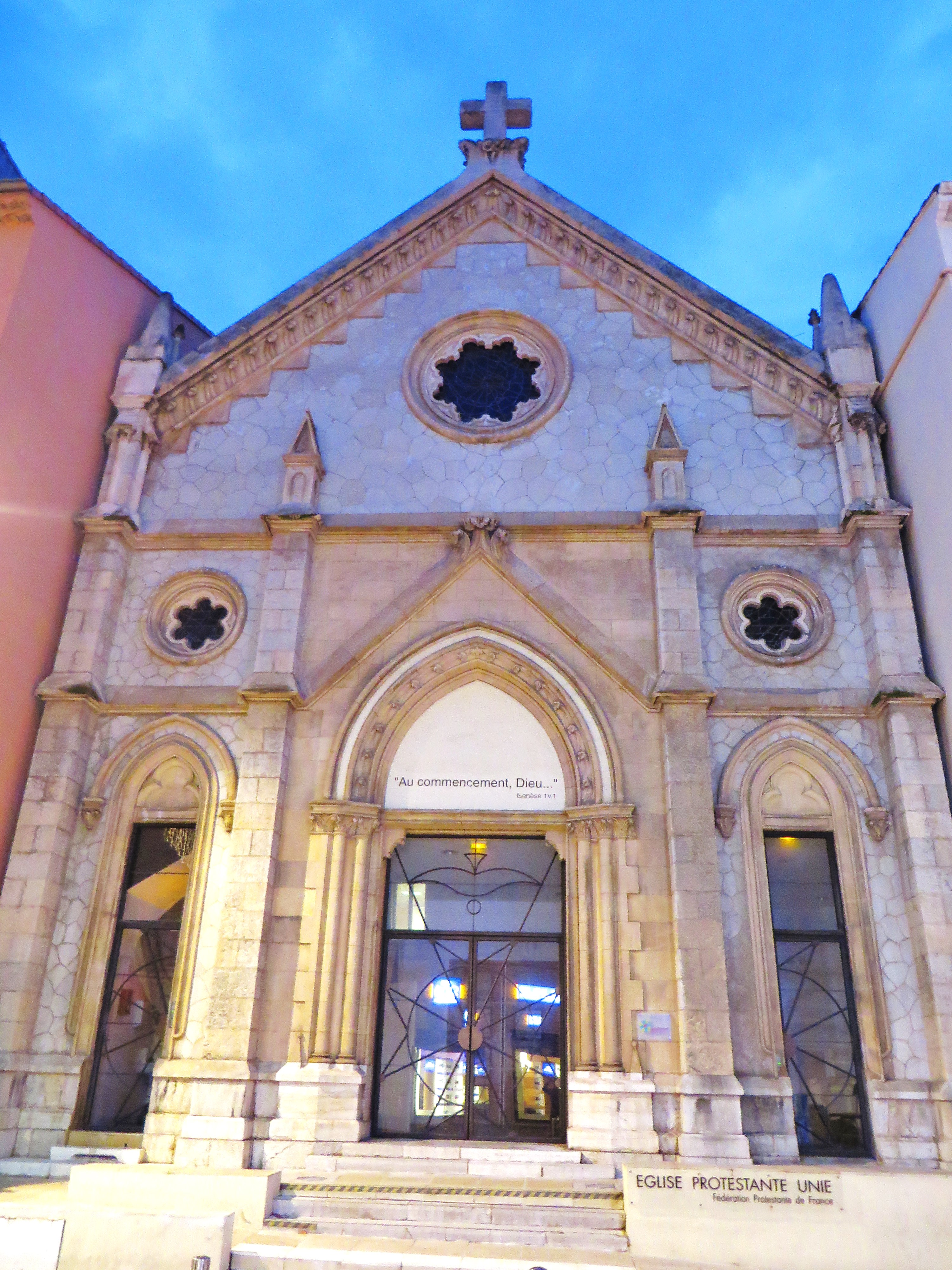
Temple protestant.
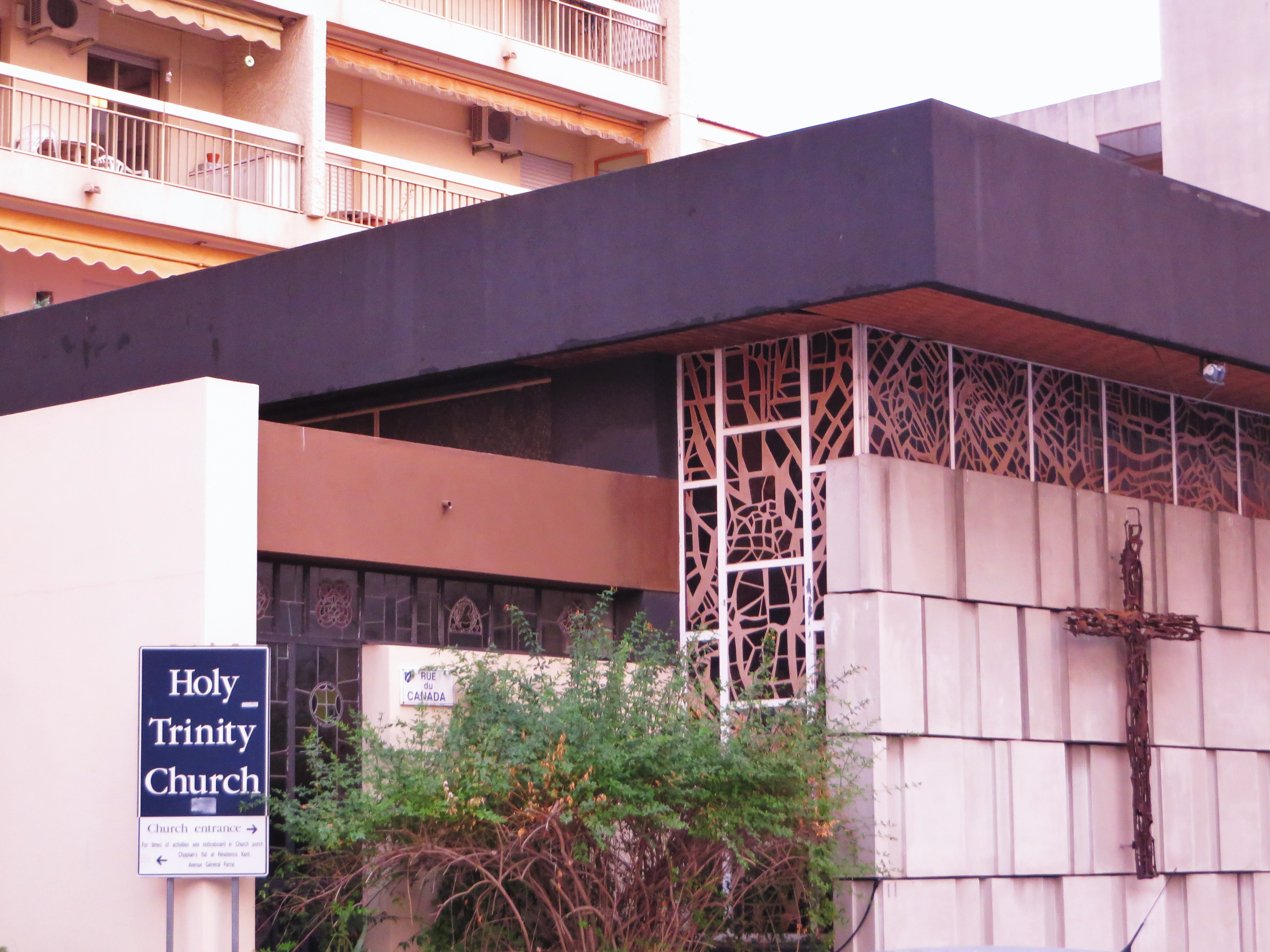
Église anglicane.
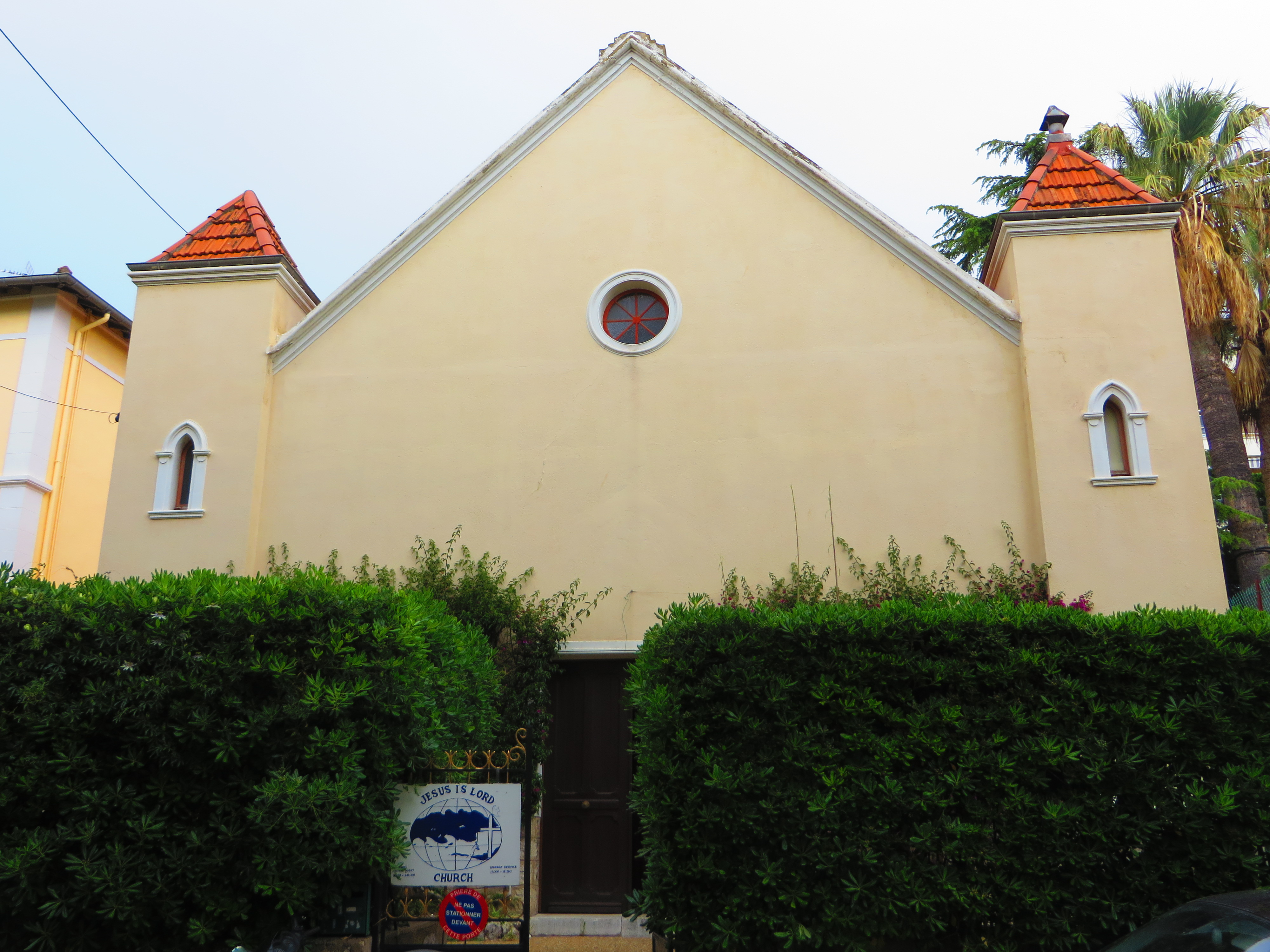
Église évangelique philippines.
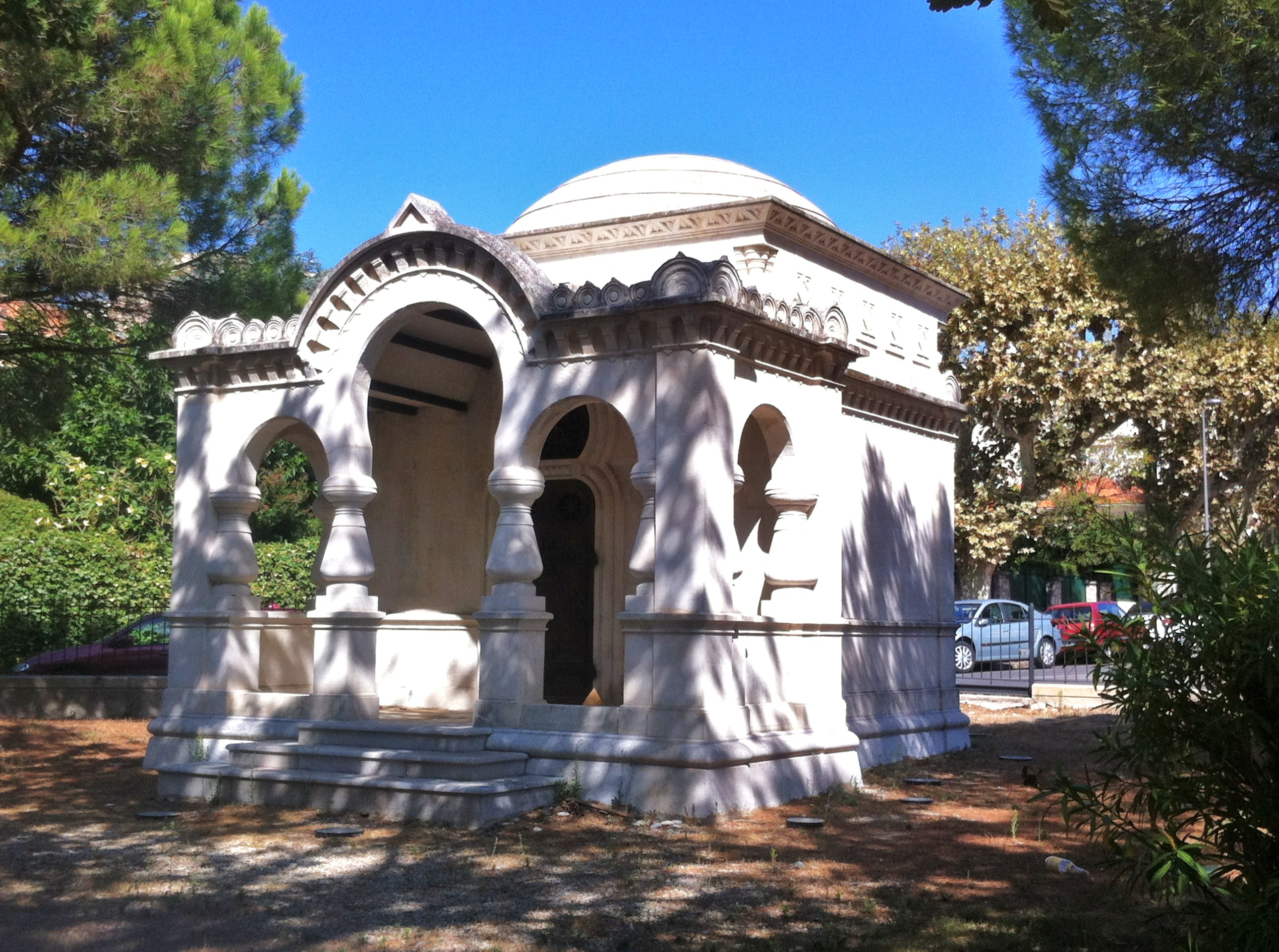
Chapelle orthodoxe Alexandra.
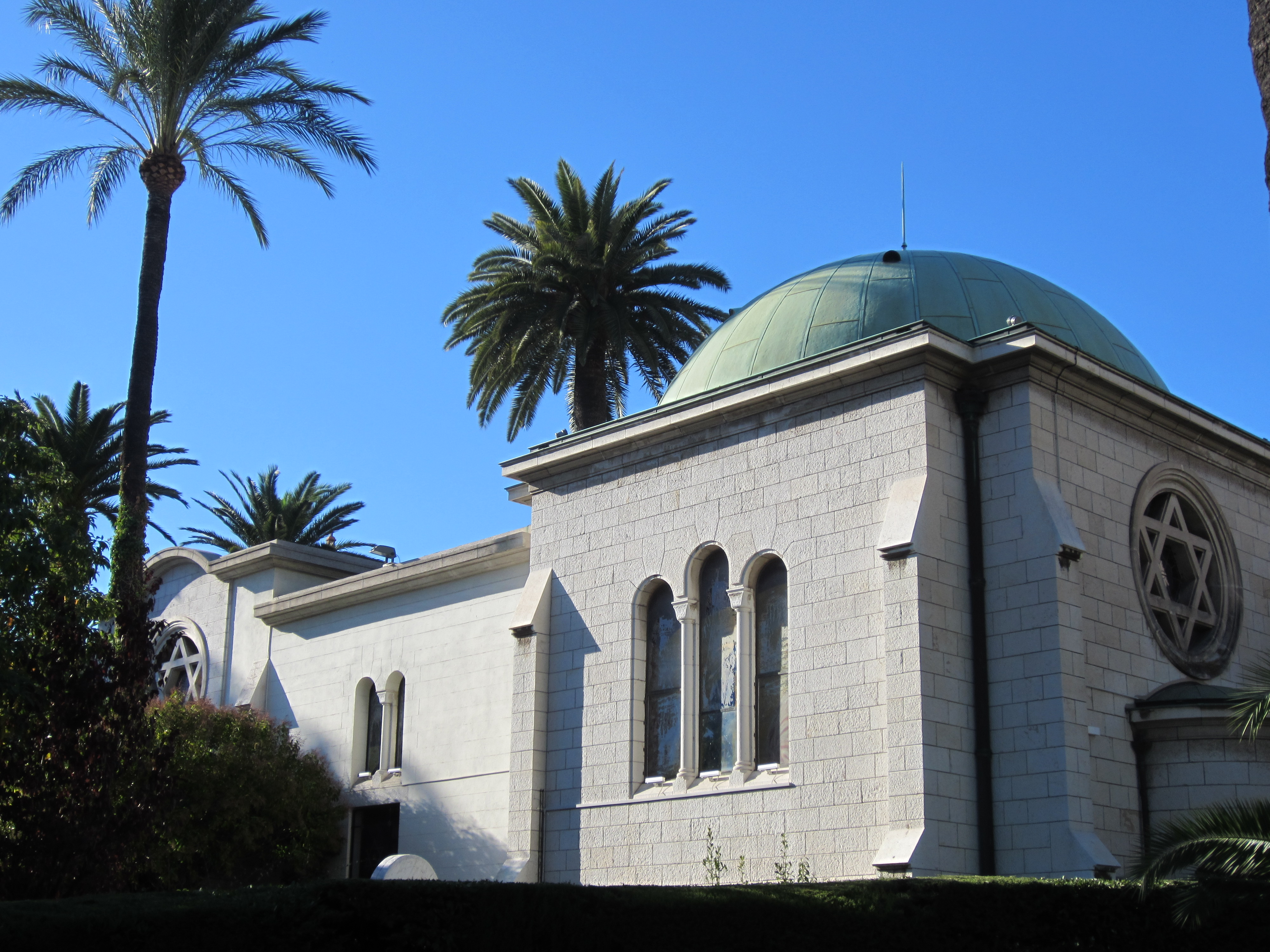
Synagogue de Cannes.
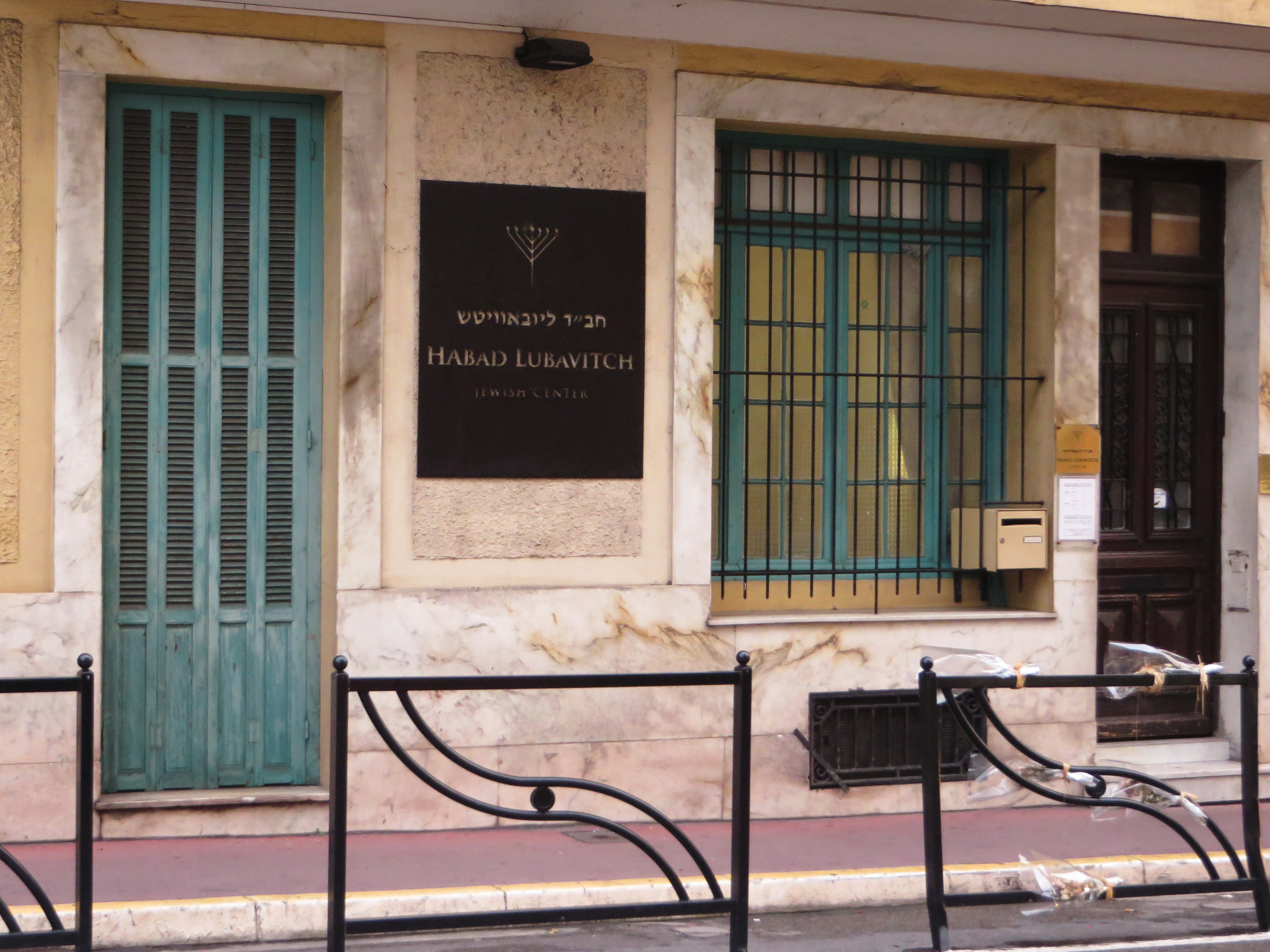
Synagogue Lubavitch.
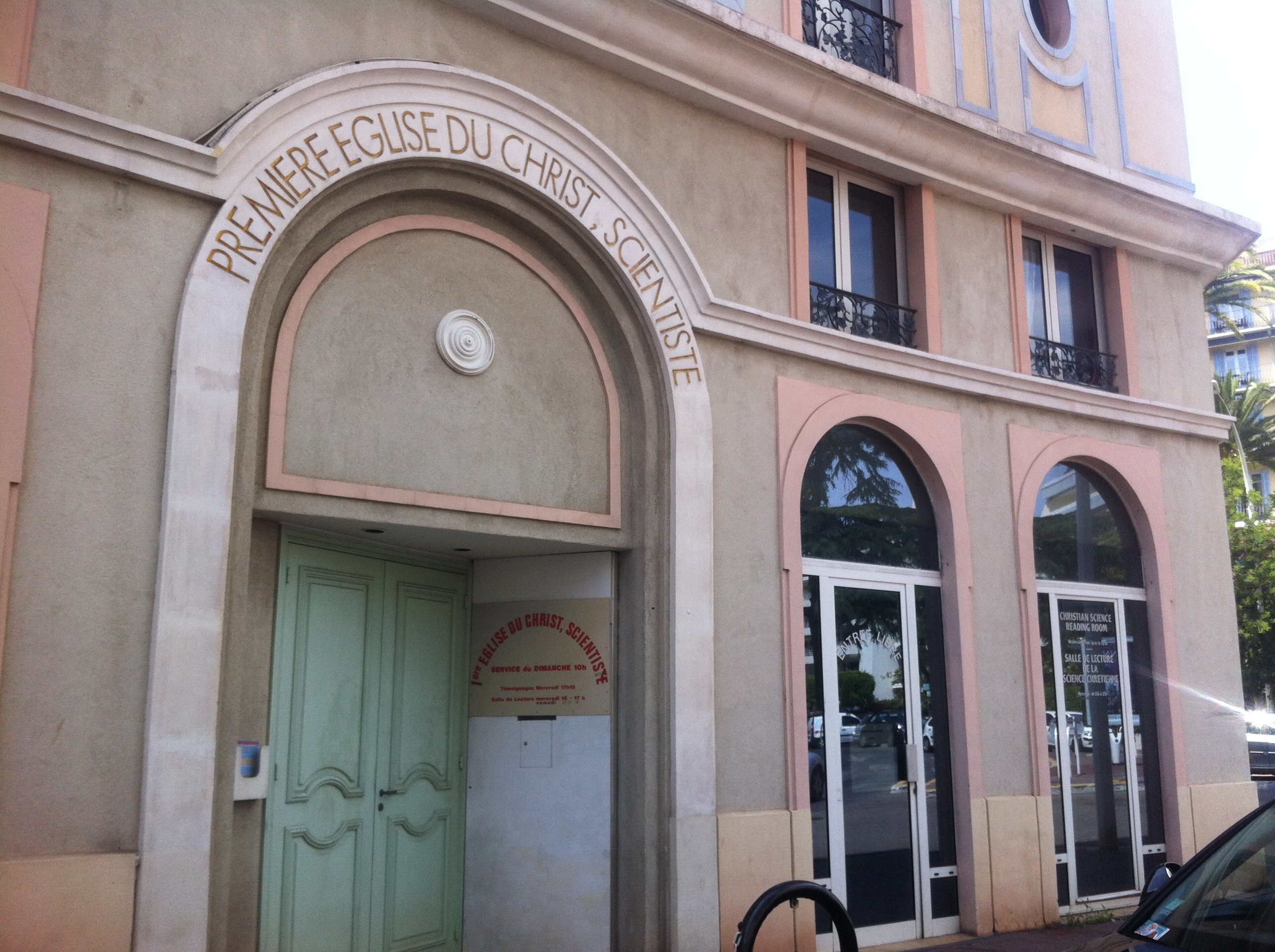
Église du Christ Scientiste.

### Héraldique et logotype
| Blason de Cannes | Les armes de Cannes se blasonnent : D’azur, à la palme d’argent posée en barre, accompagnée de deux fleurs de lys d’or. L’abbaye de Lérins possédait le blason D’azur à une palme d’argent en barre en référence à la légende de saint Honorat chassant un serpent avec une palme, ou du palmier sur lequel monta le saint, pour permettre à la mer de nettoyer les îles. En 1030, lorsqu’elle reçut en donation les terres de Cannes, elle le compléta en ajoutant le « C » de Canna et le « A » de Abbatia. En 1633, pour plaire au représentant du roi, le marquis de Saint-Chamond, les consuls de Cannes, vassale de Lérins, changèrent les lettres pour des fleurs de lys royales. En 1696, c’est le blason actuel qui apparaissait dans le Grand Armorial de France de Charles d’Hozier. Contrairement à une légende urbaine, la palme cannoise ne fait pas référence aux palmiers de la Croisette mais elle tient du blason abbatial et rappelle également la palme bénie que rapportaient les Cannois en revenant du pèlerinage annuel à Lérins. Au titre du parrainage du matériel roulant de la SNCF par les communes, ce blason est porté par la locomotive CC 40109, mais également par la rame TGV Sud-Est no 01. La commune s’est en outre dotée d’un logotype. | Logotype de la commune |

| Drapeau de Cannes | La ville de Cannes dispose également d'un drapeau qui reprend les armoiries municipales, sur fond bleu. |

### Devise
La devise de la commune est « Qui li ven li vieù » en provençal, traduit par « Qui y vient y vit » en français.

### Cannes au cinéma
- Gueule d'amour de Jean Grémillon sorti en 1937[245]
- Odette, agent S 23 d’Herbert Wilcox sorti en 1950[246]
- Sur la Riviera de Walter Lang sorti en 1951[247]
- Une fille sur la route de Jean Stelli sorti en 1951[248]
- Cet âge est sans pitié de Marcel Blistène sorti en 1952
- Manina, la fille sans voiles de Willy Rozier sorti en 1953[249]
- La Dernière Fois que j'ai vu Paris de Richard Brooks sorti en 1954[250]
- La Main au collet d’Alfred Hitchcock sorti en 1955[251]
- Oh! que mambo de John Berry sorti en 1959[252]
- Le Glaive et la Balance d'André Cayatte sorti en 1962[253]
- La Baie des Anges de Jacques Demy sorti en 1963[254]
- Mélodie en sous-sol d’Henri Verneuil sorti en 1963[255]
- Les Don Juan de la Côte d'Azur de Vittorio Sala sorti en 1964[256]
- L'Arme à gauche de Claude Sautet sorti en 1965[257]
- La mariée était en noir de François Truffaut sorti en 1968[258]
- La Bonne Année de Claude Lelouch sorti en 1973[259]
- Flic ou Voyou de Georges Lautner sorti en 1979[260]
- Le Coup du parapluie de Gérard Oury sorti en 1980[261]
- Au nom de tous les miens de Robert Enrico sorti en 1983[262]
- Le Diamant du Nil de Lewis Teague sorti en 1986[263]
- Le Grand Bleu de Luc Besson sorti en 1988[264]
- Le Plus Escroc des deux de Frank Oz sorti en 1988[265]
- Le Bal du gouverneur de Marie-France Pisier sorti en 1990[266]
- Les Associés de John Woo sorti en 1991[267]
- La Cité de la peur d'Alain Berberian sorti en 1994[268]
- French Kiss de Lawrence Kasdan sorti en 1995[269]
- La Propriétaire d’Ismail Merchant sorti en 1996[270]
- Madame Jacques sur la Croisette d'Emmanuel Finkiel (court métrage) sorti en 1997
- Ronin de John Frankenheimer sorti en 1998[271]
- Un ange de Miguel Courtois sorti en 2001[272]
- Femme fatale de Brian De Palma sorti en 2002[273]
- Le Transporteur de Louis Leterrier et Corey Yuen sorti en 2002[274]
- Lovely Rita, sainte patronne des cas désespérés de Stéphane Clavier sorti en 2003[275]
- Ni pour ni contre (bien au contraire) de Cédric Klapisch sorti en 2003[276]
- Anthony Zimmer de Jérôme Salle sorti en 2005[277]
- Les Vacances de Noël de Jan Bucquoy sorti en 2005[278]
- Les Vacances de Mr. Bean de Steve Bendelack sorti en 2006[279]
- Quatre Étoiles de Christian Vincent sorti en 2006[280]
- Roman de gare de Claude Lelouch sorti en 2006[281]
- Panique à Hollywood de Barry Levinson sorti en 2008[282]
- L'Arnacœur de Pascal Chaumeil sorti en 2010[283]
- Et j'aime à la fureur d'André Bonzel, sorti en 2022 (séquences filmées lors du festival de Cannes)

### Cannes dans la peinture
- Les Lavandières à Cannes peint par Auguste Renoir
- Cannes vue la nuit peint par Serge Kislakoff
- Nuit d’hiver à Cannes peint par Adolphe Guillon[284]
- Le Vieux Marin peint par Félix Baudin en 1909[285]
- Effet de matin à Cannes peint par Louis Pastour en 1926[286]
- Le Port de Cannes peint par Pierre Bonnard en 1927[287],[288]
- La Baie de Cannes peint par Pablo Picasso en 1935
- Barques de pêche dans le port de Cannes peint par Louis Pastour[289]
- L’Après-midi à Cannes, la Croisette peint par Robert Savary en 1950
- Paysage de Cannes au crépuscule peint par Pablo Picasso en 1960
- Vue du Suquet à Cannes, peint par Guallino en 2010.

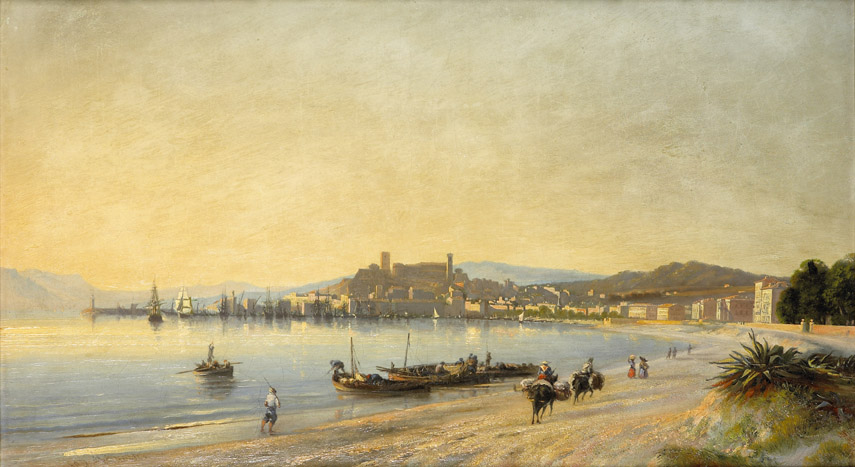
Vue du Suquet, Adolphe Fioupou, veduta, 1860.
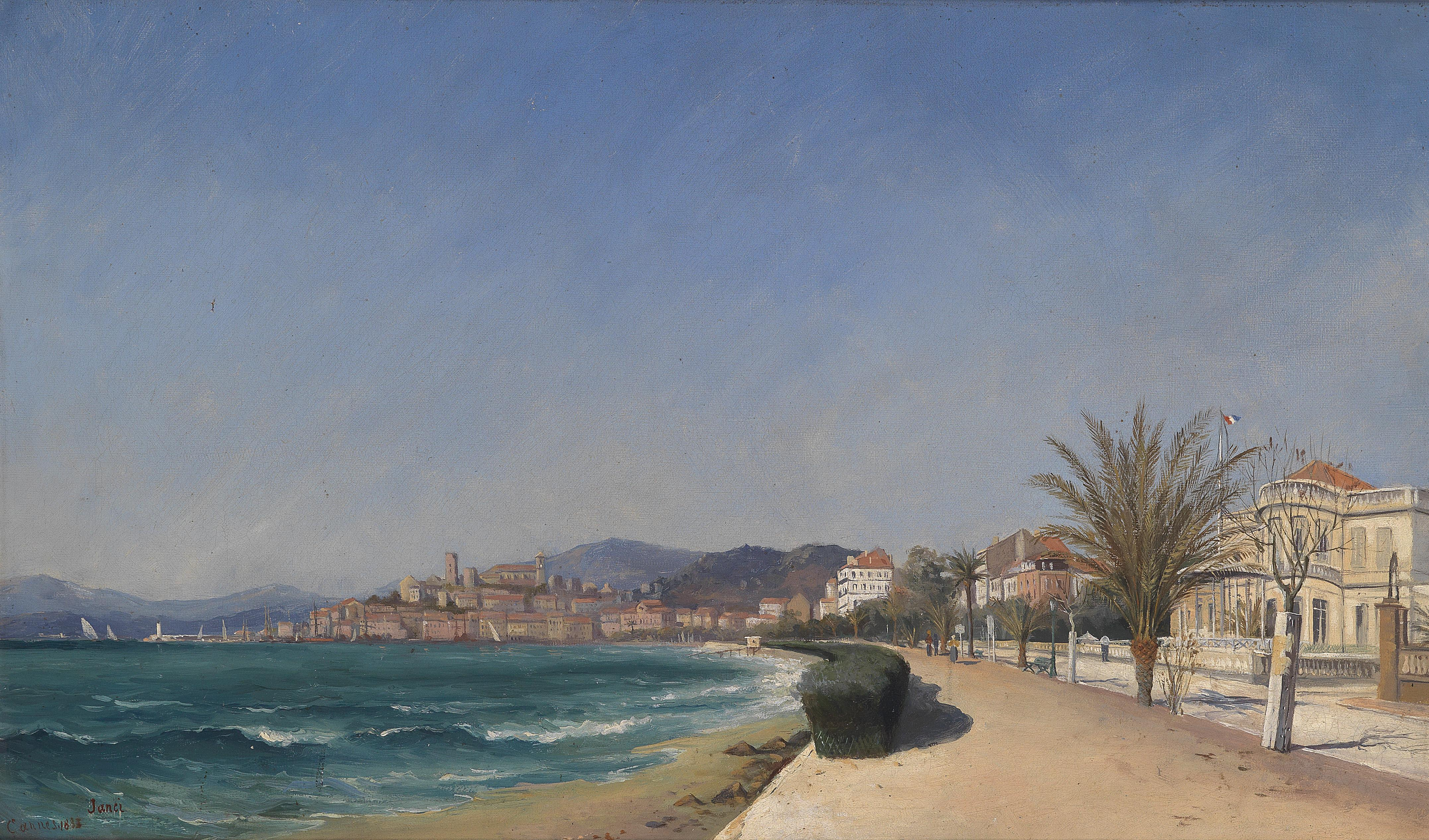
Vue sur la promenade à Cannes avec le Suquet dans le lointain, Janci, huile sur toile, 1883.
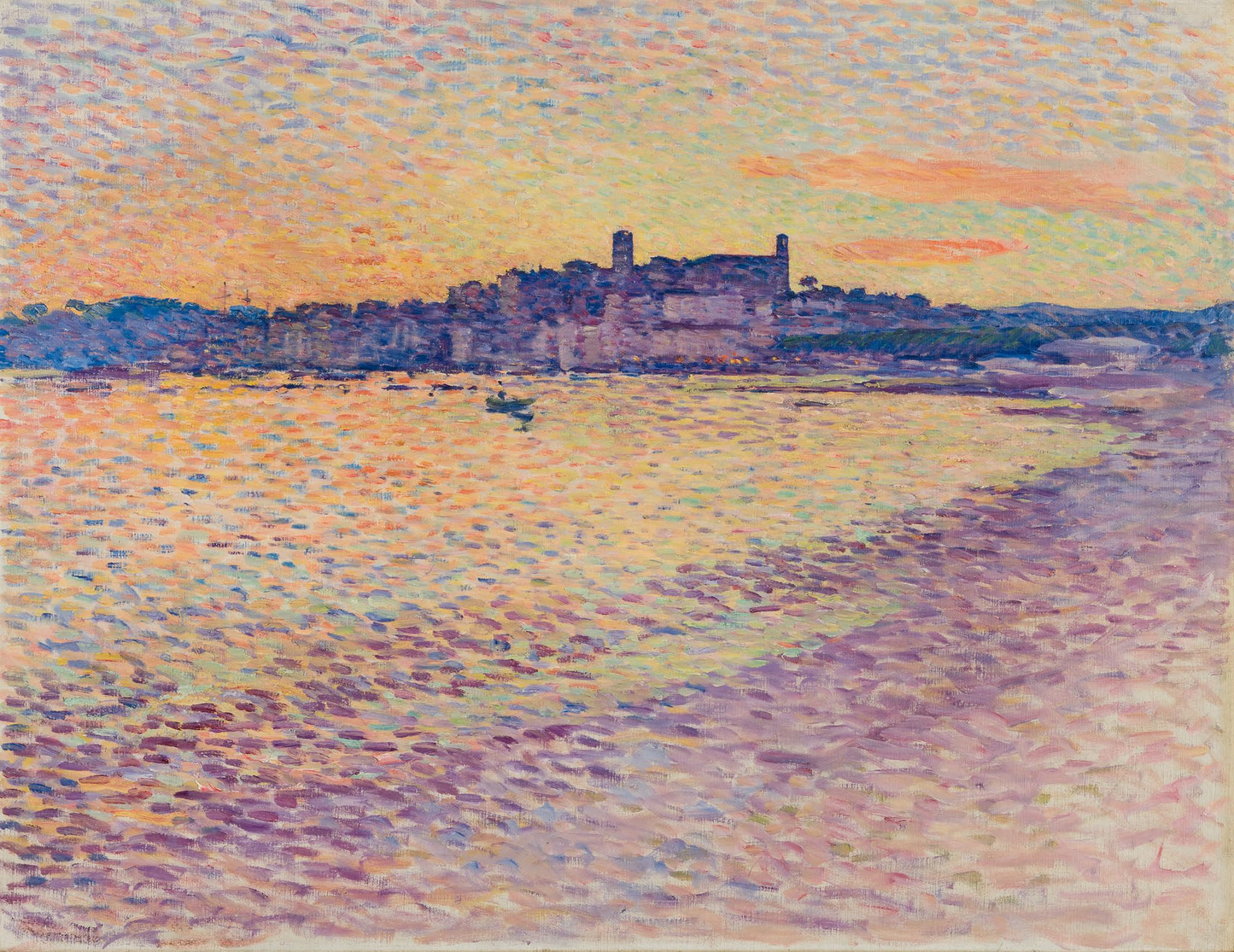
Vue de Cannes, Louis Rheiner, vers 1900.
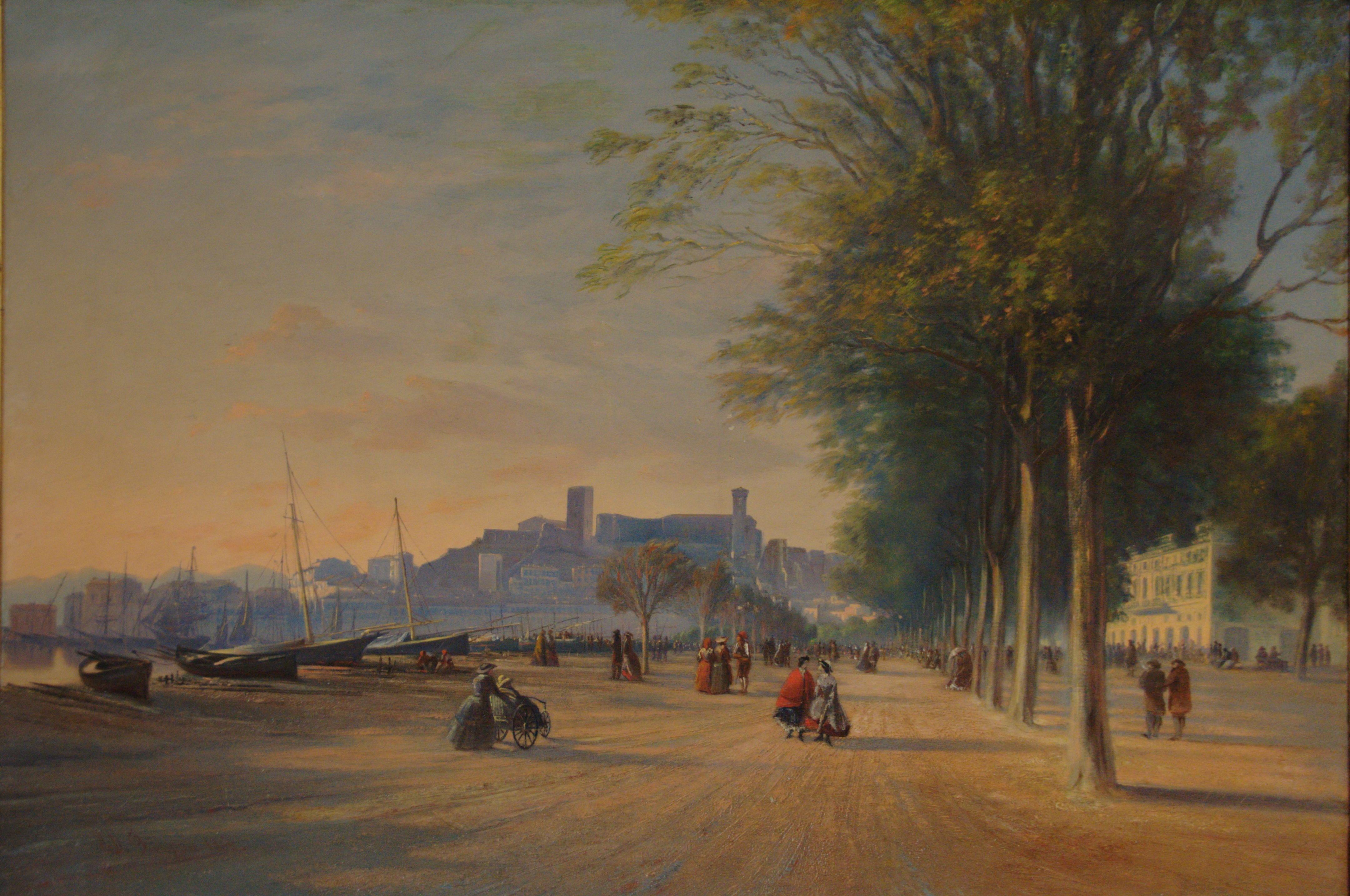
Le Suquet vu de la Croisette, Félix Pille, veduta, 1906.
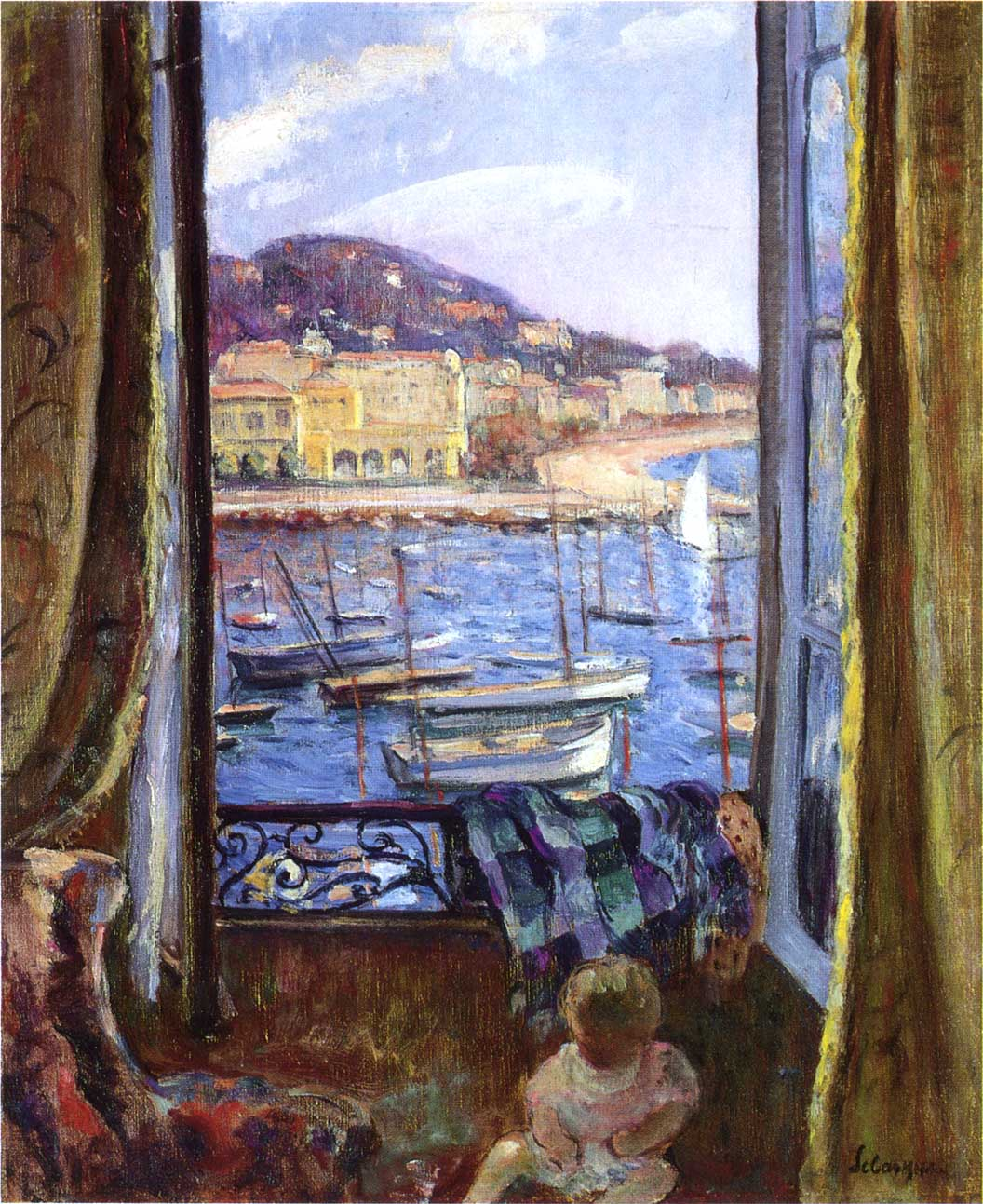
Quai Saint-Pierre à Cannes : vue sur l'ancien casino, Henri Lebasque, huile sur toile, avant 1937.

### Cannes dans la littérature
- Première neige, une nouvelle de Guy de Maupassant publiée en 1883
- Rose, une nouvelle de Guy de Maupassant publiée en 1884
- Catch à Cannes de Jean Mazarin en 1983
- Meurtres au festival de Cannes de Thomas Lumière en 1991
- Crime au festival de Cannes de J. B. Livingstone. Monaco : Éd. du Rocher, coll. « Les dossiers de Scotland Yard », 1992, 198 p.  (ISBN 2-268-01317-0) ; rééd. Paris : G. de Villiers, coll. « Les Dossiers de Scotland Yard » n° 28, 1995, 254 p.  (ISBN 2-7386-5727-3)
- Saccage à Cannes de Raf Vallet en 2001
- L'Ultime secret de Bernard Werber en 2001
- Super-Cannes de James Graham Ballard en 2004
- La Mort au Festival de Cannes, de Brigitte Aubert. Paris : Éd. du Seuil, coll. « Seuil policiers », 2015, 252 p.  (ISBN 978-2-02-121829-9) ; rééd. Points Thriller n° P4332, 2016, 281 p.  (ISBN 978-2-7578-5929-2)
- Le Secret de l'abbaye, de Brigitte Aubert. Paris : 10-18, coll. « Grands détectives » n° 4377, 2010, 410 p.  (ISBN 978-2-264-05057-1) Le roman a pour cadre l'Abbaye de Lérins, située sur l'Île Saint-Honorat.
- Une enquête à Cannes à la Belle-Époque, par Alice Quinn (trilogie, chez City Éditions, 2018-2020) :

1. La Lettre froissée. Bernay : City Éditions, 2018, 412 p.  (ISBN 978-2-8246-1121-1)
2. Le Portrait brisé. Bernay : City Éditions, 2019, 336 p.  (ISBN 978-2-8246-1446-5)
3. Le Carnet volé. Bernay : City Éditions, 2020, 320 p.  (ISBN 978-2-8246-1749-7)

- Divagations autour de "La Lettre froissée", de Alice Quinn. Cannes : Alliage association, 2017, 145 p.  (ISBN 9782369100324)
- Maldonne au Festival de Cannes, de Alice Quinn. Cannes : Alliage association, 2020, 416 p.  (ISBN 979-10-359-3205-3) Il s'agit du dernier opus de la série « Au pays de Rosie Maldonne »

### Candidate au patrimoine mondial de l'Unesco
Le maire de Cannes, David Lisnard, veut inscrire des éléments marquants de la ville de Cannes au patrimoine de l'humanité, avec nombre d'arguments esthétiques et historiques, :
- La Croisette, aménagée dans les années 1850 sur l'ancien chemin littoral, son classement en tant que site pittoresque est entériné en 1945.Sa dimension internationale lui vient du festival de Cannes depuis 1946. Son patrimoine architectural est très riche avec le Carlton, inscrit à l'inventaire des monuments historiques depuis 1989, et deux autres hôtels inscrits à l’inventaire général du patrimoine culturel : le Majestic et le Martinez.
- L'île Sainte-Marguerite, naturellement historique, avec une forêt domaniale de 140 hectares classée en réserve biologique depuis 2002 et son étang du Batéguier, une réserve ornithologique de première ordre, une multitude d'oiseaux y faisant escale chaque année et son Fort Royal, classé monument historique depuis 1927, célèbre pour son prisonnier l'Homme au masque de fer.
- L'Île Saint-Honorat, avec son abbaye de Lérins fondée en 410, son monastère fortifié classé aux monuments historiques en 1840 par Prosper Mérimée ; et depuis peu son agriculture réalisée par les moines : huile d'olive et vin.